# حرب الاستقلال الأمريكية
حرب الاستقلال الأمريكية (1775–1783)، وتُعرف أيضاً باسم الحرب الثورية الأمريكية (بالإنجليزية: American Revolutionary War)  هي حرب دولية نشبت في القرن الثامن عشر بين بريطانيا العظمى ومستعمراتها الثلاث عشرة، المتحالفة مع فرنسا آنذاك، والتي أعلنت استقلالها لتكون نواة الولايات المتحدة الأمريكية.
في أعقاب عام 1765، تمخضت الخلافات الدستورية والسياسية المتزايدة عن توتر العلاقات بين بريطانيا العظمى ومستعمراتها. فبعد أن تظاهر الوطنيون ضد ما يُعرف بقانون الطابع الذي أقرته بريطانيا ورفعوا شعار «لا ضريبة بدون تمثيل» تطور الأمر إلى المقاطعة الشاملة. وفي عام 1773 تفاقم الوضع عندما دمرت حركة أبناء الحرية شحنة من الشاي كانت قادمة من بريطانيا في ميناء بوسطن. فما كان من بريطانيا إلا أن أغلقت ميناء بوسطن وفرضت مجموعة من القرارات العقابية بحق مستعمرة خليج ماساشوستس. ما دفع أبناء ماساشوستس إلى قرارات سوفولك، وتكوين حكومة ظل للاستئثار بالحكم من بين براثن حكومة التاج البريطاني. ثم كونت اثنتا عشرة مستعمرة ما يعرف بالكونغرس القاري لتنسيق مقاومتها، وإنشاء لجان واتفاقيات تكللت جهودها بتولي مقاليد الحكم بنجاح.
بيد أن المساعي البريطانية لنزع السلاح من ميلشيات ماساشوستس في كونكورد أدت إلى اندلاع حرب معلنة في التاسع عشر من أبريل عام 1775 تجرعت فيها بريطانيا مرارة الهزيمة لأول مرة. وعندما حاصرت قوات المليشيا بوسطن آنذاك، اُضطرت بريطانيا إلى إجلاء قواتها في مارس من عام 1776. ثم عين الكونغرس جورج واشنطن قائدًا عامًا للجيش القاري. على الجانب الآخر، باءت محاولات الأمريكيين لغزو كيبك وإعلان حالة العصيان المسلح ضد القوات البريطانية بالفشل. في 2 يوليو من عام 1776، صوت الكونغرس القاري الثاني على الاستقلال، وأصدر إعلان الاستقلال الأمريكي بعدها بيومين في الرابع من يوليو. إلا أن الأمر لم يمر مرور الكرام، فقد شن السير ويليام هاو هجومًا بريطانيًا مضادًا، ليستولي على مدينة نيويورك في مشهد ألقى بظلاله القاتمة على معنويات الشعب الأمريكي. ومع ذلك نجحت الانتصارات التي حققها الثوار في ترنتون وبرينستون في التخفيف من وقع الهزيمة. وفي عام 1777، شن البريطانيون هجومًا من كيبك بقيادة الجنرال جون بورغوين يرمي إلى عزل مستعمرات نيو إنجلاند. ولكن تجري الرياح بما لا تشتهي السفن؛ فبدلًا من تعزيز هذا الهجوم ودعمه؛ انطلق الجنرال هاو بجيشه في حملة منفصلة على فيلادلفيا، وهكذا مُني الجنرال بورغوين بهزيمة نكراء في ساراتوجا في أكتوبر 1777.
ترتب على هزيمة بورغوين النكراء عواقب وخيمة. فقد تحالفت فرنسا رسميًا مع الأمريكيين ودخلت الحرب في عام 1778، وفي العام التالي، حذت إسبانيا حذوها وانضمت كحليف لفرنسا وليس كحليف للولايات المتحدة الأمريكية. في عام 1780، شنت مملكة ميسور هجومًا على البريطانيين في الهند، وتصاعدت حدة التوتر بين بريطانيا العظمى وهولندا لتتمخض عن اندلاع حرب معلنة بين البلدين. على الجانب الآخر، اتبع البريطانيون في أمريكا الشمالية «استراتيجية جنوبية» قادها تشارلز كورنواليس والتي كانت تعتمد على انتفاضة الموالين للحكم البريطاني في الجنوب الأمريكي، ولكن لم يستجب لهذه الانتفاضة سوى قلة قليلة. وقد عانى كورنواليس من تداعيات هذا الأمر في معركتي كينغز ماونتن وكاوبينز. الأمر الذي اضطره للانسحاب إلى يوركتاون بولاية فرجينيا. وقد كان عازمًا على الإخلاء بحرًا، ولكن أحبط انتصار البحرية الفرنسية مخططه وحال دون هروبه. وبعد أن حاصر الجيش الفرنسي-الأمريكي بقيادة كومت دي روشامبو وجورج واشنطن جيش كورنواليس، أعلن استسلامه بعد أن فقد الأمل في وصول الإمدادات له في أكتوبر من عام 1781.
على الجانب الآخر في بريطانيا، كان حزب الأحرار البريطاني يعارض حزب المحافظين المؤيدين للحرب في البرلمان منذ أمد طويل. ورجح الاستسلام كفتهم وكانت لهم اليد العليا. في مطلع عام 1782، صوت البرلمان البريطاني على إنهاء كافة العمليات الهجومية في أمريكا. إلا أن الحرب استمرت خارج البلاد في أوروبا والهند. وهكذا ظلت بريطانيا تحت وطأة الحصار في جبل طارق ولكنها نجحت في إحراز انتصارٍ كبيرٍ على البحرية الفرنسية في معركة سانتس. في الثالث من سبتمبر من عام 1783، وقعت الأطراف المتحاربة معاهدة باريس التي وافقت فيها بريطانيا العظمى على الاعتراف بسيادة الولايات المتحدة الأمريكية وإنهاء الحرب رسميا. وهكذا أثبت التدخل الفرنسي فعاليته. إلا أن مكاسب فرنسا من الحرب كانت لا تذكر فضلًا عن الديون الهائلة التي تكبدتها. في حين حققت إسبانيا بعض المكاسب الإقليمية ولكنها فشلت في تحقيق هدفها الأساسي وهو استعادة جبل طارق. أما هولندا فقد مُنيت بهزائم على كافة الأصعدة وأجبرت على التنازل عن أراضٍ لها لبريطانيا العظمى. في حين انتهت الحرب في الهند ضد مملكة ميسور وحلفائها في عام 1784 دون أن تطرأ أية تغييرات إقليمية على المنطقة.

## لمحة عامة

### المنازعات الضريبية

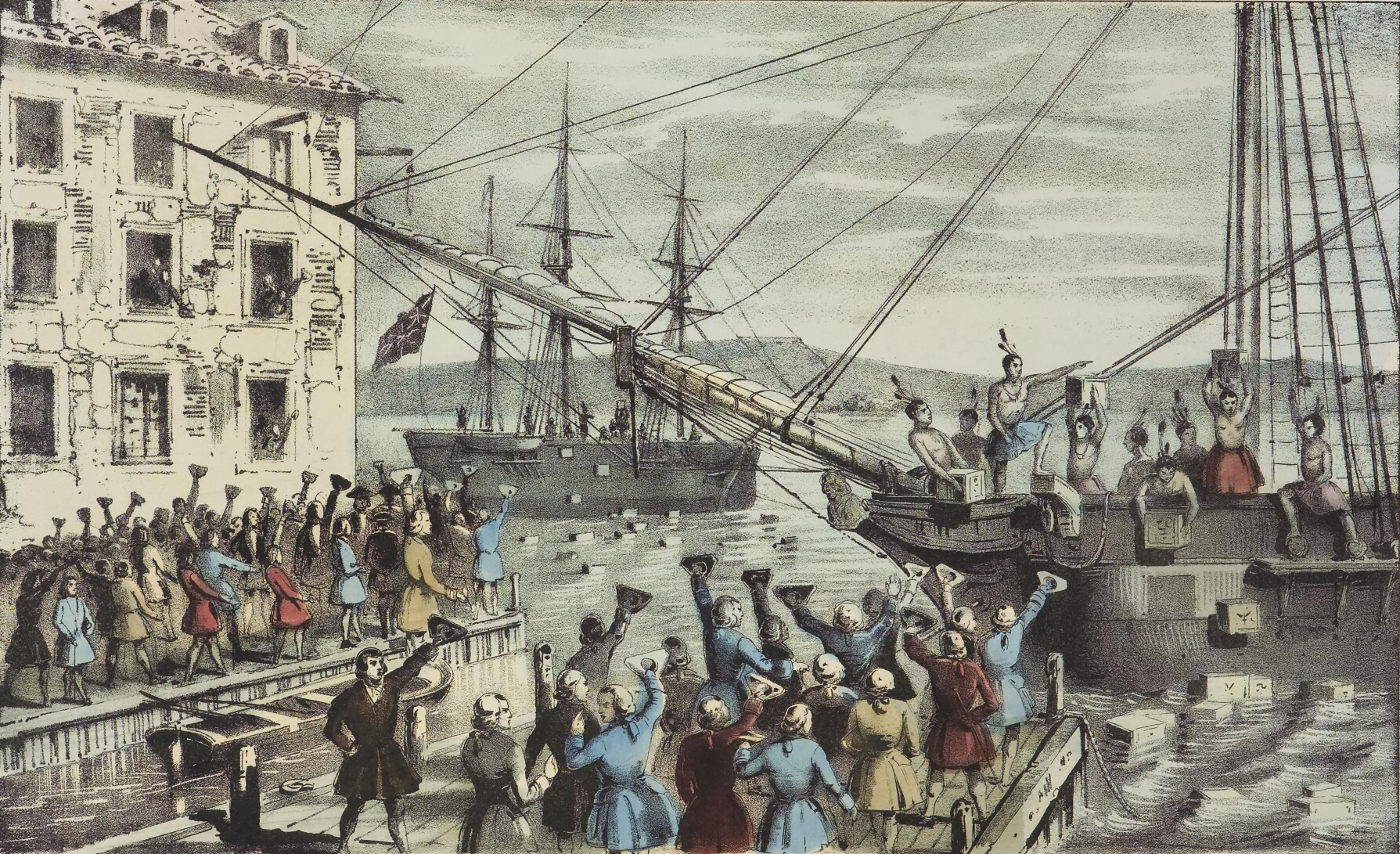
هذه المطبوعة الحجرية الخالدة لمصمم الطباعة الحجرية ناثانيل كورير والتي رسمها في عام 1846 بعنوان «تدمير شحنة الشاي في ميناء بوسطن»؛ ذلك أن عبارة «حادثة حفل شاي بوسطن» لم تكن معروفة آنذاك. وعلى النقيض من تصوير كورير، فإن قلة من الرجال الذين دمروا شحنات الشاي كانوا متنكرين في ملابس الهنود.

في عام 1765، عمد البرلمان البريطاني إلى تمرير قانون الطابع بهدف تمويل قوات الجيش البريطاني المتمركزة في المستعمرات الأمريكية بعد الحرب الفرنسية والهندية. وكان البرلمان قد مرر في السابق بعض التشريعات لتنظيم التجارة، إلا أن قانون الطابع كان يحمل بين طياته مبدأ جديدًا وهو الضريبة الداخلية المباشرة. ما دفع الشعب الأمريكي للتساؤل حول مدى توغل البرلمان البريطاني في الشأن الأمريكي. لاسيما وأن الهيئات التشريعية الاستعمارية أدعت أن لها الحق الحصري في فرض الضرائب داخل نطاق ولاياتها القضائية. وقد أثارت الضريبة استياء المستعمرين لأن حقوقهم كرعايا بريطانيين تحصنهم من أية ضريبة يفرضها عليهم برلمان لا يوجد به أي ممثلين منتخبين لهم. إلا أن المشرعين البريطانيين جادلوا بالقول بأن المستعمرات ممثلة «تمثيلًا فعليًا» وهي الفكرة التي لاقت انتقاداً واسعاً في أرجاء الإمبراطورية. مما أُضطر البرلمان لإلغاء القانون في عام 1766، لكنه شدد أيضاً على حقه في سن القوانين الملزمة للمستعمرات. وبدءاً من عام 1767، شرع البرلمان في إصدار التشريعات لجمع الإيرادات بهدف دفع رواتب الموظفين المدنيين لضمان ولائهم، لكنها في الوقت نفسه أثارت استياء المستعمرين وسرعان ما انتشرت المعارضة في البلاد انتشار النار في الهشيم.
بيد أن تطبيق القوانين على أرض الواقع لم يكن بالأمر الهين. ذلك أن الهجوم على السفينة الشراعية ليبرتي في عام 1768 للاشتباه في تهريبها للبضائع أشعل فتيل الاضطرابات. ونتيجة لذلك، احتلت القوات البريطانية بوسطن، وهدد البرلمان بتسليم المستعمرين ليحاكموا في إنجلترا. وازدادت حدة التوتر بعد مقتل كريستوفر سايدر على يد موظف جمارك في عام 1770 وازداد المشهد سوءاً بعد أن أطلقت القوات البريطانية النيران على المواطنين في ما عُرف بمذبحة بوسطن. وفي عام 1772 هاجم المستعمرون في ولاية رود آيلاند مركب شراعي تابع للجمارك وقاموا بإحراقه. ولتخفيف حدة الموقف وقتئذ ألغى البرلمان البريطاني الضرائب بكافة أشكالها فيما عدا الضريبة المفروضة على الشاي، ليمرر قانون الشاي في عام 1773، في محاولة منه لإجبار المستعمرين على شراء الشاي من شركة الهند الشرقية التي تفرض عليها رسوم جمركية وفقاً لقوانين تاونزند، الأمر الذي يُعد موافقة ضمنية على أن البرلمان له السلطة المطلقة. إلا أن المستعمرين رفضوا تفريغ شحنات الشاي في جميع مرافئ المستعمرات، باستثناء حاكم ماساشوستس الذي وافق على وجود سفن الشاي البريطانية في مرفأ بوسطن، فما كان من حركة أبناء الحرية إلا أن دمروا شحنات الشاي في ما عُرف باسم حادثة «حفل شاي بوسطن».
بيد أن الأمر لم يمر مرور الكرام، فقد سن البرلمان وقتئذ تشريعات عقابية. منها إغلاق مرفأ بوسطن إلى أن يتم دفع ثمن شحنة الشاي المُهدرة، إلغاء ميثاق ماساشوستس ومنح لنفسه الحق في تعيين مجلس حاكم ماساشوستش بالأمر المباشر. فضلاً عن كل الصلاحيات الممنوحة للحاكم الملكي لتقويض الديمقراطية على الصعيد المحلي. والتشريعات الأخرى التي كانت تهدف إلى تسليم المسؤولين لمحاكمتهم في أماكن أخرى من الإمبراطورية، إذا شعر الحاكم أنه لا يمكن تأمين المحاكمة العادلة محلياً. وقد أدت السياسة المبهمة للقانون حول صرف تعويضات نفقات السفر إلى تقويض قدرة الكثيرين على الإدلاء بشهادتهم. الأمر الذي أثار استياء المستعمرين لأنهم شعروا أن هذه القوانين ستسمح للمسؤولين بمضايقتهم دون جزاء. بالإضافة إلى القوانين الأخرى مثل قانون الإيواء الذي يمنح الحاكم الحق في إيواء القوات في الممتلكات الخاصة دون إذن مسبق. وقد وصم المستعمرون هذه القرارات بأنها «قرارات لا تُطاق» وأعلنوا أن حقوقهم الدستورية وحقوقهم الطبيعية قد اُنتهكت. وأن هذه القوانين تمثل وصمة عار في جبين أمريكا بأسرها وتمثل خطراً عليها. وهكذا جوبهت القوانين بمعارضة واسعة. مما دفع الأطراف المحايدة إلى دعم الوطنيين وترجيح كفتهم عن الموالين.

### رد فعل المستعمرين
لم يقف المستعمرون أمام هذه القرارات مكتوفي الأيدي وإنما لجأوا إلى تأسيس الكونجرس الإقليمي في ماساشوستس لاستئصال شأفة الحكم الملكي على المستعمرة إلى خارج بوسطن. وفي الوقت نفسه، عقد ممثلو اثنتي عشرة مستعمرة أول كونغرس قاري للتشاور حول اتخاذ ردة فعل مناسبة للأزمة. وقد اعترض الكونغرس بفارق ضئيل على اقتراح يهدف إلى إنشاء برلمان أمريكي يكون له سلطة التشريع بالتنسيق مع البرلمان البريطاني. ولكنهم عوضًا عن ذلك مرروا ميثاقًا لإعلان المقاطعة التجارية لكل البضائع البريطانية. وقد شدد الكونغرس أيضًا على أن البرلمان البريطاني لا يملك أي سلطة للتدخل في الشأن الداخلي الأمريكي، إلا أنهم أبدوا استعدادهم لقبول اللوائح التجارية بما يصب في مصلحة الإمبراطورية. وخول الكونغرس اللجان والجمعيات لفرض المقاطعة على أرض الواقع. وقد أثبتت المقاطعة جدواها، حيث انهارت الواردات البريطانية بنسبة 97% في عام 1775 مقارنة بعام 1774.
من جانبه رفض البرلمان الانصياع لهذه المقاطعة، ووصم أبناء ولاية ماساشوستس بالمتمردين وفرض حالة الحصار على المستعمرة عام 1775. ثم أصدر تشريعًا يقصر تجارة المستعمرات الأمريكية على جزر الهند الغربية والجزر البريطانية. فضلًا عن منع سفن المستعمرات من الصيد في مصايد أسماك القُد في جزيرة نيوفندلاند الكندية، وهو الإجراء الذي لاقى استحسان الكنديين ولكنه أضر باقتصاد نيو إنجلاند. بيد أن كل هذه الأجواء المفعمة بالتوتر والشحناء دفعت الطرفين إلى التزاحم للحصول على العتاد والذخيرة لتواجه المستعمرات نيران الحرب المستعرة. وكان توماس جايج القائد العام للقوات البريطانية والحاكم العسكري لولاية ماساشوستس عندما تلقى الأوامر بنزع السلاح من المليشيات المحلية في الرابع عشر من أبريل عام 1775.

## مسار الحرب

### اندلاع الحرب (1775-1776)

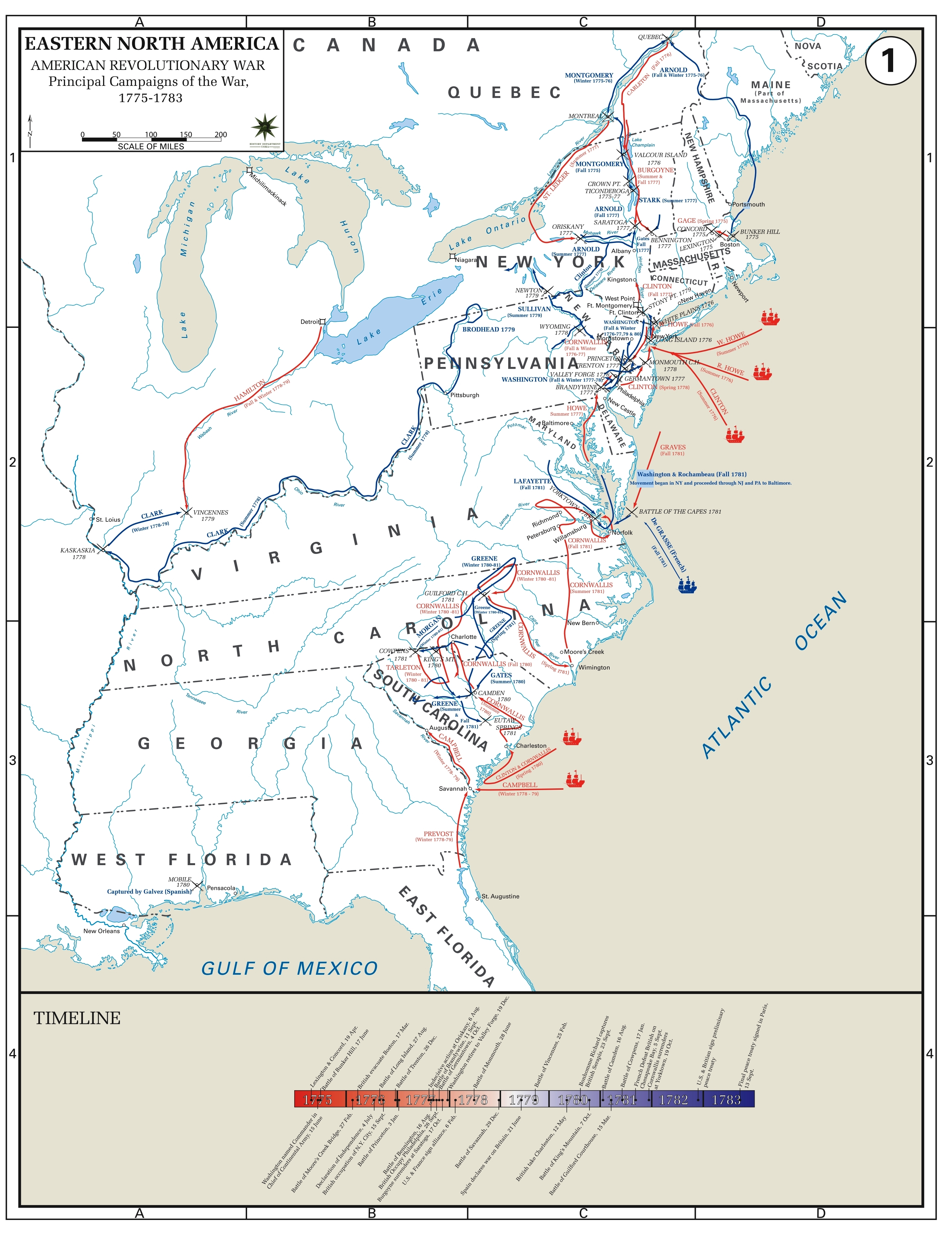
خريطة توضح الحملات الكبرى في الحرب الثورية الأمريكية.

في الثامن عشر من أبريل من عام 1775، أرسلت بريطانيا قوة عسكرية قوامها 700 جندي لمصادرة ذخيرة المليشيات المخزنة في كونكورد. ونشب القتال مما اُضطر القوات البريطانية للانسحاب إلى بوسطن. وبين عشية وضحاها، تجمعت المليشيات المحلية وفرضت حصارًا حول بوسطن. وفي الخامس والعشرين من مايو، وصلت قوة تعزيزات بريطانية قوامها أربعة الآف وخمسمائة جندي تحت قيادة الجنرالات ويليام هاو، وجون بورغوين، وهنري كلينتون. ليستولى البريطانيون على شبه جزيرة تشارلزتاون في معركة بانكر هيل في السابع عشر من يونيو بعد مواجهة كبدتهم ثمنا فادحا. دفعت هاو لاستبدال جايج بعد أن أبدى العديد من كبار القادة غضبهم من الهجوم الذي لم يجنوا منه شيئًا يذكر. وقد كتب جايج رسالة إلى لندن وشدد على الحاجة إلى إرسال جيش كبير لقمع المعارضة. في الثالث من يوليو، تولى جورج واشنطن قيادة الجيش القاري الذي يحاصر بوسطن. ولكن لم يبذل هاو أي مجهود للهجوم؛ وهو ما أثار دهشة واشنطن. وبعد رفض الخطة التي كانت موضوعة لاقتحام المدينة. لجأ الأمريكيون إلى تحصين مرتفعات دورشيستر في أوائل مارس 1776 بالمدفعية الثقيلة التي اغتنموها من غارة على فورت تيكونديروجا. وبعد أن صدرت الأوامر للبريطانيين بالانسحاب دون أي اعتداء في السابع عشر من مارس وأبحروا إلى هاليفاكس في نوفا سكوشا؛ تحرك واشنطن بجيشه إلى مدينة نيويورك.
ابتداءًا من شهر أغسطس 1775، شرعت السفن المُسلحة الأمريكية في اجتياح القرى في نوفا سكوشا، في البداية كانت قرية سانت جون وبعدها شارلوت تاون ثم يارموث. واستمروا في عام 1776 في كانسو ثم شنوا هجومًا بريًا على فورت كمبرلاند.
وفي الوقت ذاته، شرع الضباط البريطانيون في كيبيك في حشد رجال القبائل الهندية لدعمهم رغم توسلات الأمريكان لهم لكي يظلوا على الحياد. ولما كان الكونغرس يخشى من هجمة إنجليزية-هندية من كندا فقد أصدر أمر بغزو كيبيك في أبريل عام 1775. وكان عدد كبير من سكان كيبيك من الناطقين بالفرنسية فضلًا عن أنها كانت حديثة عهد بالحكم البريطاني الذي لم ينقض عليه أكثر من 12 عامًا فقط؛ لذا توقع الأمريكيون أنها سترحب بتحريرها من قبضة التاج البريطاني. وإنطلاقًا من هذا المعتقد هاجم الأمريكيون كيبيك في 31 ديسمبر بعد مسيرة شاقة ولكنهم هُزموا. في 6 مايو عام 1776، انسحب الأمريكان بعد حصار غير محكم. في 8 يونيو تسببت الهجمة المضادة الفاشلة في إنهاء العمليات الأمريكية في كيبيك. ومع ذلك لم يتمكن البريطانيون من مطاردتهم لأن السفن الأمريكية كانت ترسو في بحيرة شامبلين. في الحادي عشر من أكتوبر، هزم البريطانيون الأسطول الأمريكي وأجبروه على الانسحاب إلى تيكونديروجا وفشلت الحملة. وقد كلف هذا الغزو الوطنيون دعم الرأي العام البريطاني. في حين تراجع الدعم الكندي بسبب السياسات العدوانية المناوئة للموالين. ورغم أن الوطنيين ظلوا ينظرون لكيبيك كهدف إستراتيجي؛ إلا أنهم لم يبذلوا أية محاولة لغزوها مرة أخرى.

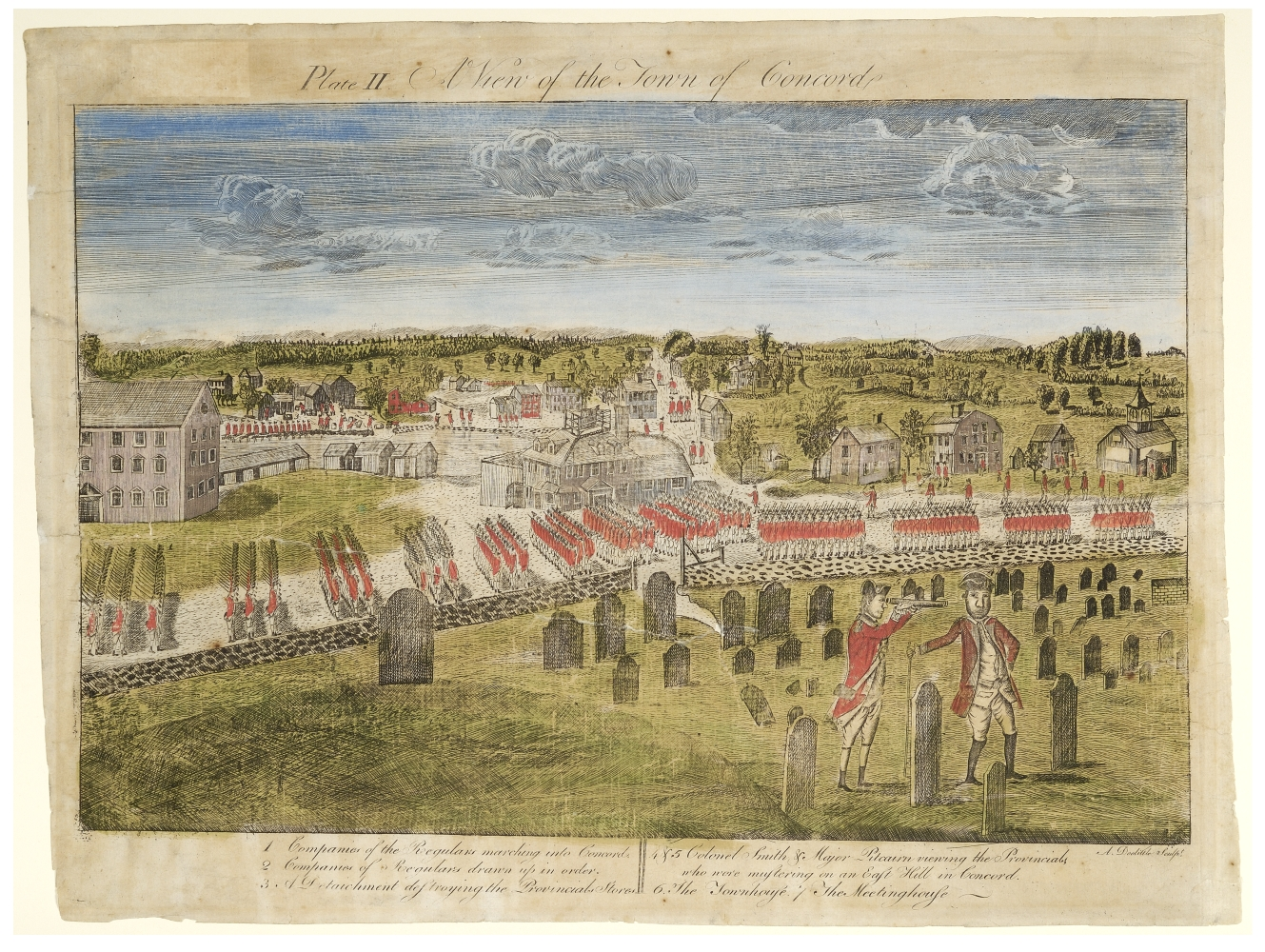
زحف الجيش البريطاني نحو كونكورد.

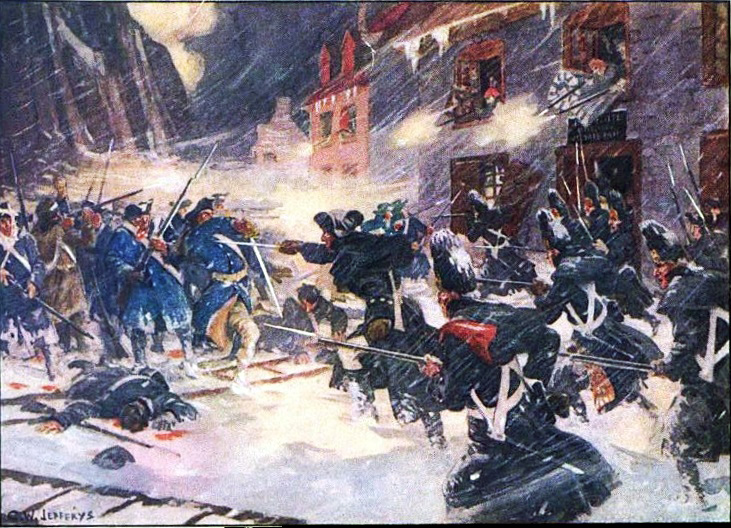
الجنود البريطانيون وأفراد الميليشيات الإقليمية يصدون الهجوم الأمريكي في ساولت أو ماتيلوت، كندا، في ديسمبر 1775.

على الجانب الآخر في ولاية فرجينيا حاول اللورد دونمور الحاكم الملكي نزع السلاح من المليشيات مع تزايد حدة التوتر رغم أنه لم ينشب أي قتال. وقد أصدر إعلان دونمور في 7 نوفمبر عام 1775، ووعد بالحرية للعبيد الذين فروا من أسيادهم الوطنيين للقتال من أجل التاج. إلا أن قوات دونمور هُزمت أمام الوطنيين في جريت بريدج. وهرب دونمور للسفن البحرية الراسية قبالة مدينة نورفولك، وبعد أن باءت المفاوضات اللاحقة بالفشل، أمر دونمور سفنه بتدمير المدينة.
في 19 نوفمبر، اندلع القتال في كارولاينا الجنوبية بين ميلشيات الوطنيين والموالين، وبعد أن رجحت كفة الوطنيين طردت قوات الموالين خارج المستعمرة. فاجتمع الموالون في كارولاينا الشمالية لمواجهة الحكم الاستعماري في الجنوب، ولكنهم هُزموا هزيمة نكراء وخمدت نزعة الولائيين، وقد تقدمت مجموعة من القوات النظامية البريطانية لإعادة غزو كارولاينا الجنوبية وشنت هجومًا على تشارلستون في 28 يونيو 1776، ولكنها فشلت فشلا ذريعا وتركت الجنوب للوطنيين ليبسطوا نفوذهم عليه حتى عام 1780.
كان نقص البارود قد دفع الكونغرس إلى إرسال حملة استكشافية ضد مستعمرة جزر البهاما في جزر الهند الغربية البريطانية في محاولة منهم لتأمين الذخيرة هناك. في 3 مارس عام 1776، رسا الأمريكيون بعد تبادل إطلاق نيران لم يخلف أي ضحايا ولم تبد المليشيا المحلية أية مقاومة. ثم صادروا كل الإمدادات التي يمكنهم حملها وأبحروا عائدين أدراجهم في 17 مارس. ووصل الأسطول إلى لندن الجديدة في كونيتيكت في 8 أبريل، بعد مناوشات قصيرة مع الفرقاطة الملكية إتش أم إس جلاسكو في 6 أبريل.

### ردود الفعل السياسية
بعد أن دارت رحى القتال أطلق الكونغرس آخر سهم في جعبته لتجنب مصير الحرب الدامي، ولكنه قوبل برفض البرلمان البريطاني باعتباره محاولة مشكوك في صدقها. وقد أصدر الملك جورج آنذاك إعلان العصيان في 23 أغسطس عام 1775، ولكنه لم يأت بالنتيجة المنشودة بل ساهم في إذكاء جذوة صمود المستعمرات في مسعاها للاستقلال. وبالرغم من الخطبة العصماء التي ألقاها الملك رفض البرلمان أيضًا التدابير القسرية المفروضة على المستعمرات بأغلبية 170 صوتًا. وقد رفض حزب المحافظين البريطاني أية تسوية سلمية للموقف، في حين أبدى حزب الأحرار تخوفه من أن السياسة الحالية يمكن أن تدفع المستعمرات دفعًا نحو الاستقلال. ورغم معارضة البرلمان بدأ الملك بنفسه في الإشراف على المجهود الحربي. ومن جانبه تعهد البرلمان الأيرلندي بإرسال قواته إلى أمريكا، بل وسمحوا للكاثوليك الأيرلنديين بالتطوع في الجيش في سابقة هي الأولى من نوعها. وهنا تجدر الإشارة إلى أن موقف الأيرلنديين البروتستانت كان في صف الأمريكيين أما الكاثوليك فكانوا في صف الملك.
بيد أن المناوشات القتالية الأولية في حملة بوسطن كانت درسًا عسكريًا موجعًا للبريطانيين جعلهم يعيدون النظر في فكرتهم حول القدرة العسكرية الاستعمارية. فقد تسببت استجابتهم الضعيفة في القتال في أن تكون الغلبة للوطنيين وأن يفقدوا سيطرتهم على كل المستعمرات. وكان الجيش البريطاني قد تُرك محدودًا عن عمد منذ الثورة المجيدة عام 1688 لمنع إساءة استخدام الملك لسلطاته. ولسد هذه الفجوة أبرم البرلمان المعاهدات مع المدن الألمانية الصغيرة لتأمين القوات الإضافية، وأرسل جيشًا قوامه 32 ألف جندي إلى أمريكا بعد عام، وهو الجيش الأكبر في العدة والعتاد يُرسل خارج أوروبا آنذاك.
على الجانب الآخر في المستعمرات، لاقى منشور ألفه توماس بين باسم «الفطرة السليمة» نجاحًا كبيرًا وتجاوبت أصداؤه بين العامة سعيا للاستقلال. في 2 يوليو، صوت الكونغرس لصالح الاستقلال باثنى عشر مؤيد وامتناع صوت واحد عن التصويت. وأصدر الكونغرس إعلان الاستقلال في 4 يوليو. وقد قرأ واشنطن الإعلان على رجاله ومواطني نيويورك في 9 يوليو؛ وهو ما ألهب حماسة العامة ودفعهم لتحطيم تمثال للملك كان مصنوعًا من الرصاص وذوبوه ليصنعوا منه الطلقات. وقد انتقد حزب المحافظين البريطاني الموقعين على الإعلان ووصموهم بازدواجية المعايير لأنهم لم يطبقوا معايير المساواة نفسها على العبيد.
واتبع الوطنيون إعلان الاستقلال بقوانين الاختبار، وهي قوانين تُلزم المقيمين بالقسم بالولاء والطاعة للدولة التي يعيشون على أرضها. في محاولة منهم لاجتثاث أي محايدين أو رافضين للاستقلال. ومن يتخلف عن ذلك القسم يواجه السجن أو النفي أو حتى عقوبة الإعدام. وقد حُرم الأمريكان من المحافظين من تولي المناصب العامة ومن ممارسة مهن الطب والقانون، وأُجبروا على دفع ضرائب متزايدة ومُنعوا حتى من كتابة وصاياهم أو أن يكونوا أوصياء على الأيتام. وقد مكّن الكونغرس الولايات من مصادرة ممتلكات الموالين لتمويل الحرب. وقد صودرت أموال بعض أفراد جماعة الكويكرز أو جمعية الأصدقاء الدينية الذين ظلوا على الحياد. وفي وقت لاحق منعت الموالين من جمع أي ديون مستحقة لهم.

### الهجوم البريطاني المضاد (1776-1777)

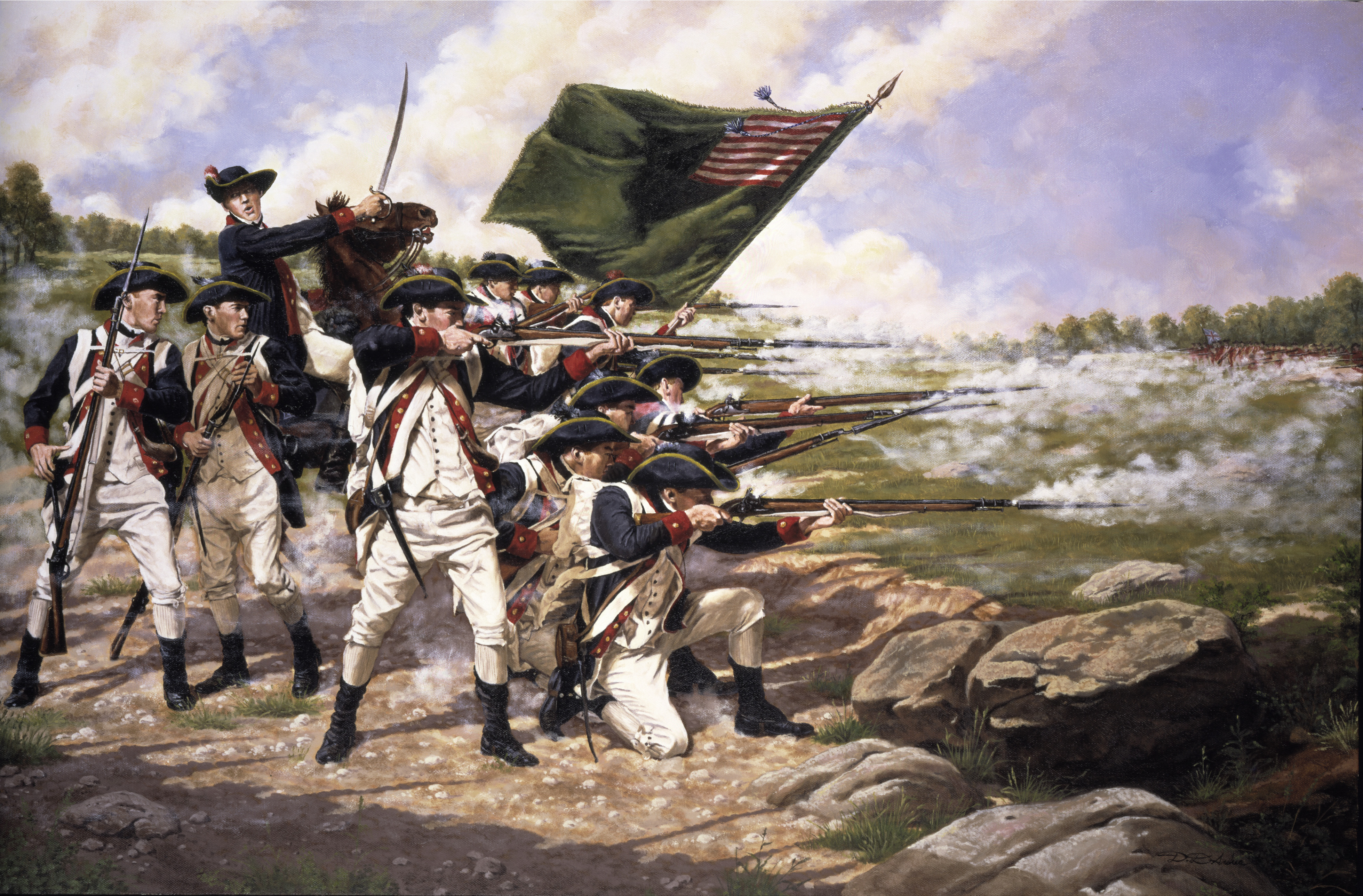
الجنود الأمريكيون في القتال في معركة لونغ آيلاند، 1776.

بعد إعادة تجميع صفوف الجيش البريطاني في هاليفاكس، وطد ويليام هاو العزم على نقل ساحة المعركة إلى عقر دار الأمريكان. فأبحر في يونيو 1776 وشرع في إنزال القوات في جزيرة ستاتن بالقرب من مدخل ميناء نيويورك في 2 يوليو. وقد قسم واشنطن جيشه بين عدة مواقع منها جزيرة مانهاتن وعبر النهر الشرقي في غرب لونغ آيلاند بناء على معلومات الاستخبارات الحربية والتي كانت غير دقيقة. وقد رفض الأمريكان محاولة غير رسمية للتفاوض من أجل السلام. في 27 أغسطس، حاصر هاو واشنطن وأجبره على الانسحاب إلى مرتفعات بروكلين. وقد منع هاو أتباعه من ملاحقته هادفًا إلى حصار واشنطن عوضًا عن ذلك.
وقد انسحب واشنطن إلى مانهاتن دون أي خسائر في الرجال أو العتاد. وبعد انسحابه فشل مؤتمر سلام جزر ستاتن في التفاوض من أجل السلام بسبب أن المندوبين البريطانيين لم يكن لديهم الصلاحية لمنح الاستقلال. من جانبه أحكم هاو وقتها سيطرته على مدينة نيويورك في 15 سبتمبر، واشتبك مع الأمريكيين في اليوم التالي دون أن يحرز أي نجاح. وقد حاول هاو حصار واشنطن، ولكن تمكن الأمريكيون من الانسحاب بنجاح. في 28 أكتوبر، حارب البريطانيون واشنطن في معركة السهول البيضاء والتي كانت غير حاسمة حيث تراجع هاو عن مهاجمة جيش واشنطن، وبدلًا من ذلك وجه جلّ تركيزه على تبة لم يكن لها أي قيمة إستراتيجية. وجعل انسحاب واشنطن قواته معزولة.

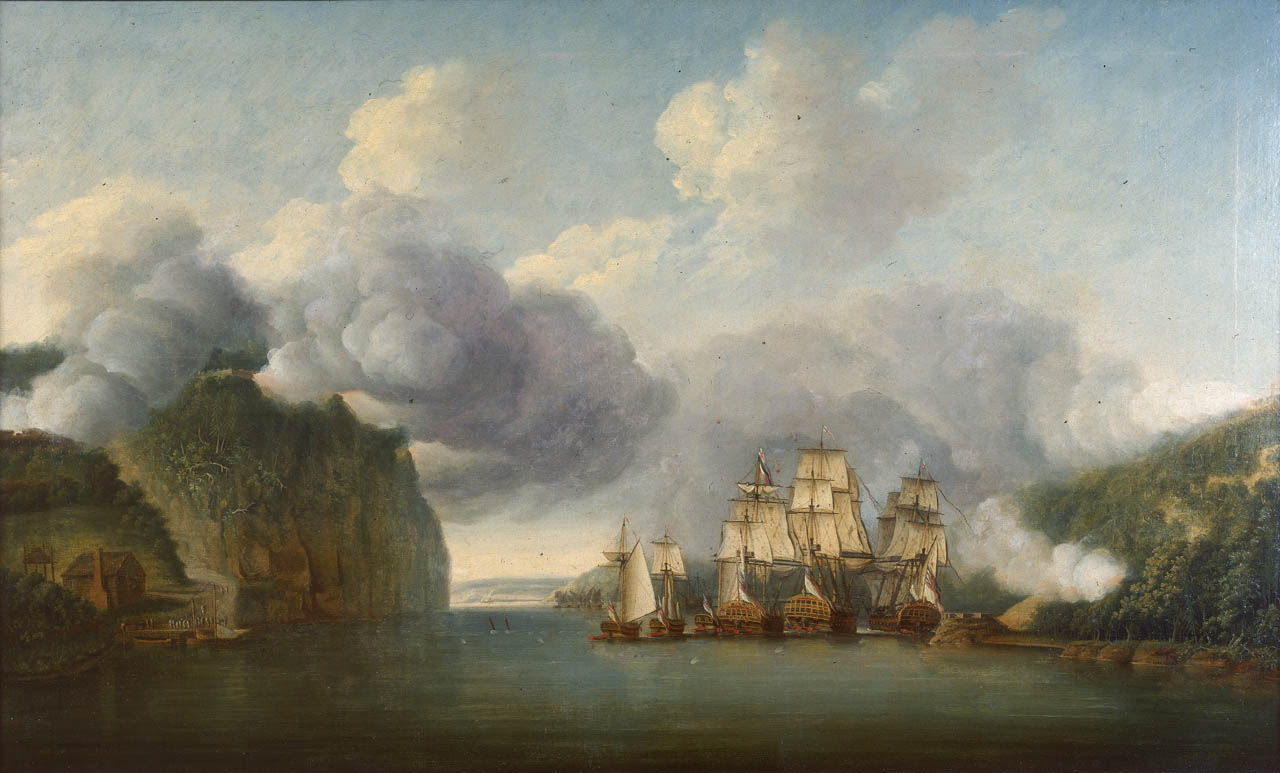
السفن الحربية البريطانية تشق طريقها عبر نهر هدسون.

في 16 نوفمبر، استولى البريطانيون على حصن أمريكي وأسروا ما يربو عن 3.000 سجين وهو ما وصفه أحد المؤرخين «بالهزيمة الأكثر كارثية في الحرب بأسرها» وبعد أربعة أيام تراجع جيش واشنطن مرة أخرى. وبعدها استولى هنري كلينتون على مدينة نيوبورت بولاية رود آيلاند؛ وهي العملية التي كان يعارضها بشدة، وقد كان شعورًا يخالجه بأن القوات التي أُسند إليه قيادتها والتي قوامها 6.000 جندي يمكن توظيفها بشكل أفضل في مطاردة واشنطن. وقد أُرسل السجناء الأمريكيين وقتها إلى سفن السجن سيئة السمعة، والتي كان عدد الجنود والبحارة الأمريكان الذين لقوا فيها حتفهم بسبب انتشار الأمراض والإهمال بينهم أكبر من عدد القتلى في كل معارك الحرب مجتمعة. وقد طارد تشارلز كورنواليس واشنطن ولكن تلقى أمر من هاو بالتوقف ليسير واشنطن بجيوشه دون اشتباك.
ولا يخفى على أحد أن مشهد القضية الأمريكية آنذاك كان لا يبشر بخير. فمن ناحية كان عدد الجنود يتناقص إلى أقل من 5.000 جندي وكان آخذًا في النقصان بسبب انتهاء فترة التجنيد مع نهاية العام. ومن ناحية أخرى تراجع الدعم الشعبي وفترت حماسته واُضطر الكونغرس إلى التخلي عن ولاية فيلادلفيا. زيادة على ذلك عادت نزعة الموالين للحكم البريطاني لتطغى على المشهد بعد هزيمة الأمريكيين لاسيما في نيويورك.

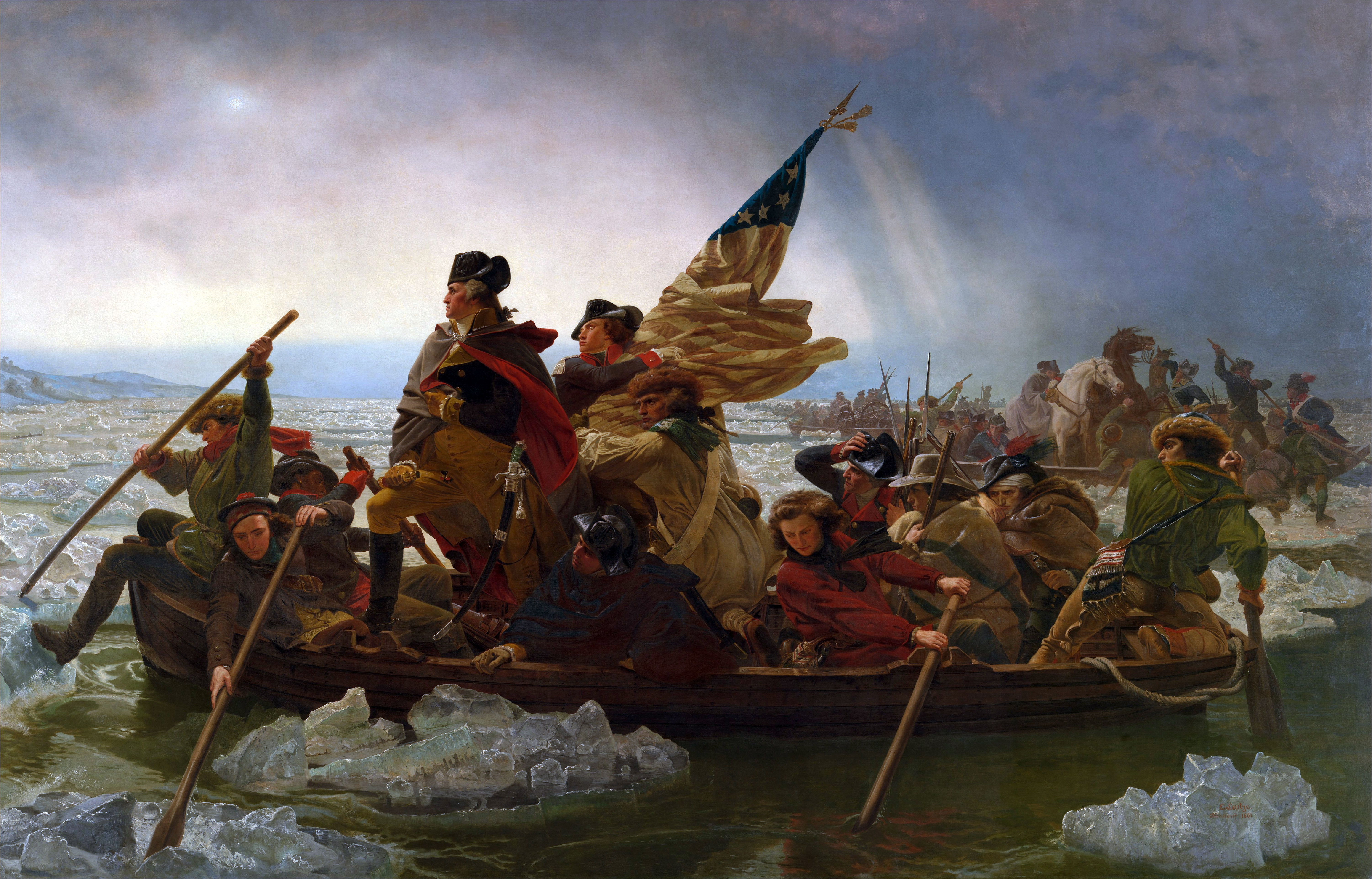
الصورة الشهيرة التي رسمها إيمانويل لوتز عام 1851 بعنوان «عبور واشنطن نهر ديلاوير».

على الجانب الآخر احتفى البريطانيون بأخبار الحملة أيما احتفاء. وأُقيمت الاحتفالات في لندن. وارتفع الدعم الشعبي إلى ذروته. ومنح الملك جورج وسام الاستحقاق وهو أعلى الأوسمة العسكرية لوليام هاو. وقد دفع هذا النصر إلى التنبؤ بأن بريطانيا ستفوز في الحرب في غضون عام على الأكثر. في المقابل كشفت الهزيمة الأمريكية ما أعتبره أحد الكتّاب الأمريكين مواطن الضعف في إستراتيجية واشنطن. مثل تفتيت قوة الجيش إلى أعداد أقل في مواجهة جيش قوي، وأفراد طاقمه الذين يفتقرون إلى الخبرة والحنكة في قراءة المشهد. وهروب قواته وتشتتهم بدون نظام مع بدء المعركة. في الوقت نفسه، دخل البريطانيون في وحدة إيواء (كانتون) شتوي وكانوا في أفضل مكان لاستئناف القتال.
في 25 ديسمبر عام 1776، عبر واشنطن نهر ديلاوير خلسة. وهزم جيشه حامية عسكرية من جنود هسن في ترنتون بولاية نيو جيرسي. في صباح اليوم التالي، وأنقذ واشنطن 900 سجين. وقد ساهم هذا النصر الحاسم في رفع معنويات الجيش المنخفضة ومنحهم دفعة جديدة من أجل نصرة قضيتهم. وقد حاول كورنواليس إعادة السيطرة على ترنتون. إلا أن مسعاه قد خاب في 2 يناير في ما يعرف بالمعركة الثانية لترنتون. وتفوق واشنطن على كورنواليس في هذه الليلة، وهزم مؤخرة جيشه في اليوم التالي. ولاشك أن هذه الانتصارات كانت ضرورية لإقناع فرنسا وإسبانيا بأن الأمريكيين حليف لا يستهان به. فضلًا عن رفع الروح المعنوية بين الجنود. ودخل واشنطن وحدات الإيواء الشتوية في موريستاون بولاية نيو جيرسي في 6 يناير. رغم استمرار حرب العصابات الطويلة وكان الأمريكيون في فترة الإيواء إلا أن هاو لم يحاول أن يشن أي هجوم وهو ما أثار دهشة واشنطن.

### فشل الإستراتيجية البريطانية الشمالية (1778-1777)
في ديسمبر عام 1776، قفل جون بورغوين عائدًا إلى لندن لوضع إستراتيجية بالتنسيق مع اللورد جورج جيرمان. وكان بورغوين يخطط لإحكام قبضته على طريق شامبلين-جورج- هدسون من نيويورك وحتى كيبيك، لعزل نيو إنجلاند. ومن ثمَّ يمكن تكثيف الجهود بعد ذلك على المستعمرات الجنوبية. حيث كان يعتقد أن دعم الموالين لهم هناك في أوجه ولم تخمد جذوته بعد.

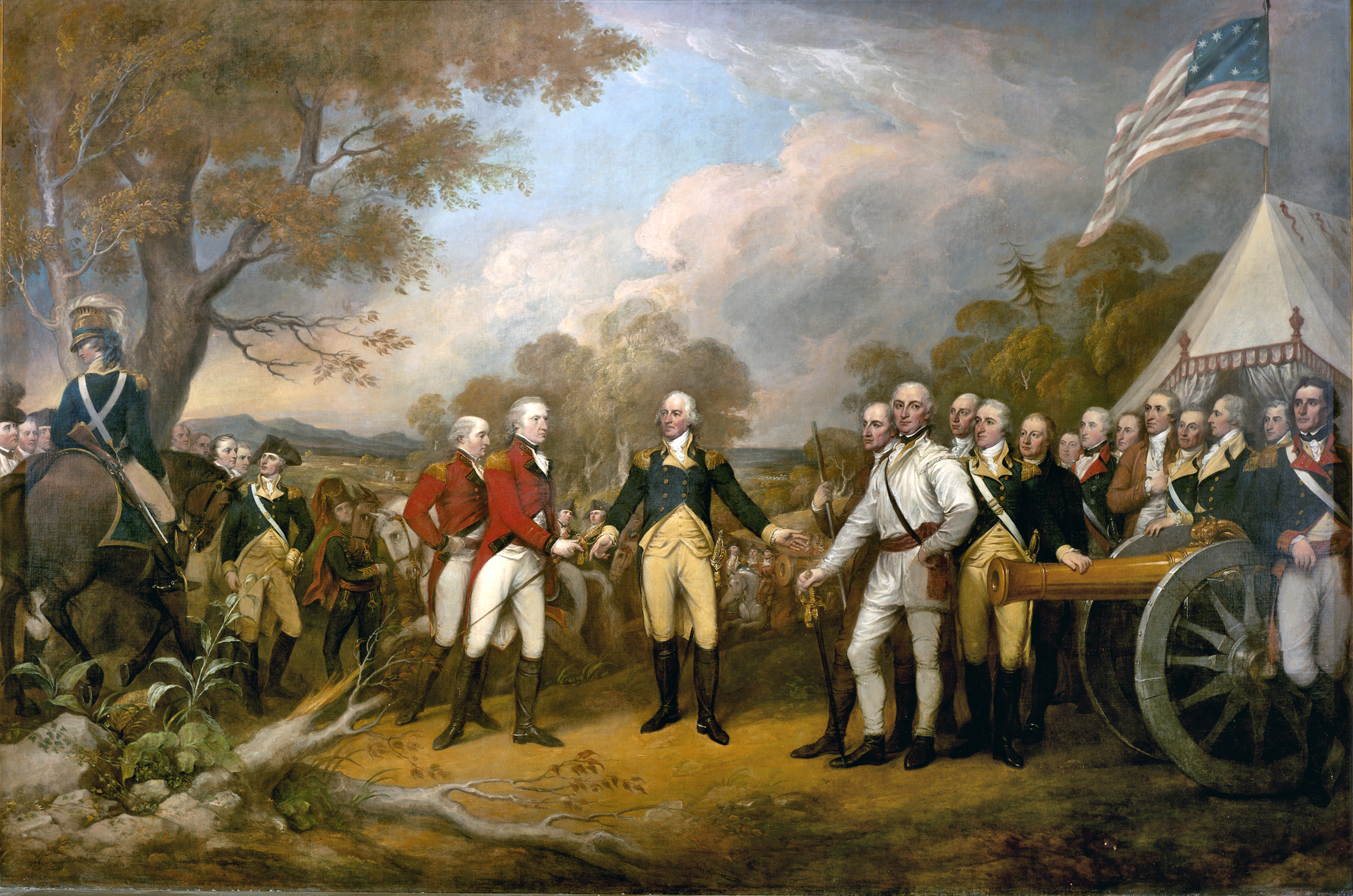
لوحة بعنوان "الاستسلام في ساراتوجا" تُظهر الجنرال دانيال مورغان وهو يقف أمام مدفعية فرنسية من طراز دي فاليير 4 مدقات.

كانت خطة بورغوين تقوم على قيادة الجيش على طول بحيرة شامبلين في حين يتقدم جيش إستراتيجي مضلل على طول نهر الموهوك، على أن يتقابل الجيشان في ألباني. وفي 14 يونيو عام 1777، تقدم بورغوين وما لبث أن استولى على تيكونديروغا في 5 يوليو. مخلفًا وراءه حامية عسكرية قوامها 1.300 جندي ليواصل بورغوين تقدمه بعدها. بيد أن التقدم كان بطيئًا بعد أن سد الأمريكيون كل الطرق وهدموا الكباري ودمروا مجاري المياه وجرفوا الأراضي ومناطق الطعام. وفي هذه الأثناء، فرض جيش باري سانت ليدجرز حصارًا حول حصن ستانويكس. إلا أنه انسحب في 22 أغسطس إلى كيبيك بعد أن تخلى الهنود عنه. وفي 16 أغسطس، هُزمت حملة من جنود هسن كانت تبحث عن الطعام والإمدادات في بيينتون، وأُسر منهم ما يربو عن 700 جندي. وفي الوقت نفسه كان بورغوين قد خسر جلّ الدعم الهندي له. وما زاد الطين بِلة الأنباء التي تلقاها من هاو ومفادها أنه سيشن حملته على فيلادلفيا بحسب الخطة الموضوعة ولن يكون بوسعه مد يد العون له.
وبرغم كل هذه الصعاب قرر بورغوين مواصلة التقدم. في 19 سبتمبر، حاول أن يحتل الموقع الأمريكي واشتبك معهم في مزرعة فريمان. وقد رجحت كفة البريطانيين ولكنه كان انتصارا مكلفًا كلفهم حياة 600 جندي. وقد لجأ بورغوين إلى حفر خندق ولكنه عاني من تزايد أعداد الفارين بين جنوده مع نقص حاد في الإمدادات. في 7 أكتوبر، اشتبك جيش استطلاعي مع الأمريكيين ولكنه مُني بالهزيمة وتكبد خسائر فادحة. عندها لم يجد بورغوين أمامه سبيل سوى الانسحاب ولكن استمر الأمريكيون في مطاردته، إلى أن حاصروه في 13 أكتوبر. وبعد مضي أربعة أيام فقد بورغوين الأمل خلالها في وصول الإمدادات أو الدعم، اُضطر إلى أن يسلم نفسه في 17 أكتوبر. وبين ليلة وضحاها أصبح 6.222 جندي بريطاني أسرى للأمريكيين. وقد شجع هذا الانتصار الساحق فرنسا على دخول الحرب كحليف للولايات المتحدة، وهكذا كانت المساعدات الأجنبية هي العامل الأخير القشة التي قصمت ظهر البعير في الانتصار على بريطانيا.

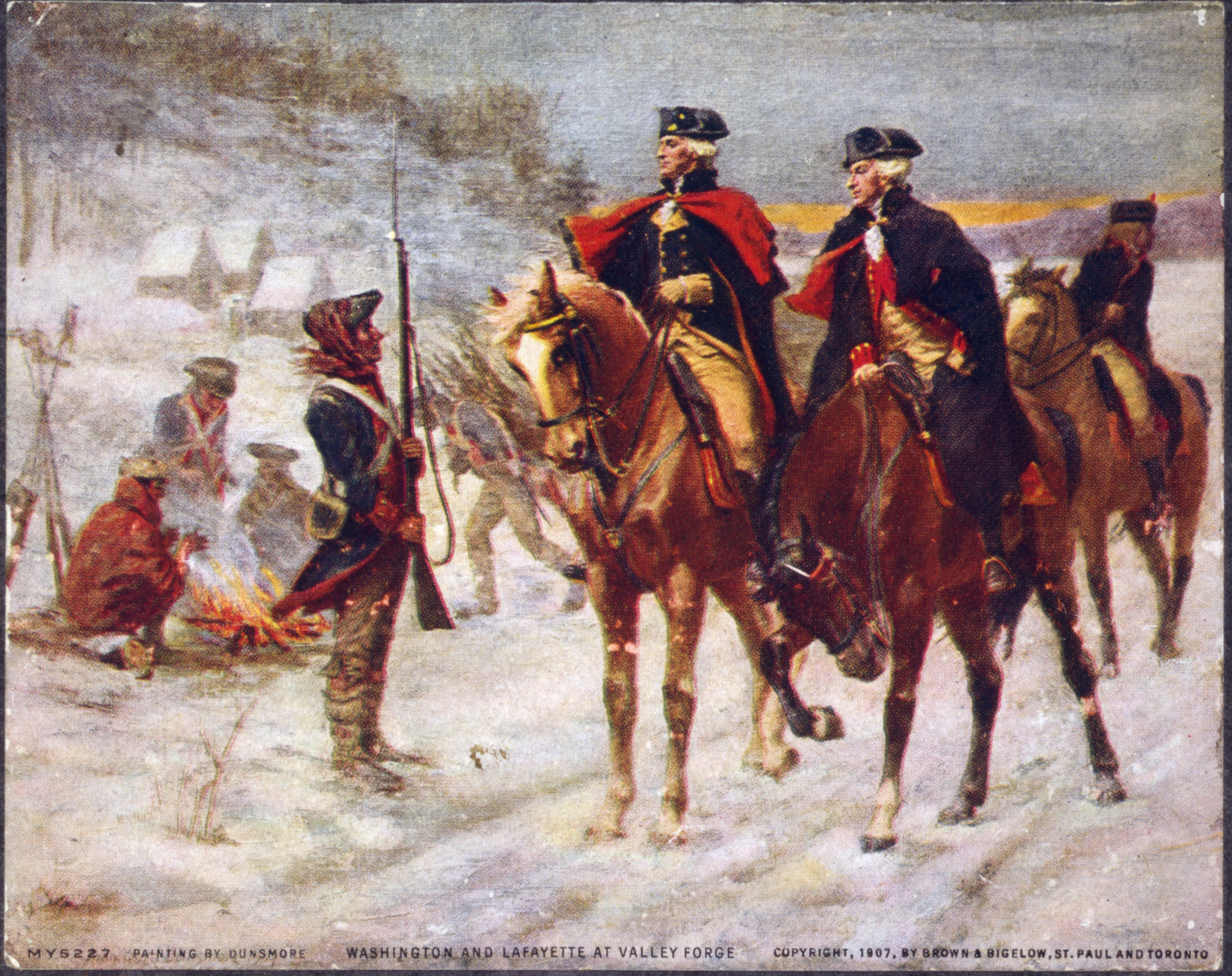
واشنطن ولافاييت يتفقدان القوات في فالي فورج.

في هذه الأثناء، شن هاو حملته على جيش واشنطن رغم أن مساعيه الأولى لحمله على القتال باءت بالفشل في يونيو 1777. وتراجع هاو عن مهاجمة فيلادلفيا برًا عبر نيوجيرسي أو بحرًا عبر خليج ديلاور، رغم أن كلا الخيارين كانا سيمكناه من مساعدة بورغوين إذا لزم الأمر. ولكنه بدلًا من ذلك انطلق بجيشه في طريق طويل استنزف وقته وجهده عبر خليج تشيزبيك، وهو ما جعله عاجزًا تماما عن مد العون لبورغوين. بيد أن هذا القرار كان غير مفهوم واكتنفه الكثير من الغموض؛ حتى أن بعض خصوم هاو وصموه بتهمة الخيانة.
في 11 سبتمبر، هزم هاو واشنطن ولكنه لم يعزز هذا النصر بتدمير جيش الأخير. وقد تمخض انتصار ويليستاون عن ترك فيلادلفيا عزلاء وبدون دفاع، وهكذا احتل هاو المدينة دون أي مقاومة تذكر في 26 سبتمبر. وبعد ذلك دفع هاو بتسعة آلاف جندي إلى جيرمانتاون في شمال فيلادلفيا. وقد شن واشنطن هجومًا مفاجئًا على حامية هاو العسكرية في 4 أكتوبر، ولكن لم يحالفه الحظ بعد أن تعرض لهجوم مضاد. ومرة أخرى لم يعزز هاو انتصاره وترك الجيش الأمريكي يذهب سليما كما هو بكافة عتاده وقوته. وبعد مضي عدة أيام من البحث والتقصي أمر الدفاع الأمريكي في وايت مارش هاو بالانسحاب إلى فيلادلفيا وهو ما أثار حيرة الطرفين. فبعد أن تجاهل هاو مؤخرة الجيش الأمريكي الضعيفة حيث كان هجوم عليها كفيلًا بحرمان واشنطن من إمداداته ومؤنه. وبعدها دخل جيش واشنطن في 19 ديسمبر وحدات الإيواء الشتوي في فالي فورج. وقد تسبب سوء الأحوال الجوية ونقص الإمدادات في مقتل 2.500 جندي. وكان هاو على بعد 20 ميلًا فقط (32 كيلومتر) ولكنه لم يحاول أن يشن هجوم وهو ما كان يمكن أن ينهي الحرب بحسب اعتقاد خصومه.
في هذه الأثناء، خضع الجيش القاري لبرنامج تدريبي جديد؛ يشرف عليه البارون فون شتوبين والذي يعرض أحدث أساليب الحفر البروسية. على الجانب الآخر، تقاعد هاو وحل محله هنري كلينتون في 24 مايو عام 1778. وبعد أن دخلت فرنسا الحرب تلقى كلينتون الأوامر بالتخلي عن فيلادلفيا وتحصين نيويورك. في 18 يونيو، غادر الجيش البريطاني فيلادلفيا ولكن كان الأمريكيون في أعقابهم. وتحارب الجيشان في مونماوث كورت هاوس في 28 يونيو، وهي المعركة التي تكللت بانتصار الأمريكيين وارتفعت معنوياتهم إلى عنان السماء. وبحلول شهر يوليو، عاد كلا الجيشين إلى نفس الموقع الذي كانا فيه قبل عامين.

### التدخل الأجنبي
تسببت هزيمة ساراتوجا في إثارة مخاوف حقيقية في بريطانيا من التدخل الأجنبي. ما دفع حكومة نورث إلى محاولة عقد الصلح مع المستعمرات والإذعان لمطالبهم الأساسية؛ إلا أن اللورد نورث رفض منحهم الاستقلال، وبطبيعة الحال لم يتلق البريطانيون أي رد بالموافقة من الأمريكيين.

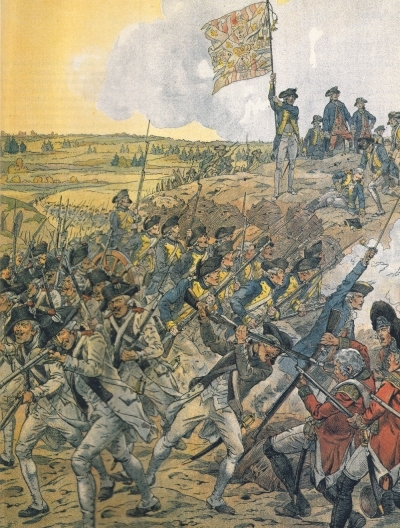
القوات الفرنسية تقتحم الحصن 9 خلال حصار يوركتاون.

وكان وزير الخارجية الفرنسي كومت دي فيرجين يكن عداءًا شديدًا للبريطانيين. لذا اتخذ غزو كندا في 1763 كذريعة لدخول الحرب مع البريطانيين. وكان الفرنسيون يقدمون الدعم للأمريكيين سرًا عن طريق الموانئ الهولندية المحايدة منذ اندلاع الحرب. تلك الموانئ التي تجلت أهميتها الفائقة في حملة ساراتوجا. على الجانب الآخر، كان الرأي العام الفرنسي يؤيد الدخول في الحرب؛ رغم تردد فرجينيا والملك لويس السادس عشر، لما ينطوي عليه الأمر من مخاطرة عسكرية ومادية. ورغم أن النصر الأمريكي في ساراتوجا قد أقنع الفرنسيين بأن دعم الوطنيين يمكن أن يؤتي ثماره، إلا أنه لم يكن هناك شك من أن الاقدام على هذا الأمر يكتنفه مخاطرة أيضًا. كان الملك يساوره الشك من أن يقبل الأمريكيون الحل البريطاني ووقتها يمكن أن يتحالف البريطانيون بدورهم مع المستعمرات الأمريكية لشن هجمات على المستعمرات الفرنسية والإسبانية في البحر الكاريبي. وللحيلولة دون وقوع هذا السيناريو، سارعت فرنسا للاعتراف الرسمي بالولايات المتحدة الأمريكية في 6 فبراير 1778 وتلت ذلك بتحالف عسكري معها. وكانت فرنسا تهدف إلى طرد بريطانيا من مصايد الأسماك في نيوفاوندلاند. وإنهاء القيود المفروضة على سيادة دونكيرك عليها. واِستعادة التجارة الحرة مع الهند، واستعادة السنغال والدومينيك، واِستعادة معاهدة "أوترخت" المتعلقة بالتجارة الإنجليزية- الفرنسية.
على الجانب الآخر كانت إسبانيا قلقة من خوض الحرب مع بريطانيا قبل أن تكون مستعدة لذلك؛ لذا عمدت إسبانيا إلى تقديم الدعم للوطنيين سرًا من خلال مستعمراتها في إسبانيا الجديدة. وكان الكونغرس يأمل في إقناع إسبانيا بالدخول في تحالف مفتوح، لذا التقت أول لجنة أمريكية مع كونت أراندا في 1776. وكانت إسبانيا لم تزل مترددة في الإلتزام المتعجل قبل أوانه؛ وربما يعزى السبب في ذلك إلى غياب الدور الفرنسي عن المشهد مما وضع إسبانيا على المحك وعرض أساطيلها للخطر فضلًا عن احتمالية نشوب الحرب مع البرتغال الدولة المجاورة لإسبانيا والحليف الوطيد لبريطانيا. ومع ذلك أكدت إسبانيا على رغبتها في دعم الأمريكيين في العام التالي آملة من ذلك إلى إضعاف الإمبراطورية البريطانية. لاسيما وقد تم تحييد الخطر البرتغالي في الحرب البرتغالية الإسبانية (1777-1776).  في 12 أبريل 1779، وقعت إسبانيا على معاهدة أرانجويز مع فرنسا وخاضت الحرب ضد بريطانيا. وسعت إسبانيا إلى اِستعادة جبل طارق ومنورقة في أوروبا، بالإضافة إلى موبيل وبينسكويلا في فلوريدا وكذلك طرد البريطانيين من أمريكا الوسطى.
تخلى جورج الثالث عن حلم إخضاع أمريكا في الوقت الذي كانت فيه بريطانيا تخوض حربًا أوروبية. بيد أنه  لم يكن يرحب بالحرب مع فرنسا ولكنه كان موقنًا من أن بريطانيا لم تألو أي جهد لتجنب هذه الحرب. وهكذا وضع أمامه انتصار بريطانيا على فرنسا في حرب السنوات السبع كمدعاة للتفاؤل. وحاولت بريطانيا عبثًا أن تجد حليف قوي ليخوض الحرب مع فرنسا ويتركها عزلاء وهو ما حال دون تكثيف بريطانيا لجهودها على جبهة واحدة وإجبارها على تقسيم جهودها الحربية ومواردها عن أمريكا. ورغم ذلك قرر الملك ألا يعترف باستقلال أمريكا وأن يحارب المستعمرات إلى أجل غير مسمى؛ أو حتى يتوسلوا للرجوع لنير حكم التاج. وقد ذكر ماهان أن محاولة بريطانيا خوض الحرب ضد أكثر من جبهة في وقت واحد دون أن يكون معها حليف قوي يشد من أزرها هو قصور كبير، مشيرًا إلى استحالة الدعم المتبادل وتعريض القوات للهزيمة.
منذ نشوب القتال ناشدت بريطانيا حليفتها الجمهورية الهولندية المحايدة أن تعيرها لواء الأسكتلنديين للخدمة في أمريكا. إلا أن عاطفة الشعب الهولندي المؤيدة لأمريكا حالت دون قبول ذلك. وبالنتيجة حاولت بريطانيا التذرع بالعديد من المعاهدات طلبا للدعم الهولندي العسكري المباشر إلا أن هولندا تمسكت بموقفها الرافض. والأدهى من ذلك، أن هولندا زودت القوات الأمريكية بالذخيرة عن طريق تجارها عبر مستعمراتها في جزر الهند الغربية. والأنكى من ذلك أن الإمدادات الفرنسية لأمريكا كانت تصل عبر الموانئ الهولندية، بعد أن حافظت الجمهورية على تجارتها الحرة مع فرنسا في أعقاب إعلان فرنسا الحرب على بريطانيا؛ مشيرة إلى تنازل مسبق من بريطانيا بشأن هذه المسألة. ولكن كان رد بريطانيا هو مصادرة السفن الهولندية وحتى إطلاق النيران عليها. وبطبيعة الحال، انضمت هولندا إلى التحالف الأول للحياد المسلح لإرساء دعائم وضعها المحايد. كما قدمت هولندا ملاذًا آمنًا للجنود الأمريكيين. وأبرمت معاهدة تجارية معهم. وقد نددت بريطانيا بهذه الخطوات واصفة إياها بأنها مناقضة لحالة الحياد وأعلنت الحرب عليها في ديسمبر 1780.

### اندلاع الحرب الدولية (1778-1780)

#### أوروبا

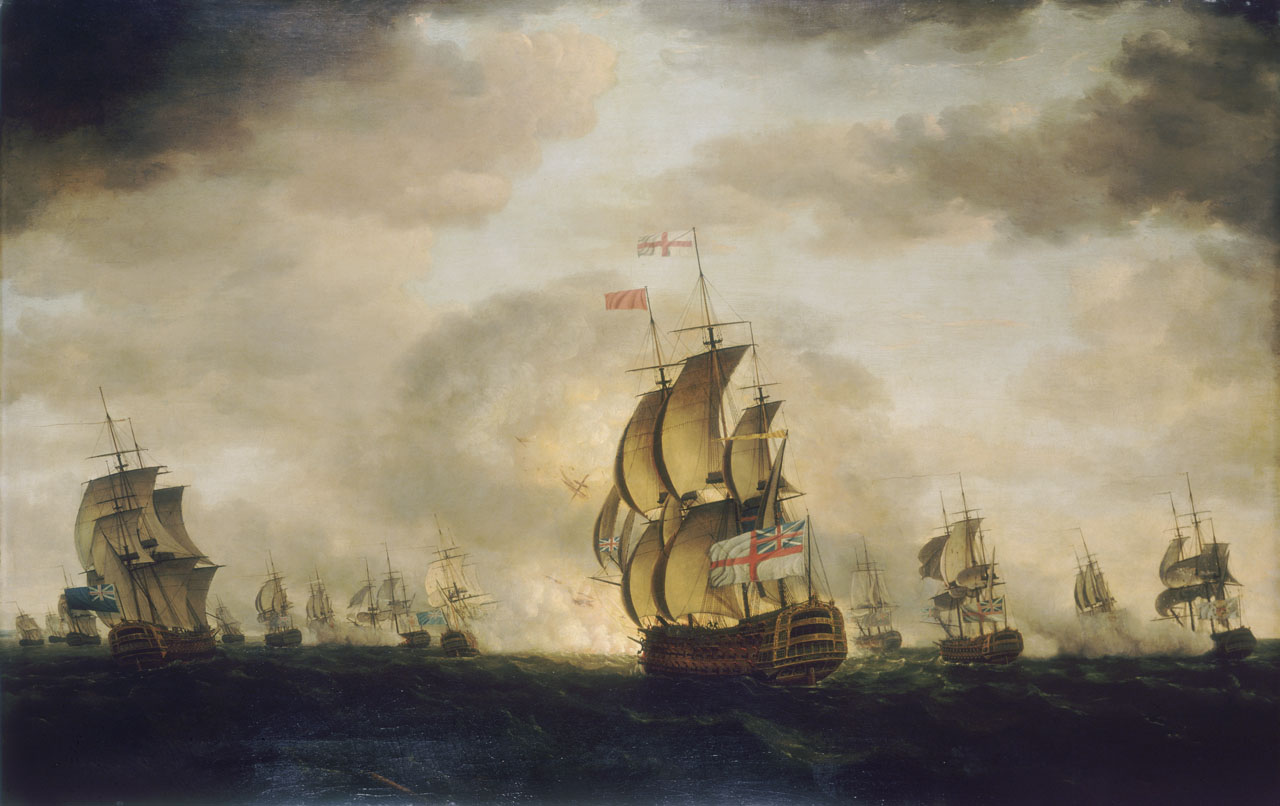
لوحة "معركة ضوء القمر" في كيب سانت فنسنت، في 16 يناير 1780 بريشة الفنان الإنجليزي فرانسيس هولمان، والتي رسمها عام 1780.

بعد مضي فترة وجيزة من إعلان فرنسا دخولها الحرب، اشتبك الأسطولان الفرنسي والبريطاني قبالة سواحل أوشانت في 27 يوليو 1778. ثم خاضت إسبانيا الحرب واضعة نصب عينيها هدفًا أساسيًا وهو الاستيلاء على جبل طارق. وهكذا فرضت القوات الإسبانية بقيادة دوك دي كريون حصارًا حول صخرة جبل طارق في 24 يونيو. بيد أن الحصار البحري كان ضعيفًا إلى حد ما، ونجح الجيش البريطاني في إعادة دعم حاميتها العسكرية هناك. على الجانب الآخر، كانت هناك خطة موضوعة لشن غزو فرنسي-إسباني مشترك للبر الرئيسي البريطاني؛ إلا أن الحملة باءت بالفشل لأسباب عدة منها سوء التخطيط، وتفشى الأمراض بين الجنود، والمشاكل اللوجستية، والنفقات المالية المرتفعة. ومع ذلك في 23 سبتمبر، حالف الحظ سرب فرنسي-أمريكي بقيادة جون بول جونز. في 16 يناير 1780، حقق الأسطول الملكي بقيادة البارون جورج رودني نصرًا كبيرًا على الإسبان؛ مما أضعف الحصار البحري على جبل طارق. اعترض الأسطول الفرنسي-الإسباني بقيادة لويس دي كوردوفا إي كوردوفا قافلة بريطانية كبيرة بقيادة جون موتراي والتي كانت متجهة إلى جزر الهند الغربية وهزمها قبالة جزر الأزور في 9 أغسطس. كانت الهزيمة موجعة لبريطانيا، فقد خسرت فيها 52 سفينة تجارية وخمس سفن تابعة لشركات الهند الشرقية؛ فضلًا عن الإمدادات والطواقم. ما جعلها واحدة من أكبر الهزائم البحرية على الإطلاق. حيث قُدرت الخسارة وقتئذ بحوالي 1.5 مليون جنيه إسترليني (181 مليون جنيه إسترليني بقيمة اليوم) وهو ما يعد ضربة قوية لتجارة بريطانيا.

#### الأمريكتين
عمدت فرنسا إلى حصار الجزر المُنتجة للسكر في باربادوس وجامايكا بهدف تدمير التجارة البريطانية. وكانت القوات الفرنسية بقيادة الماركيز دي بويلي قد استحوذت على دومينيكا في 7 سبتمبر عام 1778 بغية تسهيل التنقل بين جزر الكاريبي الفرنسية وتوجيه ضربة للقرصنة البحرية. على الجانب الآخر، هزم البريطانيون قوة بحرية فرنسية في 15 ديسمبر واستحوذوا على سانت لوسيا في 28 ديسمبر. وكان كلا الأسطولين قد تلقيا تعزيزات في النصف الأول من عام 1779، إلا أن الغلبة كانت للفرنسيين بقيادة كومته دي ديستان في البحر الكاريبي والذي شرع في الاستحواذ على المستعمرات البريطانية هناك. فقد استولى على سانت فنسنت في 18 يونيو وغرينادا في 4 يوليو. وقد هُزم الأسطول البريطاني بقيادة جون بايرون في 6 يوليو أثناء تعقبه لديستان من غرينادا، وهو ما يعد الخسارة الأكبر التي تكبدتها البحرية الملكية في تاريخها منذ 1690. واستمرت المناوشات البحرية حتى 17 أبريل 1780 عندما اشتبك الأسطولان البريطاني والفرنسي بدون نتيجة حاسمة قبالة المارتينك.
كوّن الجنرال برناردو دي غالفز جيشًا في نيو أورليانز وطرد البريطانيين من خليج المكسيك. واستولى على خمسة حصون بريطانية في وادي المسيسيبي الأكثر انخفاضًا. وصد هجوم بريطاني-هندي في سانت لويز بولاية ميسوري، واستولى على حصن سانت جوزيف البريطاني في نايلز ميشيغان. وتلقى التعزيزات من كوبا والمكسيك وبورتوريكو ثم استحوذ على موبيل وبنساكولا عاصمة المستعمرة البريطانية في فلوريدا الغربية، في بنساكولا. وقاد غالفز جيش متعدد الجنسيات يربو عددهم عن 7.000 ما بين جنود بيض وسود وُلدوا في إسبانيا وكوبا وبورتوريكو وسانتو دومينغو وغيرها من المستعمرات الإسبانية كفنزويلا.
أما في امريكا الوسطى فكان الدفاع عن غواتيمالا أولوية لإسبانيا. حيث كان البريطانيون يعتزمون الاستيلاء على الحصن الأهم وهو سان فرناندو دي أوموا وطرد الإسبانيين من المنطقة. بعد المحاولات الأولى، كانت القوات البريطانية وعددها 1.200 جندي بقيادة ويليام دالريمبل وصل في 16 أكتوبر، واستولوا على الحصن في 20 أكتوبر. ومع ذلك عاني البريطانيون بشدة من تفشي الأمراض واضطروا للتخلي عن الحصن في 29 نوفمبر، وبالتبعية أعادت القوات الإسبانية اِحتلالها. في عام 1780 خطط حاكم جامايكا جون دالينغ لحملة عسكرية لتقسيم إسبانيا الجديدة إلى قسمين عن طريق اِحتلال غرناطة والتي كانت ستتيح لهم السيطرة الكاملة على نهر سان خوان. في 3 فبراير 1780 أُرسلت حملة عسكرية بريطانية بقيادة جون بولسون وهوراشيو نيلسون. ووصلت الحملة إلى حصن سان خوان في 17 مارس وفرضوا حصارًا حولها واستولوا عليها في 29 أبريل. إلا أنه بسبب سوء الخدمات اللوجستية تفشت الأمراض بين الجنود البريطانيين وعانوا من نقص رهيب في الإمدادات. لينسحبوا في 8 نوفمبر، بعد أن مُنيت الحملة العسكرية بهزيمة محققة. فقد لقى 2.500 جندي بريطاني حتفه، ما جعلها أكثر الحروب كارثية لبريطانيا.

#### الهند

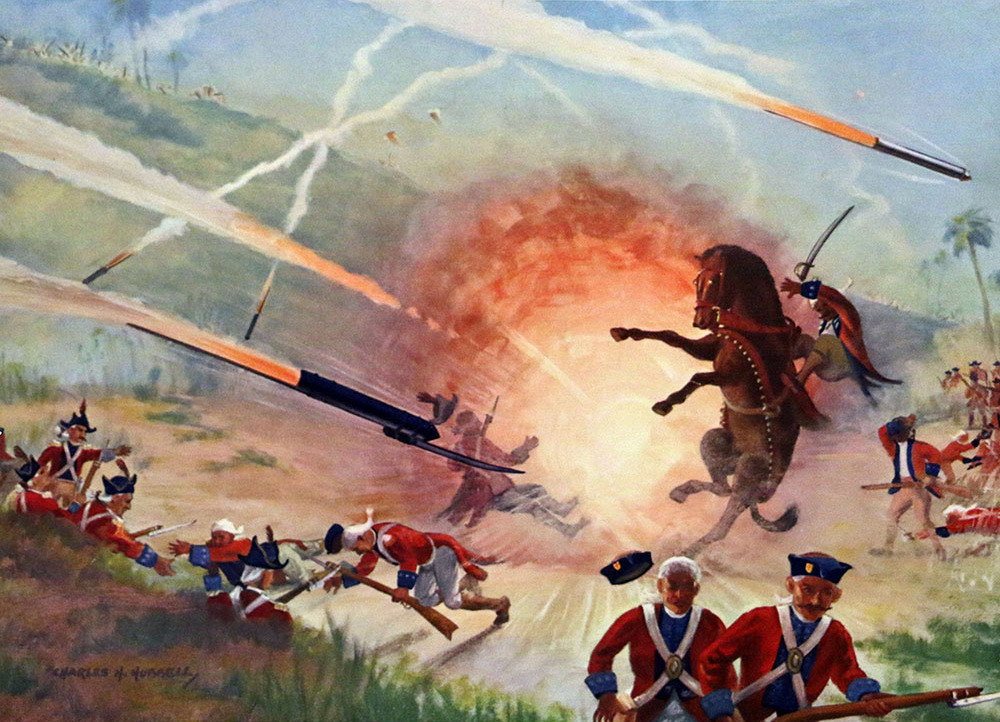
تغلب قوات ميسوري على البريطانيين في بوليلور، مستخدمة الصواريخ ضد المشاة البريطانيين ذوي الحشد الكثيف.

تحركت شركة الهند الشرقية البريطانية على الفور للاستيلاء على المستعمرات الفرنسية في الهند عندما نمى إلى علمها نشوب المعارك القتالية مع فرنسا، لتستولي على بودوتشيري في 19 أكتوبر 1778 بعد حصار دام أسبوعين. وقررت الشركة طرد الفرنسيين تمامًا من الهند. واستولت على ميناء ماهاب مليبار في عام 1779  والتي كانت المعدات الحربية الفرنسية تمر من خلاله.
كانت ماهي تحت حماية حاكم ميسور حيدر علي (السلطان تيبو)، وكانت حدة التوتر قد تصاعدت بالفعل بسبب دعم بريطانيا متمردي مليبار الذين قاموا بثورة ضده. ومن ثمَّ فإن سقوط ماهي قد أجج فتيل المعركة. وغزا حيدر علي منطقة كارناتيك في يوليو 1780 وفرض حصارًا حول تيليشيري وأركوت. وكان السلطان تيبو قد اعترض قوة إغاثة بريطانية تتألف من 7.000 جندي بقيادة ويليام بايل ودمرها في 10 سبتمبر. وهي أسوأ هزيمة يتكبدها جيش أوروبي في الهند آنذاك.
بعد ذلك جدد حيدر الحصار حول أركوت بدلًا من الضغط لتحقيق نصر حاسم ضد الجيش البريطاني الثاني في مدراس، واستولى عليه في 3 نوفمبر. وقد سمح تأخر القوات البريطانية بإعادة تنظيم صفوفها للحملة في العام التالي.

### الطريق المسدود في الشمال (1780-1778)

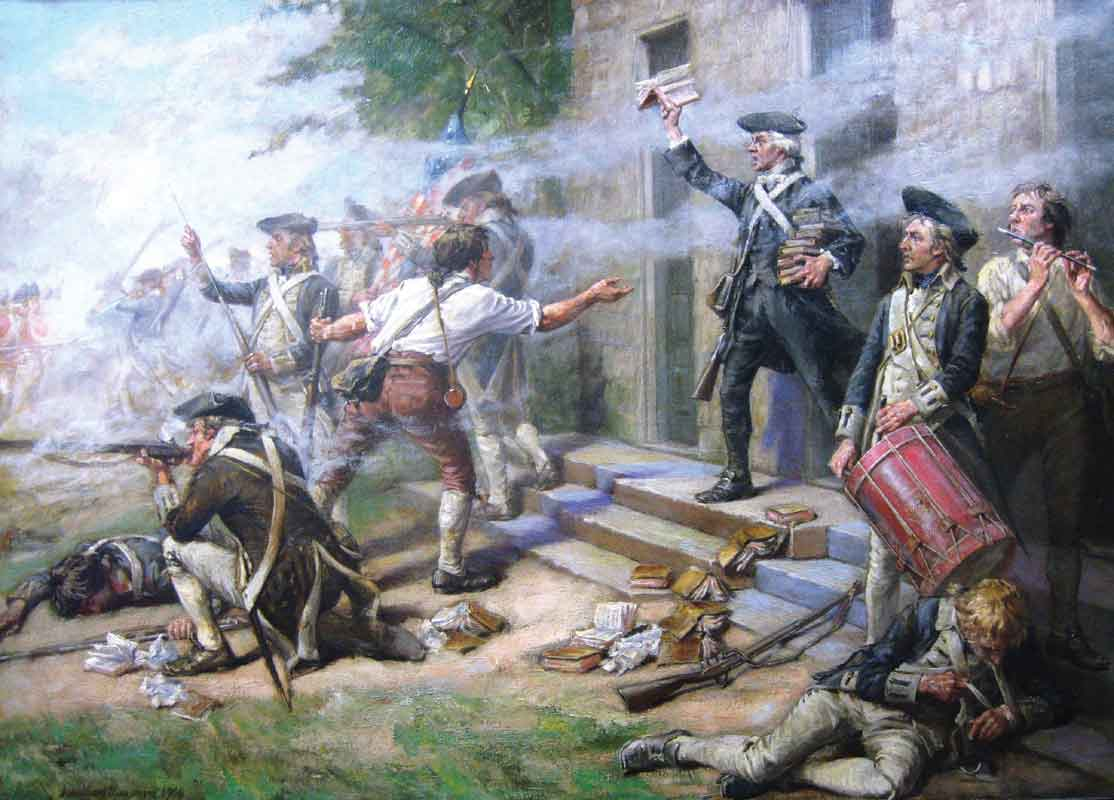
"ارموهم بتراتيل واتس يا رجال!" اللوحة الخالدة التي تصور صد القوات الأمريكية لهجوم فيلهلم فون كنيفاوسن في سبرينغفيلد.

بعد هزيمة البريطانيين في ساراتوجا ودخول فرنسا الحرب؛ انسحب هنري كلينتون من فيلادلفيا وحشد قواته في نيويورك. وكانت فرنسا قد أرسلت الأدميرال الفرنسي كومت ديستان إلى أمريكا في أبريل 1778 لمساعدة واشنطن، وقد وصل ديستان بعد انسحاب واشنطن إلى نيويورك بفترة وجيزة. ولما شعرت القوات الفرنسية الأمريكية بأن دفاعات نيويورك كانت حصينة بالنسبة للأسطول الفرنسي تجهزوا للهجوم على نيوبورت. وقد أطلقت هذه الهجمة في 29 أغسطس، ولكنها باءت بالفشل عندما آثرت فرنسا الانسحاب، الأمر الذي أثار استياء الأمريكيين. عندها وصلت الأمور إلى طريق مسدود بعد أن اقتصرت معظم الأعمال العسكرية على بعض المناوشات مثل تلك التي نشبت في تشستنت نيك وميناء ليتل إيج. وفي صيف 1779 استولى الأمريكيون على المواقع البريطانية في ستوني بوينت وبولوس هوك.
في شهر يوليو من نفس العام، حاول كلينتون أن يقنع واشنطن بالمواجهة الحاسمة وأن يشن غارة كبرى على ولاية كونتيكت ولكن خاب مسعاه. في الشهر نفسه سعت عملية بحرية أمريكية كبيرة إلى استعادة ماين، ولكنها فشلت وتمخضت عن أسوأ هزيمة بحرية في تاريخ الولايات المتحدة الأمريكية حتى بيرل هاربر في 1941. بيد أن وتيرة الهجمات المتزايدة قد أجبرت واشنطن على شن حملة عقابية دمر خلالها عددًا كبيرًا من مستوطنات الإيروكواس. ولكن هذا الهجوم باء أيضًا بالفشل ولم ينجح في وقف الهجمات. في شتاء 1779-1780، عانى الجيش القاري من صعوبات كبيرة أكثر من تلك التي واجهها في فالي فورج. كانت الروح المعنوية في الحضيض، والدعم الشعبي قد بدأ يخفت بعد أن طال أمد الحرب، ناهيك عن أن العملة الوطنية قد أصبحت فعليًا بلا قيمة، إلى جانب نقص الإمدادات في الجيش، وأصبح التهرب من الجندية أمرًا معتادًا، بل وقد ساءت الأمور إلى حد تمرد كتائب كاملة على الحالة بأسرها في مطلع عام 1780.

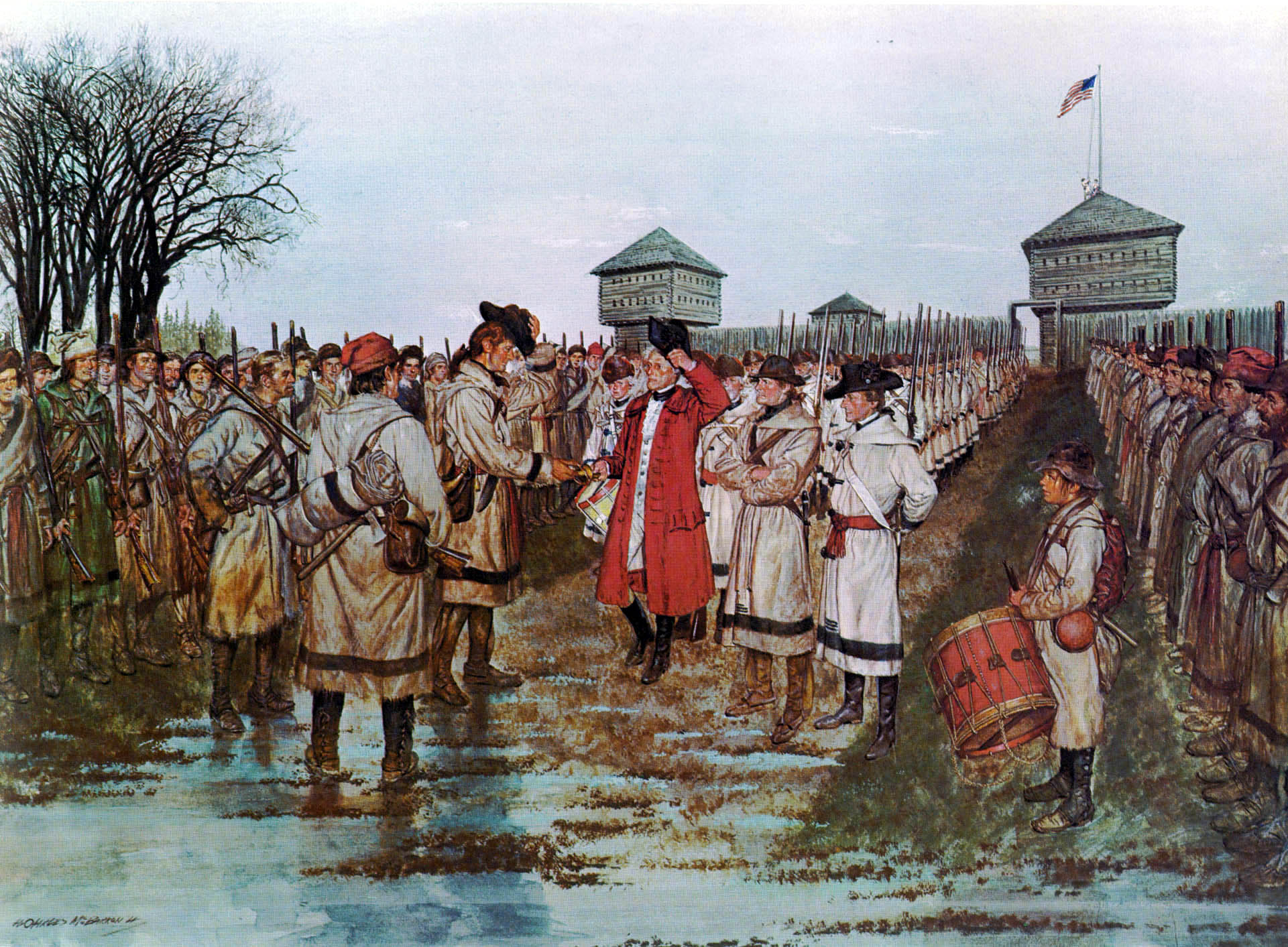
هاميلتون يستسلم في فينسينا، 29 فبراير 1779.

في 1780، حاول كلينتون استرجاع ولاية نيوجيرسي، وشن ستة آلاف جندي بقيادة قائد الهسن الجنرال فيلهلم فون كنيفاوسن هجومًا في 7 يونيو؛ ولكنهم واجهوا مقاومة كبيرة من الميليشيات المحلية. وبعد أن كانت الغلبة للبريطانيين وسيطروا على الميدان خشي كنيفاوسن من مواجهة جيش واشنطن فآثر الانسحاب. وقرر كنبهاوزن وكلينتون شن هجوم ثاني بعد أسبوعين ولكن تمخضت المعركة عن هزيمة محققة في سبرينغفيلد. وهو ما وأد أحلام بريطانيا في الاستيلاء على نيوجيرسي. في الوقت ذاته، تحول الجنرال الأمريكي بندكت أرنولد إلى المعسكر البريطاني، وقد ثبتت خيانته بعد أن كان ينوي تسليم الحدود الأمريكية الرئيسية في وست بوينت للعدو. إلا أن الرياح أتت بما لم تشته السفن؛ فقد تسبب أسر الجاسوس البريطاني جون أندريه في إفشال المخطط. وفر أرنولد للقوات البريطانية في نيويورك. وقد حاول بندكت تبرير خيانته بالتودد للموالين، ولكن الوطنيون أدانوه بشدة ووصموه بالجبن والخسة.
من جهة أخرى، كانت الحرب شرق جبال الأبالاش قد اقتصرت إلى حد كبير على المناوشات والهجمات، وقد أوقفت حملة من الميليشيات بسبب الظروف الجوية غير المواتية في فبراير 1778 بعد أن كانت متوجهة لتدمير الإمدادات العسكرية للجيش البريطاني على طول نهر كيهوجا. في وقت لاحق من العام، قامت حملة ثانية للاستيلاء على ولاية إلينوي من بريطانيا. استحوذ الأمريكيون على كاسكاسيكا في 4 يوليو ثم أمنت فينسينا، رغم أن هنري هاميلتون -وهو القائد البريطاني في ديترويت- كان قد أعاد الاستيلاء عليها. في أوائل 1779 شن الأمريكيون هجمة مضادة بعد أن قاموا بمسيرة محفوفة بالمخاطر في الصقيع وتمكنوا من إجبار البريطانيين على الاستسلام وأُسر هاميلتون.
في 25 مايو 1780، قام البريطانيون بحملة عسكرية في كنتاكي كجزء من عملية أكبر للقضاء على المقاومة من كيبيك وحتى شاطئ الخليج. وقد حالف الحملة نجاح محدود رغم تعرض المئات من المقيمين للقتل أو الأسر. وقد رد الأمريكيون بشن هجوم كبرى على طول نهر الماد في أغسطس والتي حالفها بعض النجاح. ولكنهم لم يبذلوا أي جهد لرد هجمات الهنود على الجبهة. وقد حاولت الميليشيات الفرنسية الاستيلاء على ديترويت، ولكن انتهى بها المطاف بكارثة محققة عندما نصبت القبائل الهندية في ميامي كمينًا للقوات المحتشدة وهزمتها في 5 نوفمبر. بيد أن الحرب في الغرب كانت قد وصلت لطريق مسدود؛ ولم يكن لدى الأمريكيين ما يكفي من الجنود لهزيمة هجمات القبائل الهندية العدائية واحتلال الأراضي.

### الحرب في الجنوب (1778-1781)
في عام 1778، تحولت أنظار البريطانيين إلى غزو الجنوب بعد أن طمأنهم الموالون في لندن إلى وجود قاعدة شعبية كبيرة لهم هناك. وكانت الحملة الجنوبية تحظى أيضًا بأفضلية وجود أسطولها الحربي قريبًا في البحر الكاريبي، والذي سيكون هناك حاجة ماسة له للدفاع عن مستعمرات المملكة التي تُدر أرباحًا طائلة لها ضد الأسطولان الفرنسي والإسباني. في 29 ديسمبر 1778، استولت فرقة استطلاعية من نيويورك على سافانا، وعندها توغلت القوات البريطانية داخل الأراضي لإعادة حشد دعم الموالين. بيد أنه كان هناك تحول واعد على أرض الواقع في مطلع عام 1779، ولكن ما لبث أن هُزمت ميلشيات الموالين في كتيل كريك في 14 فبراير وتحتم عليهم أن يعترفوا باعتمادهم على البريطانيين. ورغم ذلك انتصر البريطانيون على مليشيات الوطنيين في برير كريك في 3 مارس،  وبعدها شنوا هجوم فاشل في تشارلستون بولاية كارولاينا الجنوبية. هذا الهجوم الذي كان سيئ السمعة بسبب عمليات النهب التي ارتكبتها القوات البريطانية، والتي تجرع مرارتها الموالون والوطنيون على حد سواء.

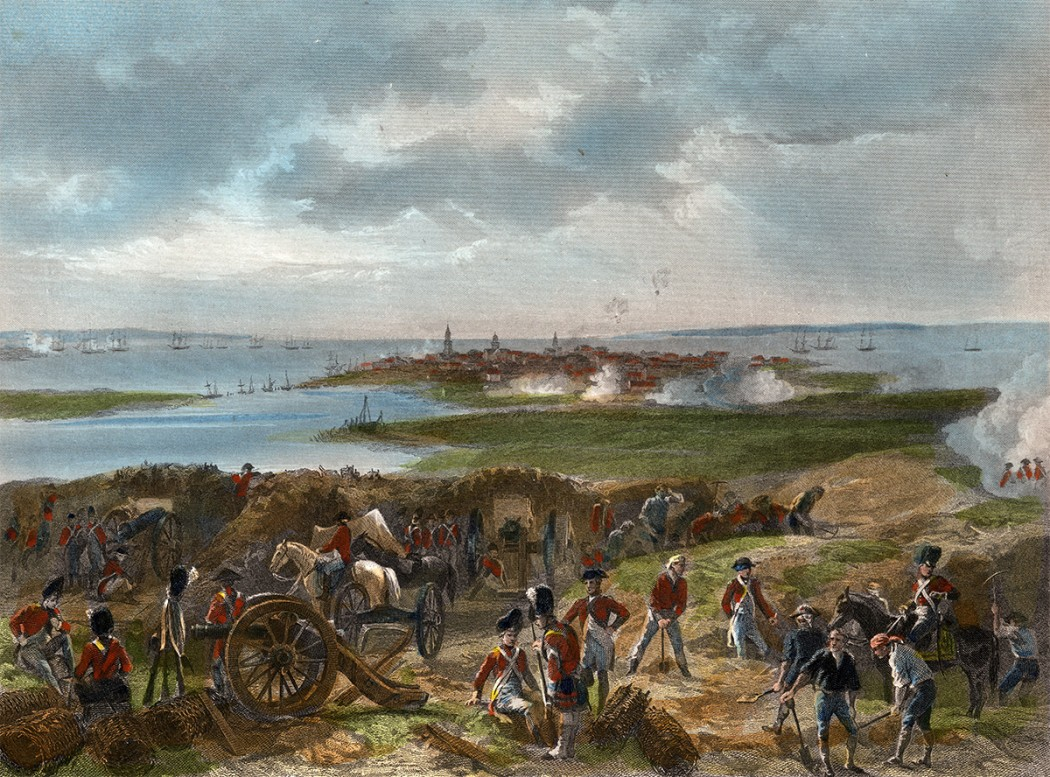
القوات البريطانية تحاصر تشارلستون في عام 1780، بريشة الفنان الونزو شابل.

في أكتوبر، باءت المحاولات الفرنسية-الأمريكية لاسترجاع سافانا بالفشل. في مايو 1780، استولى هنري كلينتون على تشارلستون، وأسر ما يربو عن 5.000 أسير، ودمر الجيش القاري عن بكرة أبيه في الجنوب. ثم انهارت المقاومة الأميركية المنظمة في المنطقة عندما هزم باناستر تارلتون الأمريكيين المنسحبين في واكسهاوس في 29 مايو.

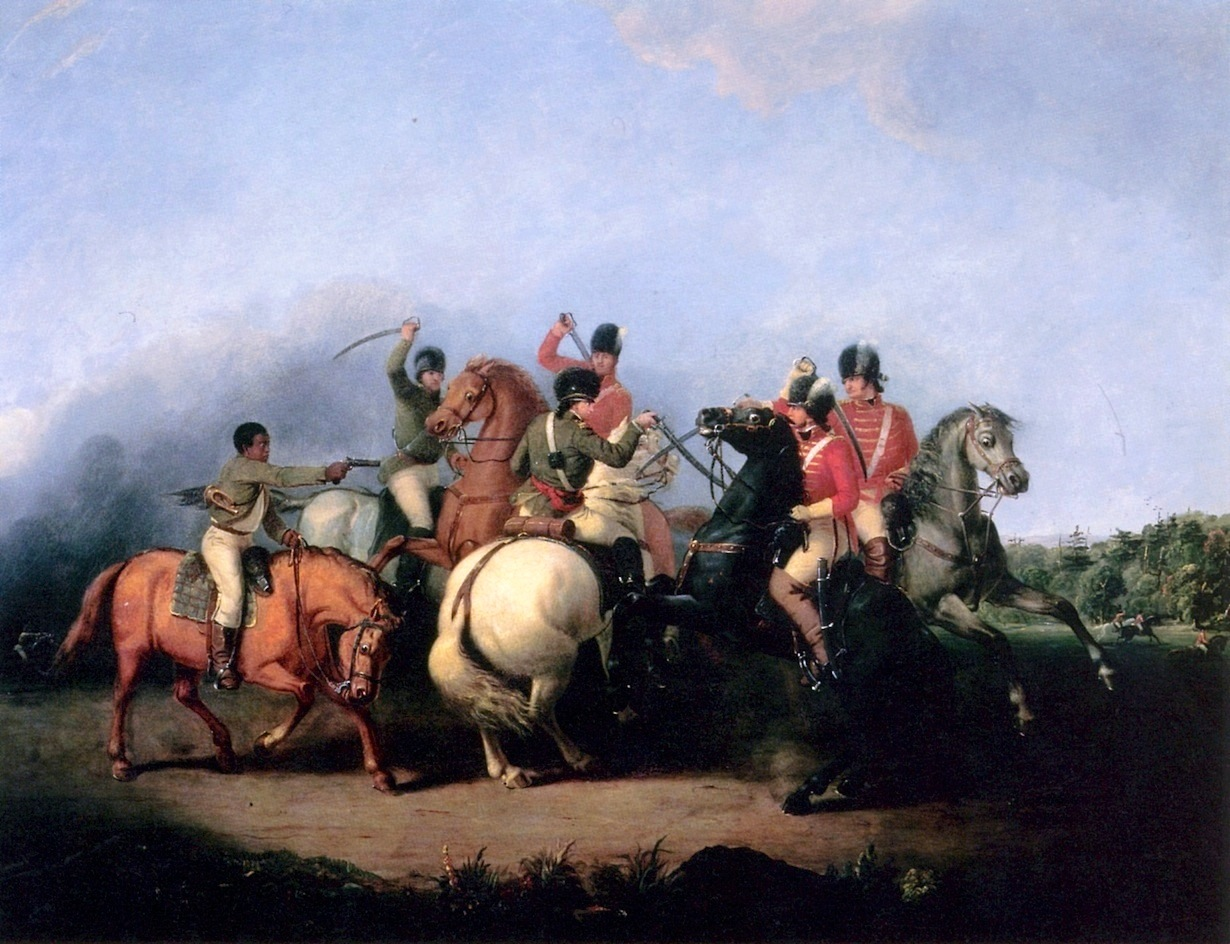
لوحة بريشة الفنان ويليام راني والتي رسمها في عام 1845 تصور مشهد اشتباك الفرسان الأمريكيون والبريطانيون في معركة كاوبينز.

عاد كلينتون إلى نيويورك وعين تشارلز كورنواليس قائدا في تشارلستون للإشراف على المجهود الحربي في الجنوب. وقد انضم عددا قليلا جدا من الموالين إليه أكثر مما كان يتوقع. في هذه الأثناء، قامت ميليشيات الوطنيين بقمع الموالين وأذاقوهم مرارة الهزيمة في مقاطعة فيرفيلد، وينكولنتون، وهزيمة هاكس، ومقاطعة ستانلي، ومقاطعة لانكستر.
في يناير 1781، شن البريطانيون هجمة مفاجئة على فرجينيا، بعد أن تمكن بينديكت أرنولد من اجتياح ريتشموند بولاية فرجينيا بعد مقاومة لا تذكر. وقد فر الحاكم توماس جفرسون من ريتشموند قبيل دخول القوات البريطانية مباشرة. وحرقت القوات البريطانية المدينة وجعلتها أثرًا بعد عين. وقد أرسل جفرسون رسالة عاجلة إلى الكولونيل سمبسون ماثيوز والذي كانت ميليشياته تمر في الجوار وذلك بهدف إحباط مخطط أرنولد.
في المقابل عين الكونغرس هوراشيو غيتس في ساراتوجا لقيادة الجهود الأمريكية في الجنوب. ولكنه تعرض لهزيمة موجعة في كامدن في 16 أغسطس 1780 وهو ما أفسح المجال لكورنواليس لاستعمار كارولاينا الشمالية. وقد حاول البريطانيون السيطرة على الريف ولكن كانت ميلشيات الوطنيين لا تفتأ تصدهم وتقاومهم. لذا أرسل كورنواليس القوات لحشد الموالين لحماية جناحه الأيسر وهو يتحرك إلى الشمال. في 7 أكتوبر، دُمر الجناح في جيش كورنواليس تمامًا. وهو ما أجهض دعم الموالين في كارولاينا الشمالية والجنوبية. وبطبيعة الحال، تراجع كورنواليس عن تقدمه وانسحب قافلا إلى كارولاينا الجنوبية. في هذه الأثناء، استبدل واشنطن غيتس بتابعه المخلص نثنائيل غرين.
لما كان غرين غير قادر على مواجهة الجيش البريطاني أرسل قوة بقيادة دانيال مورغان لحشد المزيد من القوات. ثم هزم مورغان صفوة الجيش البريطاني في تارلتون في 17 يناير 1781، في كاوبنز. وقد تعرض كورنواليس لانتقادات لأنه فصل جزء حيوي من جيشه دون وجود دعم كافي له. ولكنه تقدم بقواته في كارولاينا الشمالية رغم هذه العقبات، مراهنًا على تلقى إمدادات الدعم من الموالين هناك. وتجنب غرين القتال المباشر مع كورنواليس ولكنه اختار بدلا من ذلك أن ينهك الجيش في حرب استنزاف.
بحلول شهر مارس، كان جيش غرين قد تزايد في العدد حتى انه شعر بالثقة في مواجهة كورنواليس. ولكن بعد أن اشتبك الجيشان في جيلفورد كورتهاوس في 15 مارس، هُزم غرين ولكن عانى كورنواليس أيضًا من خسائر في الأرواح لا يمكن تعويضها. وما زاد من قتامة المشهد هو أن عدد الموالين الذين انضموا إلى البريطانيين كان أقل بكثير من توقعاته. وكانت خسائر كورنواليس فادحة حتى أنه اضطر إلى التراجع إلى ويلمينغتون طلبًا للتعزيزات، تاركًا كورنواليس وجورجيا تحت سيطرة الوطنيين.
بعدها تقدم غرين لإعادة السيطرة على الجنوب. وقد عانت القوات الأمريكية من التدهور في هوبركس هيل في 25 أبريل، ومع ذلك، استمروا في البعد عن المواقع الإستراتيجية البريطانية في المنطقة. واستولوا على حصن واطسن وحصن موتو. وكان أوغستا آخر ميجور بريطاني في الجنوب خارج تشارلستون وسافانا، إلا أن الأمريكيين استعادوا مواقعهم في 6 يونيو. وقد اشتبكت قوة بريطانية مع القوات الأمريكية في أوتاوا سبرينغ في 8 سبتمبر في محاولة اخيرة لوقف غرين، ولكن عدد الضحايا البريطانيين كان كبيرًا حتى انهم انسحبوا لتشارلستون. واستمرت المناوشات الطفيفة في كارولينز حتى نهاية الحرب، وحُوصرت القوات البريطانية في تشارلستون وسافانا حتى وضعت الحرب أوزارها.

### هزيمة البريطانيين في أمريكا (1781)

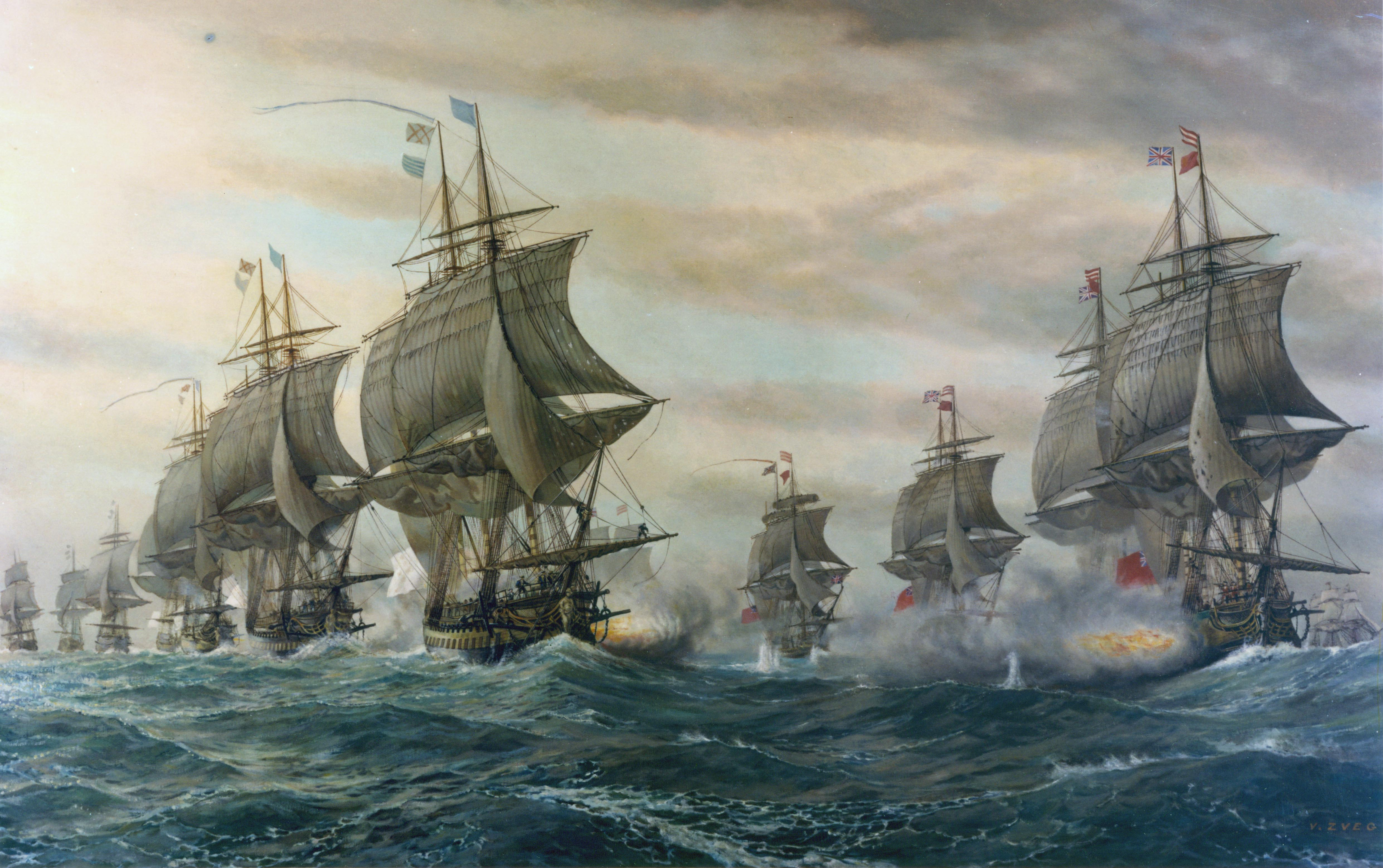
السفن الفرنسية (اليسار) والبريطانية (اليمين) تتبادلان إطلاق النار في معركة تشيزبيك.

اكتشف كورنواليس أن غالبية الإمدادات الأمريكية في كارولاينا كانت تمر عبر فرجينيا، وكان عليه أن يرسل رسالة خطية للورد غيرماين وكلينتون يذكر فيها تفاصيل نيته لشن الهجوم. وكان كورنواليس يعتقد أن إطلاق حملة ناجحة لقطع الإمدادات عن جيش غرين يمكن أن يعجل بانهيار المقاومة الأمريكية في الجنوب. ولكن عارض كلينتون الخطة بشدة، وفضل إطلاق حملة إلى أقصى الشمال في منطقة خليج تشيزبيك. وقد كتب لورد غيرماين إلى كورنواليس رسالة خطية مفادها أنه يدعم خطته وأغفل إشراك كلينتون في اتخاذ القرار؛ رغم أن كلينتون كان القائد الأعلى لكورنواليس. وهكذا قرر كورنواليس أن يتوجه إلى فرجينيا دون إخبار كلينتون،  وقد فشل الأخير في وضع إستراتيجية متماسكة للعمليات البريطانية في عام 1781،  وربما يعزى السبب في ذلك إلى علاقته السيئة بنظيره القائد البحري ماريوت اربنوت.
بعد فشل العمليات في نيوبورت وسافانا، أدرك واضعو الخطط العسكرية في فرنسا أنه لابد من وجود تعاون أوثق مع الأمريكيين لتحقيق النجاح. وقد تلقى الأسطول الفرنسي بقيادة كوميت دي غراس أوامر من باريس بدعم الجهود المشتركة في الشمال إذا ما كان هناك حاجة للدعم البحري. وقد ناقش كل من واشنطن وكوميت دي روتشامبس الخيارات المطروحة أمامهما. كان واشنطن يقر بضرورة الهجوم على نيويورك في حين كان نظيره يفضل شن هجوم على فرجينيا، مستغلا حقيقة أن القوات البريطانية هناك أقل تنظيما وبالتالي يسهل هزيمتها. وقد تسببت التحركات الفرنسية الأمريكية حول نيويورك في إثارة قلق كلينتون من الهجوم على المدينة. ورغم أن التعليمات التي أصدرها كلينتون لكورنواليس كانت غامضة وغير مفهومة. إلا أنه أمر كورنواليس ببناء قاعدة بحرية محصنة وأن ينقل القوات إلى الشمال للدفاع عن نيويورك. واتخذ كورنواليس مواقع دفاعية في يوركتاون بانتظار الأسطول الملكي.

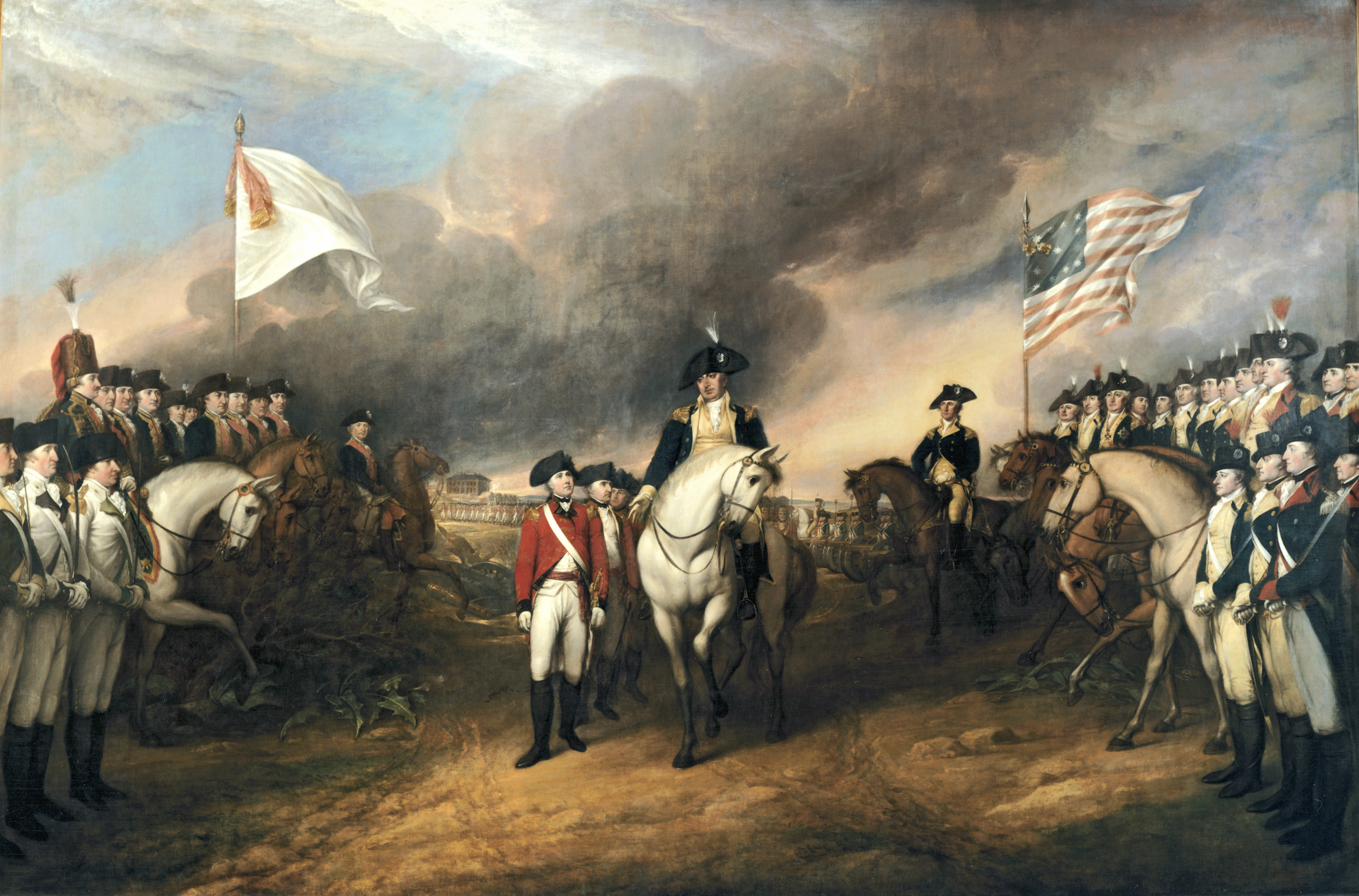
استسلام كورنواليس في يوركتاون بريشة الفنان جون ترمبل، 1797.

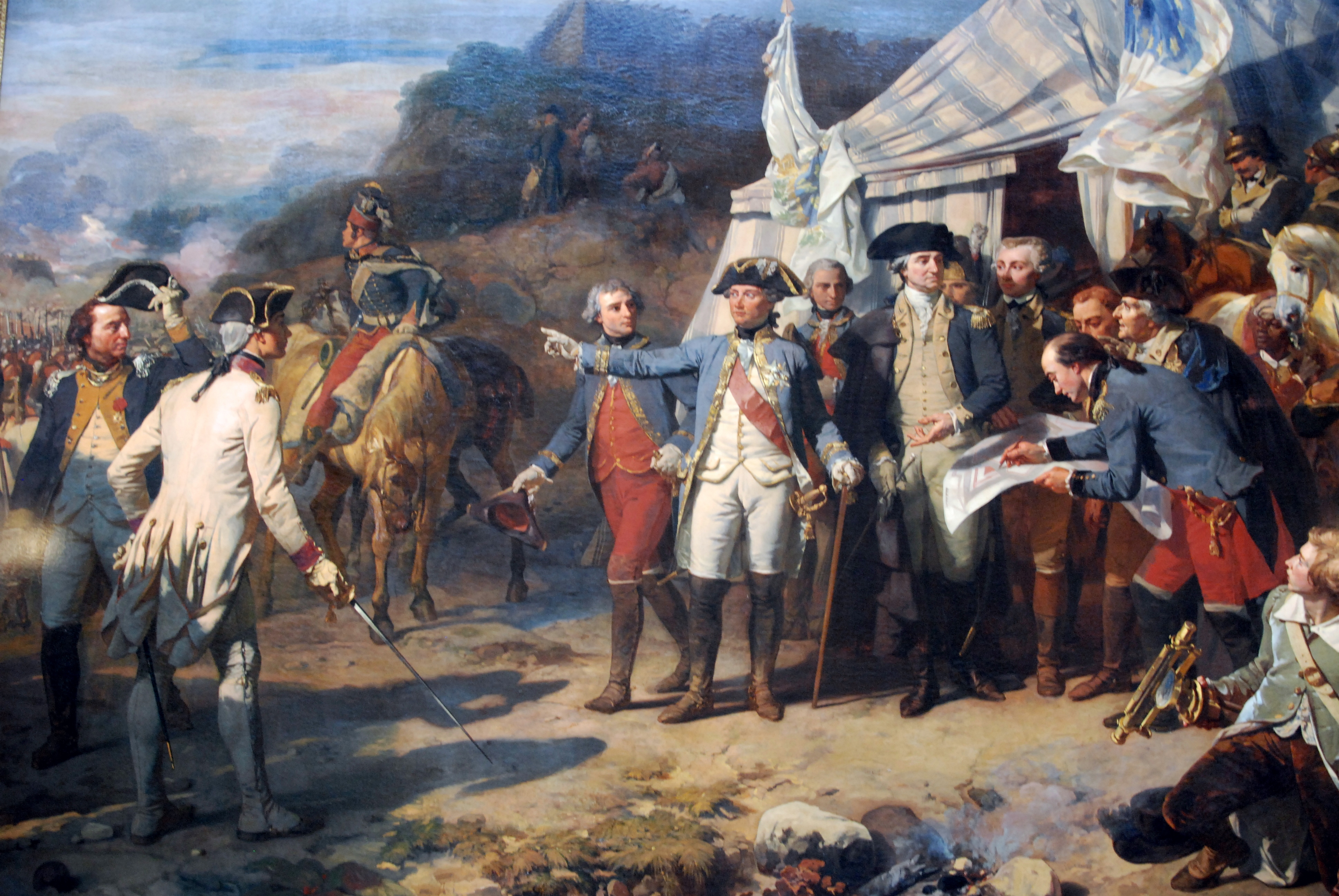
جورج واشنطن والكونت كوميت دي روتشامبس في يوركتاون، 1781.

وكان واشنطن لا يزال يفضل شن هجوم على نيويورك، ولكنه أخذ برأي الفرنسيين عندما فضلوا إرسال أسطولهم إلى هدفهم المنشود في يوركتاون. وهكذا تحرك الجيش الأمريكي-الفرنسي في شهر أغسطس إلى الجنوب للتنسيق مع دي غارسيا في هزيمة كورنواليس. وكان البريطانيون يعانون من نقص الإمدادات البحرية اللازمة لمقاومة الفرنسيين بكفاءة. ولكنهم أرسلوا أسطولا بقيادة توماس غريفز لمساعدة كورنواليس ومحاولة السيطرة على الأسطول. في 5 سبتمبر، هزم الأسطول الفرنسي غريفز هزيمة ساحقة وهو ما أتاح لهم بسط نفوذهم على المنطقة حول يوركتاون، وبالتالي حرمان كورنواليس من وصول الإمدادات والتعزيزات. ورغم توسلات أتباع كورنواليس له إلا إنه لم يحاول الاشتباك مع الجيش الفرنسي-الأمريكي قبل أن ينجح حصارهم، متوقعا أن تصل التعزيزات من نيويورك. وفي 28 سبتمبر، فرض الجيش الأمريكي-الفرنسي حصارا حول يوركتاون. وكان كورنواليس موقنًا من وصول الإمدادات من كلينتون. وقد تخلى عن دفاعه الخارجي والذي شغلته القوات الأمريكية على الفور. وهو ما عجل بخسارته التالية. بعدها فشل البريطانيون في محاولتهم فك الحصار حول جلوستر بوينت عندما هبت العاصفة. وقد تعرض كورنواليس وأتباعه لقصف مستمر مع تناقص مواردهم. وبعد أن أيقنوا أنهم خاسرون لا محالة، عرضوا التفاوض للاستسلام في 17 أكتوبر 1781، وأصبح 7.685 جندي بريطاني أسيرًا للأمريكيين. وفي نفس يوم الاستسلام غادرت قوات كلينتون التي قوامها ستة آلاف جندي نيويورك لتبحر إلى يوركتاون.

### انهيار حكومة نورث
في 25 نوفمبر 1781، وصلت الأنباء إلى لندن باستسلام يوركتاون. وكان حزب الأحرار البريطاني قد اكتسب زخمًا في البرلمان. وقٌدم قرارا في 12 ديسمبر لإنهاء الحرب للتصويت عليه ولكنه لم ينجح بفارق صوت واحد فقط. في 27 فبراير 1782 صوت المجلس ضد خوض حرب أخرى في أمريكا بفارق 19 صوت.
طُرد لورد غيرماين ومرر قرار بسحب الثقة من حكومة نورث. كان حزب روكينجهام قد أمسك بمقاليد الحكم وفتح باب المفاوضات لإحلال السلام. وبعد أن قضى روكنهايم نحبه خلفه إيرل شيلبورن. ورغم خسارة البريطانيين للحرب إلا أن الجيش الذي قوامه 30.000 جندي بريطاني كان لا يزال متمركزًا في نيويورك وسافانا. واُستدعي هنري كلينتون وعُين غاي كارلتون خلفا له وتلقى أوامر بوقف العمليات الهجومية.

### السنوات الأخيرة في الحرب (1783-1781)

#### أوروبا

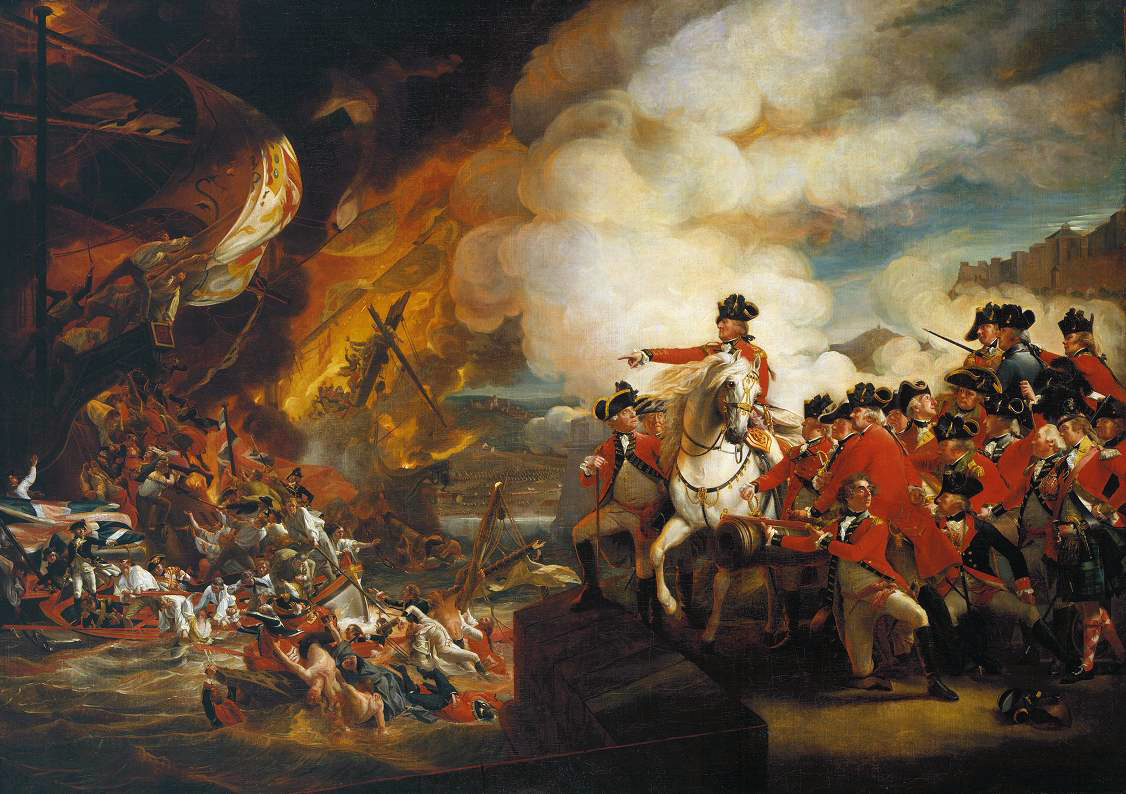
"هزيمة السفن المسلحة في جبل طارق"، 13 سبتمبر 1782، بريشة الفنان جون سينغلتون كوبلي.

بعد أن نشبت الهجمات العدائية مع الهولنديين في أواخر عام 1780، تحركت بريطانيا على الفور، وفرضت حصارًا حول بحر الشمال. وفي غضون أسابيع كان الجيش البريطاني قد أسر ما يربو عن 200 تاجر هولندي، في حين اختبأ 300 آخرون في الموانئ الأجنبية. ورغم أن الاضطرابات السياسية التي ظلت داخل الجمهورية  ومفاوضات السلام بين كلا الطرفين قد ساهمت في أن يظل الخلاف في أدنى مستوياته؛  إلا أن غالبية الهولنديين كانوا يفضلون التحالف العسكري مع فرنسا ضد بريطانيا؛ ولكن وقف الحاكم العام الهولندي حجر عثرة في طريق هذه المساعي على أمل الوصول إلى سلام مبكر. وفي الوقت ذاته قام الأسطول الهولندي بقيادة القائد البحري جوان زوتمان باصطحاب أسطولًا من سبعين تاجر من تيسل بهدف إنعاش التجارة من كبوتها. ولكن لسوء الطالع اعترض سير هايد باركر سفن زوتمان، واشتبك معه في دوجر بانك في 5 أغسطس 1781. ورغم أن الصراع كان غير حاسم من الناحية التكتيكية إلا أن الأسطول الهولندي لم يغادر الميناء مرة أخرى أثناء الحرب. وظلت سفنهم التجارية معطلة طيلة هذه الفترة.
في 6 يناير 1781، فشلت محاولة فرنسية للاستيلاء على جيرسي لشل حركة سفن القرصنة البريطانية. على الجانب الآخر اجتاحت قوة فرنسية-إسبانية قوامها 14.000 جندي بقيادة دوك دي ماهون منورقة في 19 أغسطس وذلك بعد فشل محاولتهم للاستيلاء على جبل طارق. بعد حصار طويل لسانت فيليبس استسلمت الحامية البريطانية بقيادة جيمس موراي في 5 فبراير 1782، وهو ما كان يعد هدفًا أساسيًا للحرب بالنسبة للإسبان. في 13 سبتمبر 1782، تمخض الهجوم الفرنسي-الإسباني على جبل طارق عن سقوط أعداد كبيرة من الضحايا. في 20 أكتوبر 1782 بعد إعادة تزويد منطقة جبل طارق بالمؤن؛ نجحت السفن البريطانية بقيادة ريتشارد هاو في مواجهة الأسطول الفرنسي-الإسباني بقيادة لويس دي كوردوفا، وهو ما وضع حد لسيطرة كوردوبا على البحار. في 7 فبراير 1783 -أي بعد مرور 1322 يوم  من الحصار- انسحب الجيش الفرنسي-الإسباني وقد مُني بهزيمة محققة.

#### الأمريكتين

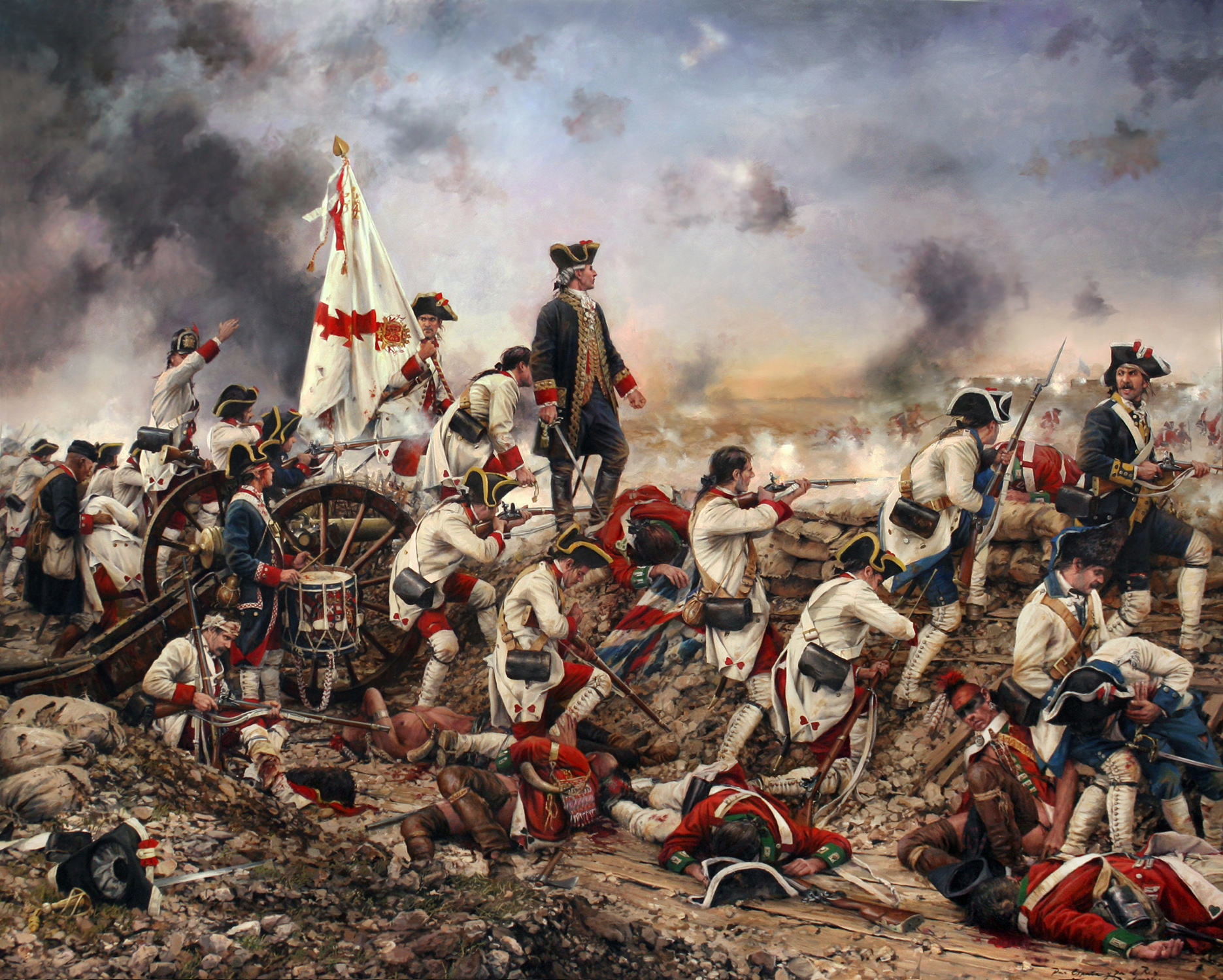
القوات الاسبانية بقيادة برناردو دي غالفيز في معركة بينساكولا. لوحة زيتية على قماش، لأوغستو فيرير دالماو، 2015.

في 3 فبراير 1781، تعرض ميناء سينت أوستاتيوس-وهو الميناء الرئيسي لوصول الإمدادات للوطنيين- لحملة نهب من القوات البريطانية بقيادة جورج رودني والذي جرد الجزيرة من ثرواتها. كما كانت هناك بعض العمليات المحدودة ضد الهولنديين؛ رغم أن الإنجليز استولوا على العديد من المستعمرات الهولندية في 1781.

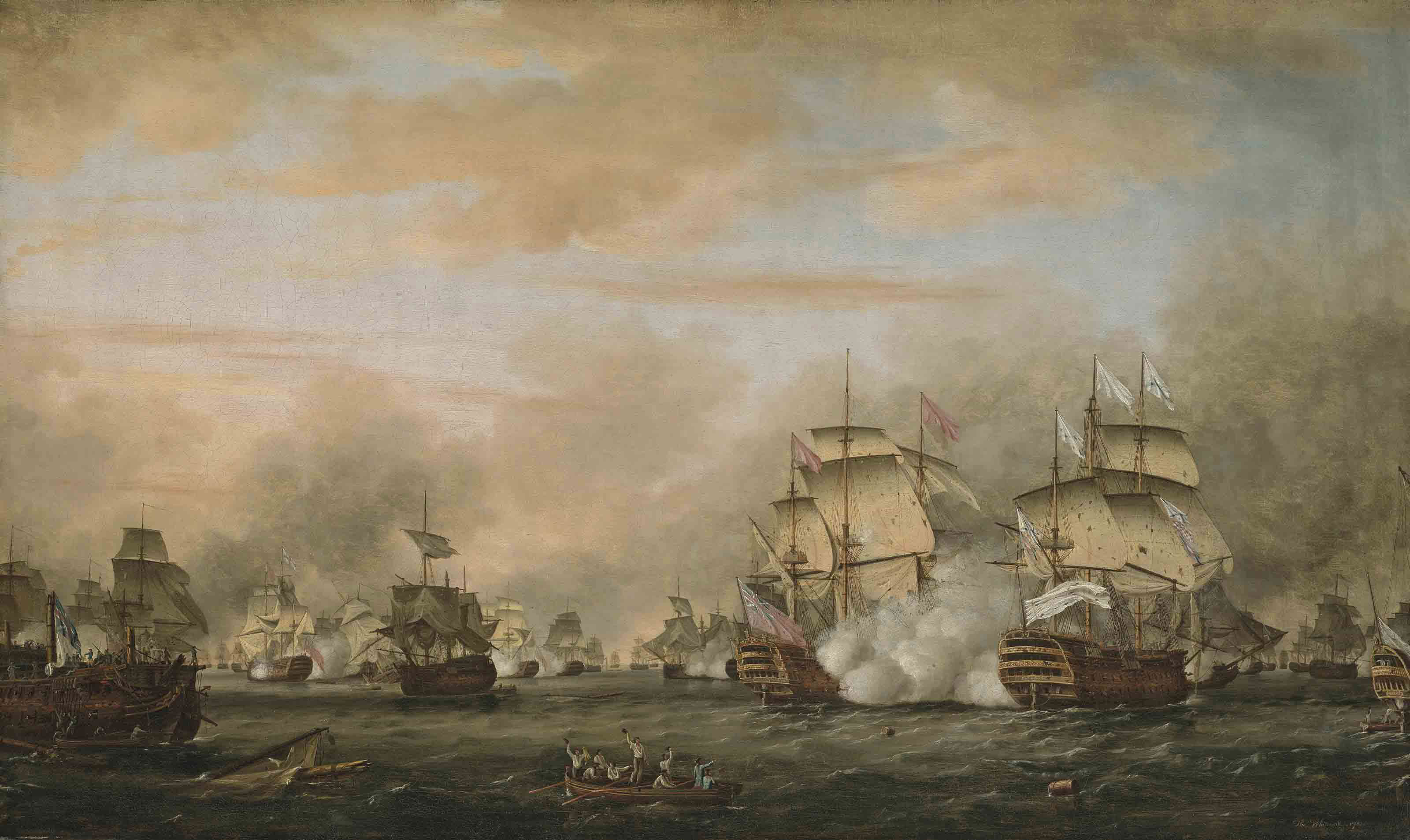
«معركة القديسين»، 12 أبريل 1782 - الأدميرال جورج رودني يهزم كوميت دي غراس في جزر الهند الغربية. لوحة زيتية على قماش لتوماس ويتكومب.

بعد أن سقطت موبيل على يد الإسبان بقيادة برناردو دي غالفيز في معركة فورت شارلوت، تسبب إعصار في فشل محاولتهم الاستيلاء على بينساكولا. وهي الكارثة التي شجعت جون كامبل القائد البريطاني في بينساكولا على محاولة استرجاع موبيل. ولكن هُزمت قوات كامبل الاستطلاعية وعددها 700 جندي في 7 يناير 1781. ليسافر غالفيز بعدها إلى بينساكولا في 13 فبراير بعد أن أعاد تجميع قواته في هافانا.  إلا أن الحصار لم يبدأ حتى 24 مارس رغم وصوله المدينة في 9 مارس، ويعزى السبب في ذلك إلى الصعوبات التي واجهتها القوات في جلب السفن إلى الموانئ. بعد حصار دام 45 يوم، هزم غالفيز الحامية البريطانية هزيمة محققة، مؤمنا بذلك الاستيلاء على غرب فلوريدا. وفي مايو، استولت القوات الإسبانية على جزر البهاما،  رغم استرجاع البريطانيين للجزر في العام التالي دون إراقة أي دماء  في 18 أبريل.
هزم الفرنسيون بقيادة كوميت دي غراس أسطولًا من البحرية الملكية بقيادة صموئيل هود في جزر الهند الغربية في الفترة ما بين 29 إلى 30 أبريل 1781 وكانت هزيمة بشق الأنفس. وكان غارسيا مستمرًا في الاستيلاء على الأراضي البريطانية. فقد استولى على توباغو في 2 يونيو. وديميرارا وإيسيكويبو في 22 يناير 1782، وسانت كيتس ونيفيس في 12 فبراير. ورغم الانتصار البريطاني البحري في 25 يناير؛ استولى الفرنسيون على مونتسرات في 22 فبراير.
في عام 1782 كان الهدف الإستراتيجي الأول للفرنسيين والإسبان هو الاستيلاء على جامايكا،  والتي كانت صادراتها من السكر أكثر قيمة للبريطانيين من المستعمرات الثلاث عشرة مجتمعة. في 7 أبريل 1782، غادر دي غراس المارتينيك للقاء القوات الفرنسية-الإسبانية في سانت دومينيك وغزو جامايكا من ناحية الشمال. ولكن تعقب الجيش البريطاني بقيادة هود وجورج رودني الفرنسيين وهزمهم هزيمة محققة قبالة دومينيكا في الفترة ما بين 9-12 أبريل. ما جعل الخطة الفرنسية-الإسبانية لغزو جامايكا تذهب أدراج الرياح، واختل التوازن بين القوى البحرية في البحر الكاريبي لترجح كفة الأسطول الملكي.
في الوقت ذاته، قاد ماتياس دي غالفيز القوات الإسبانية في غواتيمالا في محاولة لتغيير مواقع المستوطنات البريطانية على طول خليج الهندوراس. في 16 مارس 1782، استولى غالفيز على رواتان، وسرعان ما أحكم قبضته على البحر الأسود. وبعد الانتصار البحري الحاسم في سانتيز؛ أمر أرخبيل كامبيل الحاكم الملكي على جامايكا إدوارد ديسبارد بإعادة السيطرة على البحر الأسود  وهو ما حققه في 22 أغسطس. ومع ذلك مع فتح باب مفاوضات السلام التزمت القوات الفرنسية- الإسبانية بحصار جبل طارق دون وقوع أية هجمات عدائية أخرى.

#### الهند

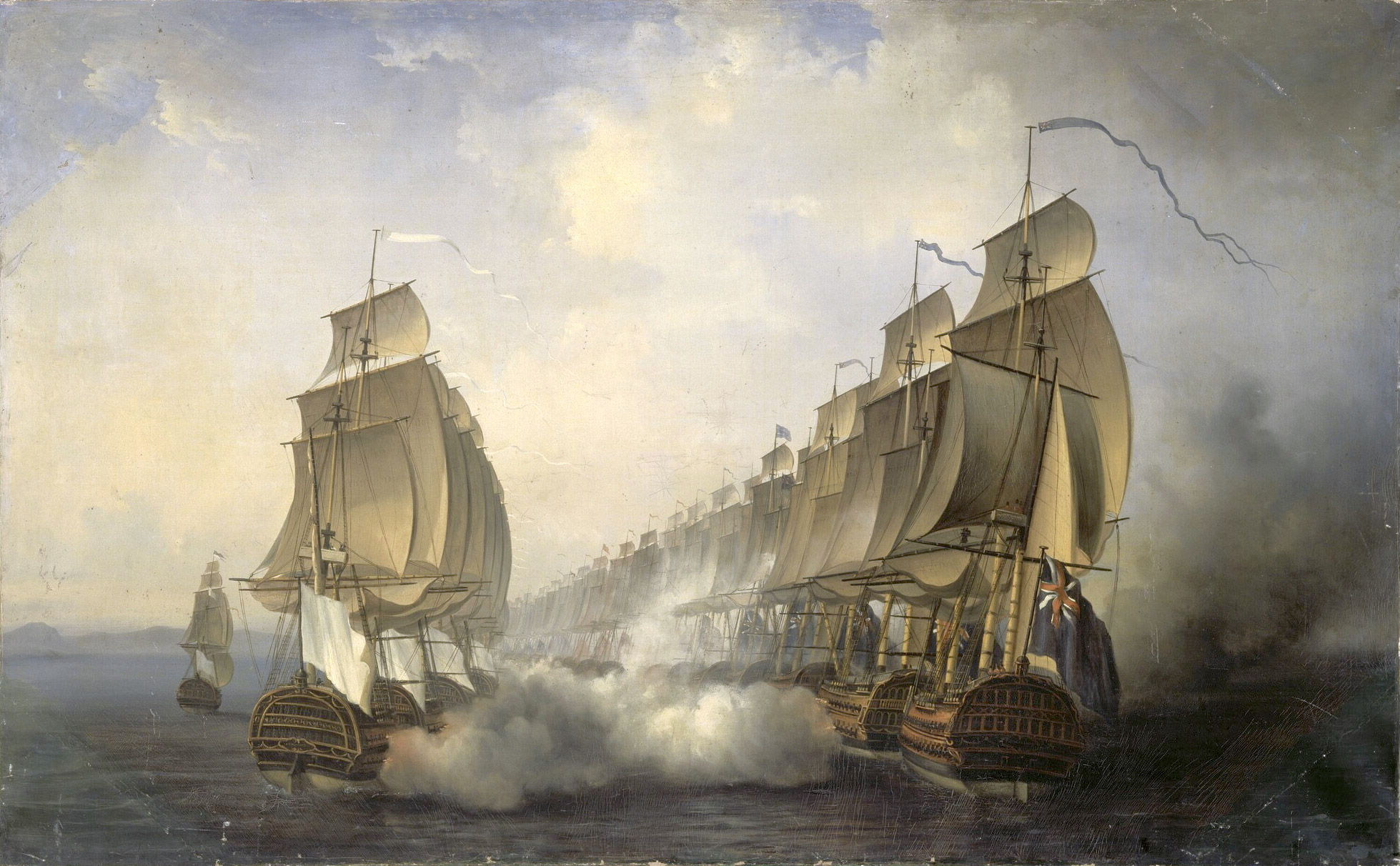
لوحة بريشة الفنان أوغست جوجيت رسمها عام 1836؛ تصور البريطانيين (يمين الصورة) والفرنسيين (يسارًا)، وسفينة القيادة «كليوباتير» التابعة للأدميرال سوفرين في أقصى اليسار، وهم يتبادلون إطلاق النار في كودلور.

بعد دخول هولندا الحرب؛ قامت قوات شركة الهند الشرقية بقيادة هيكتور مونرو بالاستيلاء على الميناء الهولندي نيجاباتيم بعد حصار دام ثلاثة أسابيع في 11 أكتوبر 1781. وسرعان ما استولى الأدميرال البريطاني إدوارد هيوز على ترينكومالي بعد اشتباك قصير في 11 يناير 1782.
في شهر مارس 1781، أرسلت فرنسا الأدميرال بيلي دي سوفرين إلى الهند للمشاركة في الجهود الاستعمارية. وعندما وصل سوفرين إلى الساحل الهندي في فبراير 1782، اشتبك مع الأسطول البريطاني بقيادة هيوز وحقق انتصارًا تكيتيكيًا ولكن كان بشق الأنفس. وبعد نزول القوات في بورتو نوفو للدفاع عن مملكة مايسور؛ اشتبك أسطول سوفرين مع هيوز مرة أخرى في معركة بروفيديان في 12 أبريل؛ ولكن دون أن يتمخض الصدام عن نصر حاسم لأي من الطرفين. إلا أن أسطول هيوز خرج من المعركة في حالة يرثى لها؛  لينسحب للميناء الذي يسيطر عليه الجيش البريطاني في ترينكومالي. وكان حيدر علي يمني النفس بأمل استيلاء الفرنسيين على نيجبتهام ليكون هناك هيمنة بحرية ضد البريطانيين؛ وهي المهمة التي أُلقيت على عاتق سوفرين. ومرة أخرى اصطدم أسطول سوفرين مع هيوز قبالة سواحل نيجاباتيم في 6 يوليو. ولكن انسحب سوفرين إلى كودالرو وكانت هزيمة إستراتيجية. وظل البريطانيون مسيطرين على نيجاباتيم. ولما كان سوفرين يفكر في إيجاد ميناء مناسب أكثر من كودالرو؛ استولى سوفرين على ميناء ترينكومالي في 1 سبتمبر واشتبك مع أسطول هيوز بعدها بيومين.
وفي الوقت ذاته، فرضت قوات حيدر حصارًا على فيلور بعد أن أعادت شركة الهند الشرقية تجميع قواتها. وشنت قوات الشركة بقيادة سير إير كوت هجمة مضادة وهزمت حيدر علي في معركة بورتو نوفو في 1 يوليو 1781، وفي معركة بوليلور في 27 أغسطس، ومعركة تشولينجهور في 27 سبتمبر لتطرد القوات المايسوريين من الكارناتيك. في 18 فبراير 1782، هزم سلطان تيبو جون بريس وايت بالقرب من ثنجفور، وأسر جيشه القوي والذي قوامه 1.800 جندي. بيد أن الحرب عند هذه المرحلة  كانت قد وصلت إلى طريق مسدود. في 7 ديسمبر 1782، قضى حيدر نحبه. وانتقل حكم المملكة إلى ابنه تيبو سلطان.
تقدمت قوات سلطان بطول الساحل الغربي، حيث فرضت حصارًا حول مانجالور في 20 مايو 1783. وفي هذه الأثناء، حاصر جيش بقيادة جيمس ستيوارت الميناء الفرنسي على الساحل الشرقي في كودلور في 9 يونيو 1783. في 20 يونيو، ضعف الدعم البحري البريطاني الرئيسي للحصار عندما هزم سوفرين أسطول هيوز قبالة سواحل كودلور، ورغم أن النصر كان محدودًا إلا أنه منح سوفرين الفرصة للاستيلاء على الممتلكات البريطانية في الهند. في 25 يونيو، وجه المدافعون الفرنسيون والميسورين هجمات متعددة للقوات البريطانية، إلا أن جميعها باءت بالفشل. في 30 يونيو، وصلت الأخبار عن بدء مرحلة سلام تمهيدي بين القوى المتحاربة. وانتهى الحصار بفعالية عندما أنهى الفرنسيون حصارهم. وظلت مانجالور تحت الحصار وسُلمت لسلطان في 30 يناير 1784. وبعدها بوقت قصير نشب قتال طفيف. ثم عقد كل من بريطانيا ومملكة ميسور الصلح في 11 مارس.

## سلام باريس

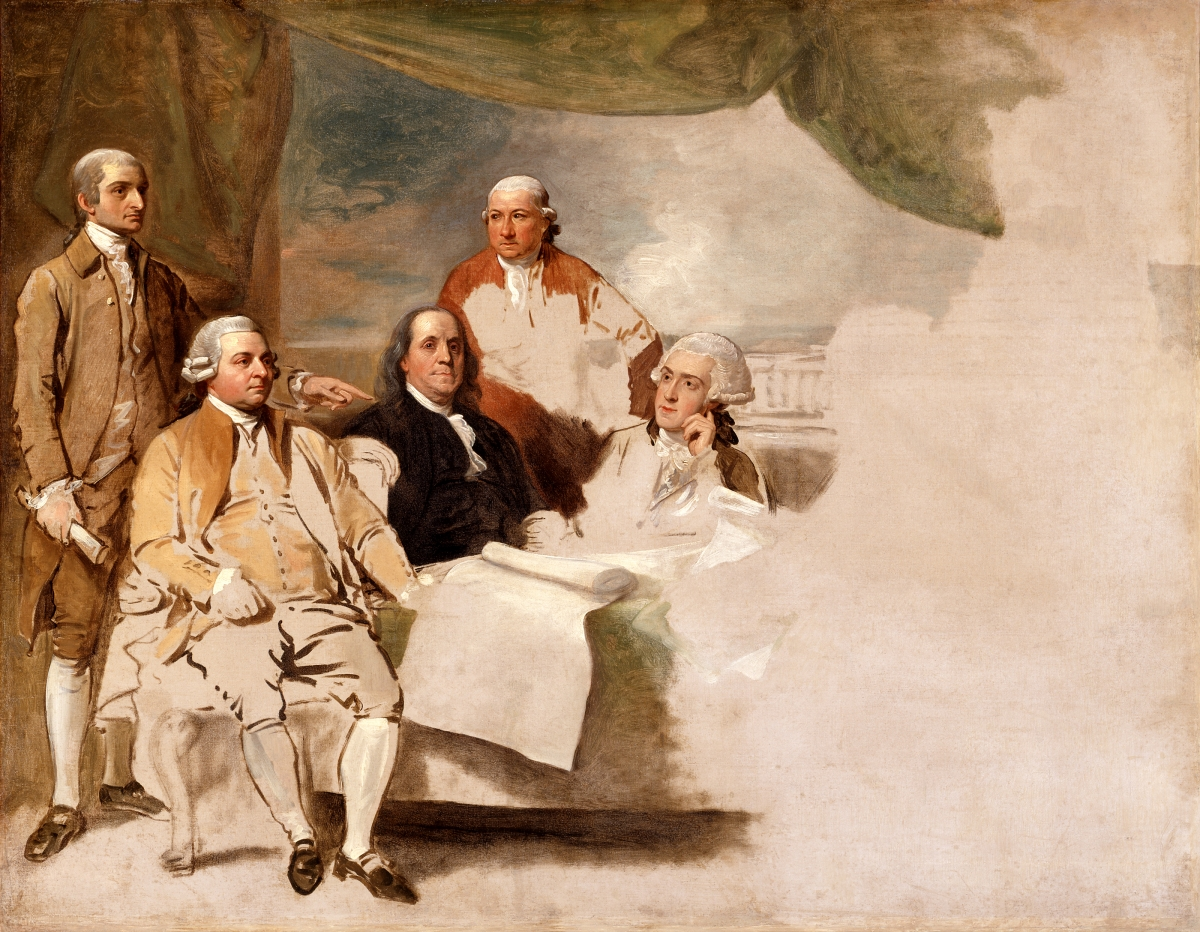
لوحة للفنان بنجامين ويست تمثل الوفود الأمريكية في معاهدة باريس. وقد رفض الوفد البريطاني الظهور ولم تكتمل اللوحة.

في أعقاب استسلام الجيش البريطاني في يوركتاون؛ تقلد حزب الأحرار البريطاني مقاليد الحكم في البلاد. واستهل فترة حكمه بفتح باب المفاوضات لوقف الأعمال القتالية. وفي أثناء سير عملية المفاوضات مُنعت القوات البريطانية المتمركزة في أمريكا من شن أي هجمات أخرى. بيد أن إيرل شيلبورن رئيس الوزراء آنذاك كان مترددًا في قبول استقلال أمريكا كشرط مسبق لإحلال السلام؛ لاسيما وأن البريطانيين كانوا على علم بحقيقة انهيار الاقتصاد الفرنسي وأنه على وشك الإفلاس، وأن التعزيزات المُرسلة إلى الهند الغربية يمكن أن تقلب الموقف رأسًا على عقب هناك. لذا كان يفضل أن تقبل المستعمرات بوضع السيادة داخل نطاق الإمبراطورية. رغم علمه برفض الأمريكيين عرضًا مماثلًا في عام 1778. وهكذا بدأت المفاوضات على عجل في فرنسا.

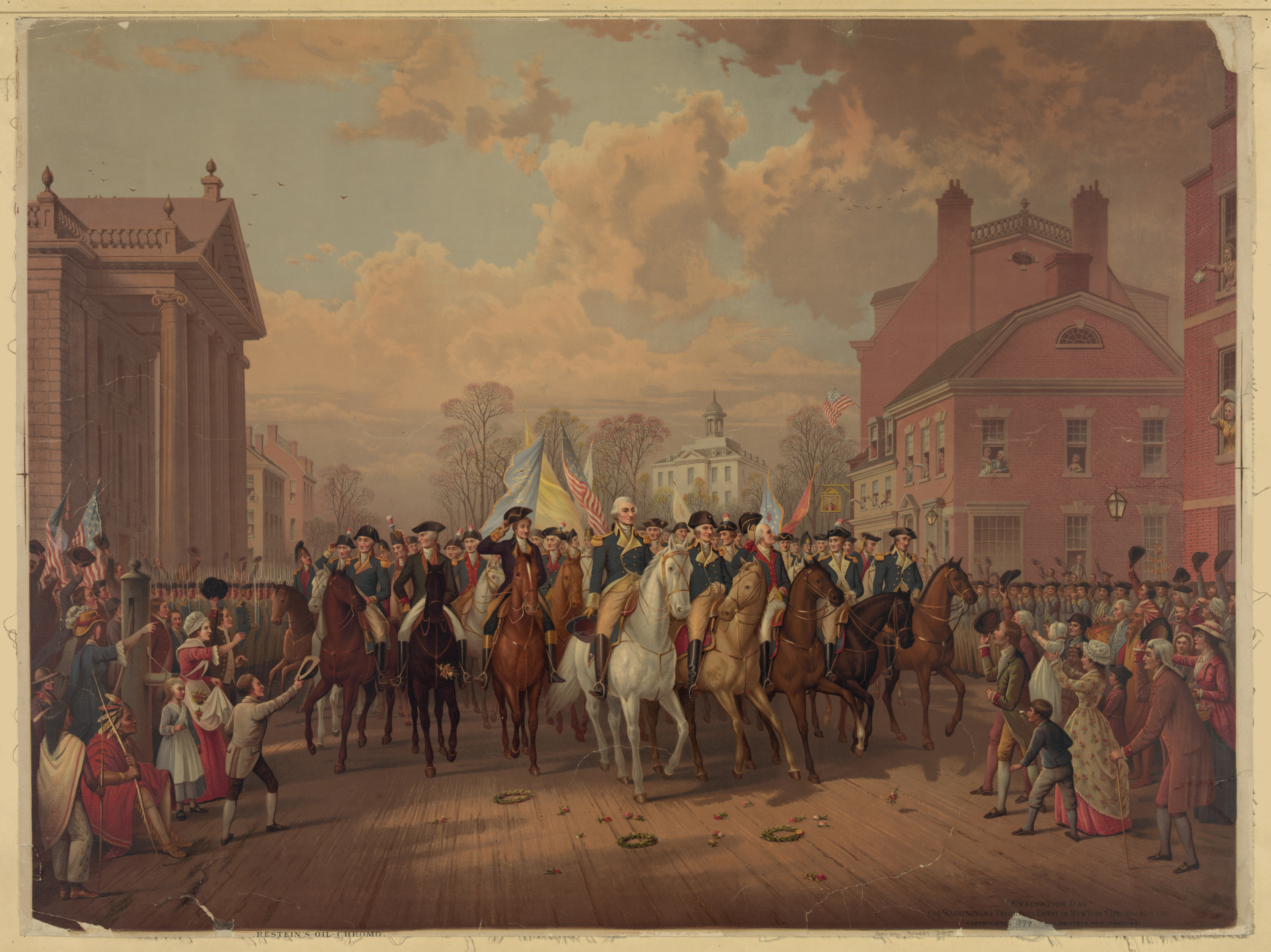
واشنطن يدخل نيويورك وهو مكلل بالنصر بعد الجلاء البريطاني عن أمريكا.

طالب الأمريكيون بصفة مبدئية بتسليم كيبيك لهم كغنيمة حرب، وهو الاقتراح الذي أُهمل عندما قبل شيلبورن بالاعتراف باستقلال أمريكا. في 9 أبريل 1782، اعترف الهولنديون رسميًا بالولايات المتحدة كدولة ذات سيادة. وهو ما أضفى زخم وثقل للطرف الأمريكي في عملية المفاوضات. وكانت إسبانيا قد علقت مشاركتها في عملية المفاوضات على استراجعها لمنطقة جبل طارق. على الجانب الآخر، اقترح كومت دي فيرجين أن تقتصر حدود الأراضي الأمريكية على شرق جبال الأبالاش، وأن يكون لبريطانيا السيادة على المنطقة الواقعة شمال نهر أوهايو. وهناك يمكن تأسيس دويلة حاجزة هندية أسفل النهر وتكون تحت سيطرة الحكم الإسباني. وهو الاقتراح الذي عارضته الولايات المتحدة بشدة.
بعد أن تبين للأمريكيين أن الشروط الأفضل يمكن إبرامها مع بريطانيا؛ أداروا ظهورهم لحلفائهم الفرنسيين والإسبان. وهكذا أجروا المفاوضات مع إيرل شيلبورن مباشرة والذي كان يطمح إلى أن يجعل بريطانيا شريك تجاري قوي لأمريكا على حساب فرنسا. ولهذه الغاية عرض شيلبورن التنازل عن كل الأراضي التي تقع جنوب نهر الميسيسبي وشمال فلوريدا وجنوب كيبيك. وفي الوقت ذاته، السماح للصيادين الأمريكيين بالدخول إلى مصايد الأسماك الغنية في نيوفاوندلاند. كان شيلبورن يطمح لنمو الشعب الأمريكي؛ لخلق أسواق مربحة يمكن أن تستغلها بريطانيا دون أن تتحمل أية تكاليف إدارية. وهو ما دفع فيرجين للتعليق بقوله: «إن الإنجليز يشترون السلام بدلًا من صنعه.»
ومن اللافت للنظر أن بريطانيا لم تستشر حلفاءها من قبائل الهنود الأمريكيين طيلة فترة المفاوضات قط؛ بل وضعتهم أمام الأمر الواقع وأجبرتهم على قبول المعاهدة على مضض. وهو ما تسبب في تزايد حدة التوتر ليتطور الأمر إلى صراعات مسلحة بين الهنود والدولة الفتية. وكان أكبر هذه الصراعات هو الحرب الهندية الشمالية الغربية. وهو ما دفع بريطانيا إلى محاولة تأسيس دويلة حاجزة هندية في وسط الغرب الأمريكي في أواخر عام 1814 إبان حرب 1812.
وقد أبرمت بريطانيا معاهدات منفصلة مع إسبانيا وفرنسا والجمهورية الهولندية. ولكن كان من الجلي أن منطقة جبل طارق ستكون عقبة كؤود في طريق محادثات السلام. وعرضت إسبانيا أن تتنازل عن مستعمراتها في غرب فلوريدا ومنورقة وجزر البهاما مقابل جبل طارق. وهي شروط رفضها شيلبورن بشكل قاطع. ولكنه عوضًا عن ذلك عرض على إسبانيا الحصول على شرق فلوريدا وغرب فلوريدا ومنورقة إذا وافقت إسبانيا عن التخلي عن مطالبتها بجبل طارق. وهو ما قبلته إسبانيا على مضض. بيد أنه على المدى الطويل لم تكن لتلك المكاسب الإقليمية قيمة تذكر بالنسبة لإسبانيا. في حين اُختزلت مكاسب فرنسا في جزيرة توباغو في البحر الكاريبي والسنغال في أفريقيا، بعد أن قبلت التنازل عن كل الفتوحات الاستعمارية الأخرى للسيادة البريطانية. وقد أعادت بريطانيا أراضي جزر الكاريبي الهولندية للسيادة الهولندية؛ في مقابل التمتع بحقوق التجارة الحرة في جزر الهند الشرقية الهولندية  والسيطرة على ميناء نيغابتنام الهندي.
وقد وُقعت بنود السلام التمهيدية في باريس في 30 نوفمبر 1782. في حين استمرت المفاوضات بين بريطانيا وإسبانيا وفرنسا وهولندا حتى سبتمبر 1783. وقد صدق الكونغرس الكونفدرالي في الولايات المتحدة على معاهدة باريس في 14 يناير 1784. وأُرسلت النسخ إلى أوروبا لتصدق عليها بقية الأطراف المعنية في هذه الاتفاقية. وقد وصلت أول نسخة إلى فرنسا في مارس 1784. في حين تم التصديق البريطاني في 9 أبريل 1784، وتبادل الأطراف النسخ المُصدق عليها في باريس في 12 مايو 1784. لتضع الحرب أوزارها رسميًا في 3 سبتمبر 1783. ورحلت آخر القوات البريطانية عن مدينة نيويورك في 25 نوفمبر 1783 مُسطرة بذلك نهاية الحكم البريطاني على الولايات المتحدة الأمريكية.

## الآثار المترتبة عن الحرب

### الضحايا والخسائر

#### الأمريكيون وحلفاؤهم
كان إجمالي الخسائر البشرية في المعارك غير معروف إلى حد كبير. وهو أمر شائع في حروب هذه الحقبة من التاريخ. وقد حصدت أمراض مثل الجدري أرواح أكثر بكثير من تلك التي حصدتها المعارك. حيث انتشر وباء الجدري في أنحاء أمريكا الشمالية في الفترة ما بين عامي 1775-1782، ما أسفر عن مقتل 40 شخص في بوسطن وحدها. وقد أشار المؤرخ جوزيف إليس إلى أن قرار واشنطن بتحصين قواته ضد هذا المرض كان من  أهم القرارات التي اتخذها. وتُقدر نسبة الجنود الأمريكيين الوطنيين الذين زهقت أرواحهم أثناء تأديتهم الخدمة العسكرية ما بين 25.000 إلى 70.000 جندي. من بينهم 6.800 قُتلوا في ميدان المعركة في حين هلك ما لا يقل عن 17.000 جندي بسبب المرض. بيد أن معظم من زهقت أرواحهم بسبب المرض كانوا أسرى حرب للبريطانيين في سفن السجن سيئة الصيت الراسية في ميناء نيويورك. ولو سلمنا بصحة أن إجمالي عدد القتلى من الوطنيين هو سبعون ألفًا كحد أقصى. فسنجد أن هذه الحرب كانت أكثر فتكًا من الحرب الأهلية الأمريكية. ويمكن أن نعزي ضبابية المشهد إلى صعوبة حساب أولئك الذين لقوا حتفهم بسبب المرض بدقة. حيث أن عددهم في سنة 1776 وحدها يقدر بعشرة آلاف على الأقل. في حين يُقدر عدد الأمريكيين الوطنيين الذين أصيبوا بإصابات خطيرة أو عجز بسبب الحرب ما بين 8.500 إلى 25.000. وعانى الفرنسيون من مقتل ما يقرب من 7.000 جندي في هذه الحرب؛ منهم 2.112 قُتلوا في مسارح الحرب الأمريكية. في حين بلغ عدد القتلى من الهولنديين 500 قتيل، ويعزى السبب في قلة عددهم إلى نزوع هولندا إلى احتواء الموقف مع بريطانيا وتقليل الخسائر إلى أقل حد ممكن.

#### البريطانيون وحلفاؤهم
ذكرت تقارير بريطانية ترجع لعام 1783 أن عدد الوفيات بين صفوف القوات المسلحة البريطانية يُقدر بنحو 43.633 قتيل. وقد أظهر أحد الجداول الذي يرجع لعام 1781 أن إجمالي عدد القتلى قد بلغ 9.372 جندي قُتلوا في المعارك في الأمريكيتين؛ و6.046 جندي في أمريكا الشمالية في الفترة ما بين (1775-1779)، و3.326 جندي في جزر الهند الغربية في الفترة ما بين (1778-1780). في عام 1784، قام ملازم بريطاني بجمع قائمة مفصلة تضم أسماء 205 ضابط بريطاني لقوا حتفهم أثناء الحرب في أوروبا والبحر الكاريبي وجزر الهند الشرقية. وفي ضوء هذه القائمة يمكن أن نصل إلى نتيجة مفادها أن خسائر الجيش البريطاني لا تقل -بأي حال من الأحوال- عن 4.000 جندي إما قُتلوا أو ماتوا متأثرين بجراحهم. في حين لقى 7.774 جندى ألماني حتفه أثناء تأدية الخدمة العسكرية بالإضافة إلى 4.888 ألماني فروا من المعركة. ويقدر عدد الألمان الذين قُتلوا في ميدان المعركة بنحو 1.800.
وقد خدم حوالي 171.000 بحار في البحرية الملكية أثناء الحرب؛ ربعهم من الذين جُندوا تجنيدًا إجباريًا. وقد قُتل منهم 1.240 في المعركة في حين هلك 18.500 بسبب تفشي الأمراض (1776-1780). أما في البحار فكان القاتل الأكثر فتكًا هو الاسقربوط وهو مرض يسببه نقص فيتامين سي. وظل المرض يحصد أرواح البحارة حتى عام 1795 عندما استأصلت البحرية الملكية شأفة هذا المرض اللعين بعد أن أعلن الأميرال صرف عصير الليمون والسكر مع حصص الإعاشة اليومية للجنود. في حين فر حوالي 42.000 بحار أثناء الحرب. ولم تسلم السفن التجارية من ويلات هذه الحرب أيضًا؛ فقد استولت قوات العدو على حوالي 3.386 سفينة تجارية أثناء الحرب، من بينها 2.283 سفينة استولت عليها سفن القرصنة الأمريكية.

### الديون المالية
كان اقتصاد المستعمرات مزدهرًا عندما بدأت الحرب. وكان المجتمع الأبيض الحر يتمتع بأعلى مستوى للمعيشة في العالم قاطبة. إلى أن فرضت البحرية الملكية حصارًا بحريًا على المستعمرات أثناء الحرب حتى تكبلها ماديًا. ولكن لم يؤت هذا التكتيك ثماره. حيث أن 90% من السكان كانوا يعملون في الزراعة، وليس في التجارة الساحلية، ولما كان الحال كذلك؛ فقد أظهر الاقتصاد الأمريكي صمودًا ومرونة لتحمل وطأة الحصار.
من جهة أخرى كان الكونغرس يواجه صعوبات جمة أثناء الحرب لتمويل الجهود الحربية بكفاءة. ومع تراجع تداول العملة الصعبة. اُضطر الأمريكيون للاعتماد على القروض من التجار والمصرفيين الأمريكيين ومن فرنسا وإسبانيا وهولندا؛ وهو ما أثقل كاهل الأمة الفتية بالديون المتراكمة. وقد حاول الكونغرس تدارك الأمر بطباعة كم هائل من الأوراق المالية والسندات لزيادة الدخل القومي. ولكن كانت النتيجة كارثية، وارتفع معدل التضخم إلى معدلات غير مسبوقة. وأصبحت الأوراق المالية بلا قيمة. وقد أدى التضخم إلى انتشار مقولة شائعة للتعبير عن أي شيء بلا قيمة بأنه «لا يساوي عملة قارية».
بحلول عام 1791 تراكمت الديون الوطنية للولايات المتحدة لما يربو عن 75.5 مليون دولار. وفي التسعينيات من القرن الثامن عشر قامت الولايات المتحدة بحل مشاكل مديونياتها وعملتها؛ عندما أقر وزير الخزانة ألكسندر هاملتون تشريعًا يُلزم الحكومة الوطنية بتحمل كافة الديون، بالإضافة إلى إنشاء بنك وطني ونظام تمويل يعتمد على التعريفات الجمركية وإصدار السندات التي تكفلت بسداد الديون الأجنبية.
وفي المقابل، أنفقت بريطانيا ما يربو عن 80 مليون جنيه إسترليني وانتهى بها الحال إلى دين قومي قدره 250 مليون دولار (27.1 مليار جنيه استرليني بقيمة اليوم)، فضلًا عن فائدة سنوية للدين قدرها 9.5 مليون جنيه استرليني. وقد تراكمت الديون فوق ديونها الأصلية التي خلفتها حرب الأعوام السبعة. وكانت الضرائب المفروضة على الشعب البريطاني وقت الحرب  قد بلغت 4 شلن على كل جنيه استرليني أي 20%.
أما بالنسبة للفرنسيين فقد أنفقوا حوالي 1.3 مليار جنيه فرنسي أي ما يعادل 100 مليون جنيه إسترليني (13.33 جنيه فرنسي للجنيه الإسترليني) كمساعدة للأمريكيين، ما أسفر عن تراكم الدين القومي حتى بلغ 3.315 مليار جنيه فرنسي في عام 1783 لتغطية تكاليف الحرب. كان النظام الضريبي الفرنسي غير فعال وقد أدى في النهاية إلى أزمة مالية في عام 1786،  على عكس بريطانيا والتي كانت تطبق نظام ضريبي فعال للغاية. وقد ساهمت الديون المتراكمة في تفاقم الأزمة المالية التي تمخضت في نهاية المطاف عن اندلاع الثورة الفرنسية في نهاية القرن الثامن عشر. واستمرت الديون في التزايد حتى تجاوز الدين القومي مع بداية الثورة الفرنسية 12 مليار جنيه فرنسي. أما إسبانيا فقد ضاعفت نفقاتها العسكرية أثناء الحرب من 454 مليون ريال في عام 1778 لما يربو عن 700 مليون ريال في عام 1779. ولكن سرعان ما عوضت إسبانيا ديونها على عكس حليفتها فرنسا ويرجع هذا نتيجة للزيادة الهائلة في التعدين الفضي في مستعمراتها الأمريكية، حيث زاد الإنتاج لما يقرب من 600% في المكسيك، وبنسبة 250% في بيرو وبوليفيا.

## تحليل الأطراف المتحاربة

### بريطانيا العظمى

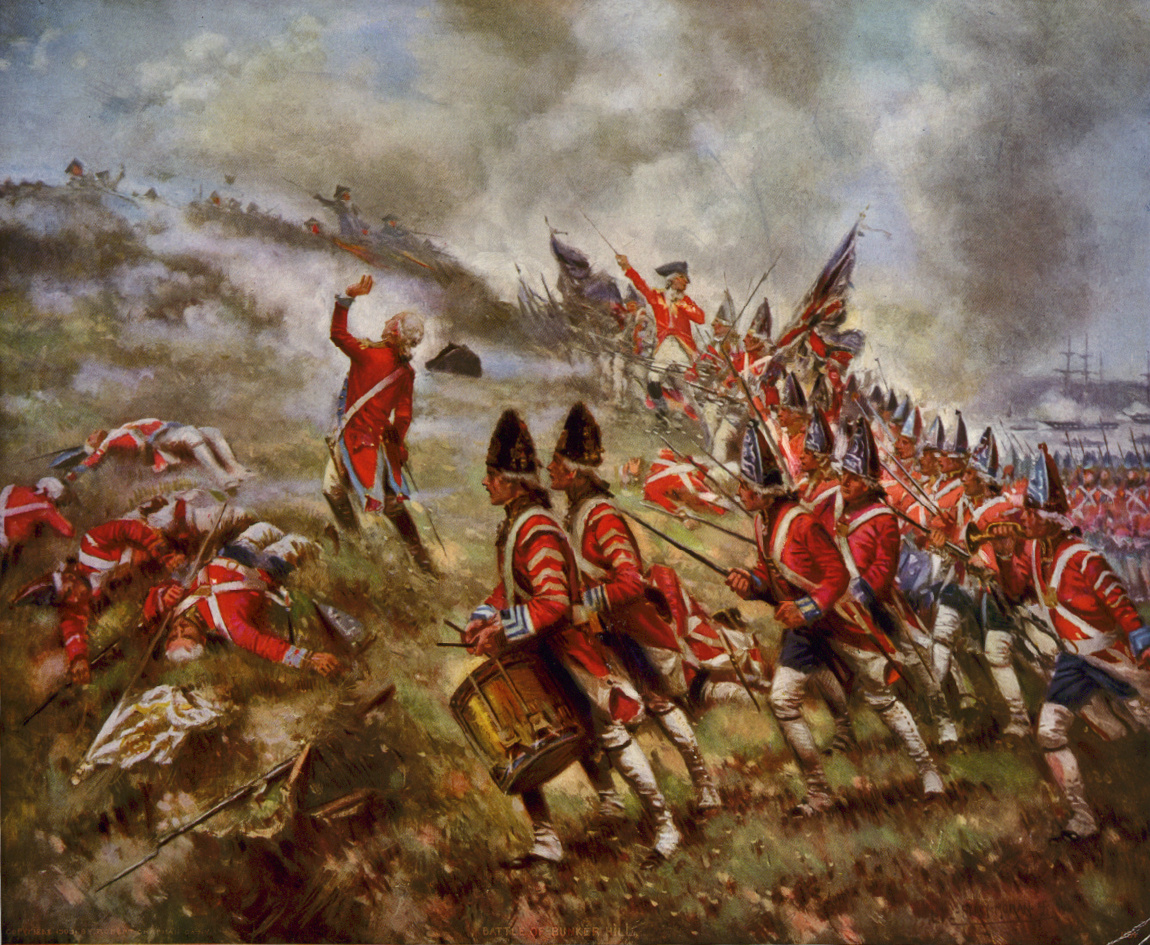
الجنود البريطانيون بمعاطفهم الحمراء في معركة بانكر هيل عام 1775.

كان التعداد السكاني لبريطانيا العظمى وأيرلندا في عام 1780 يقدر بنحو 12.6 مليون نسمة. في حين كان تعداد الثلاث عشرة مستعمرة أمريكية مجتمعة هو 2.8 مليون نسمة فقط، منهم 500.000 من العبيد. وربما لو تأملنا المشهد من الناحية النظرية لوجدنا أن موقف بريطانيا هو الأقوى، ولكن كان هناك عدة عوامل حالت دون تكوين جيش كبير.

#### القوات المسلحة

##### التجنيد
في عام 1775 كان الجيش البريطاني الدائم -باستثناء الميليشيات- يتألف من 45.123 رجلًا في جميع أنحاء العالم. ويتكون من 38.254 من قوات المشاة و6.869 من سلاح الفرسان. كان الجيش لديه 18 فوج من المشاة وحوالي 8.500 جندي متمركزين في أمريكا الشمالية. وقد اضطلعت الجيوش الدائمة بدور حيوي في أمور عدة منها تطهير البرلمان الطويل عام 1648، والحفاظ على الديكتاتورية العسكرية في عهد أوليفر كرومويل، وإسقاط جيمس الثاني. وقد ظل الجيش محدود العدد في وقت السلم لمنع الملك من إساءة استخدام السلطة. وبرغم ذلك لم تكن جيوش القرن الثامن عشر ضيفا مرحبًا به لاسيما عند الصحافة وشعوب العالم الجديد والقديم على حد سواء والذين كانوا ينظرون لهم نظرة ازدراء وسخط باعتبارهم أعداء للحرية. وكان هناك تعبير شائع في البحرية يقول «زميلي الذي يشاركني الطعام أفضل من الملاح، والملاح أفضل من الغريب، والغريب أفضل من الكلب، والكلب أفضل من الجندي.»

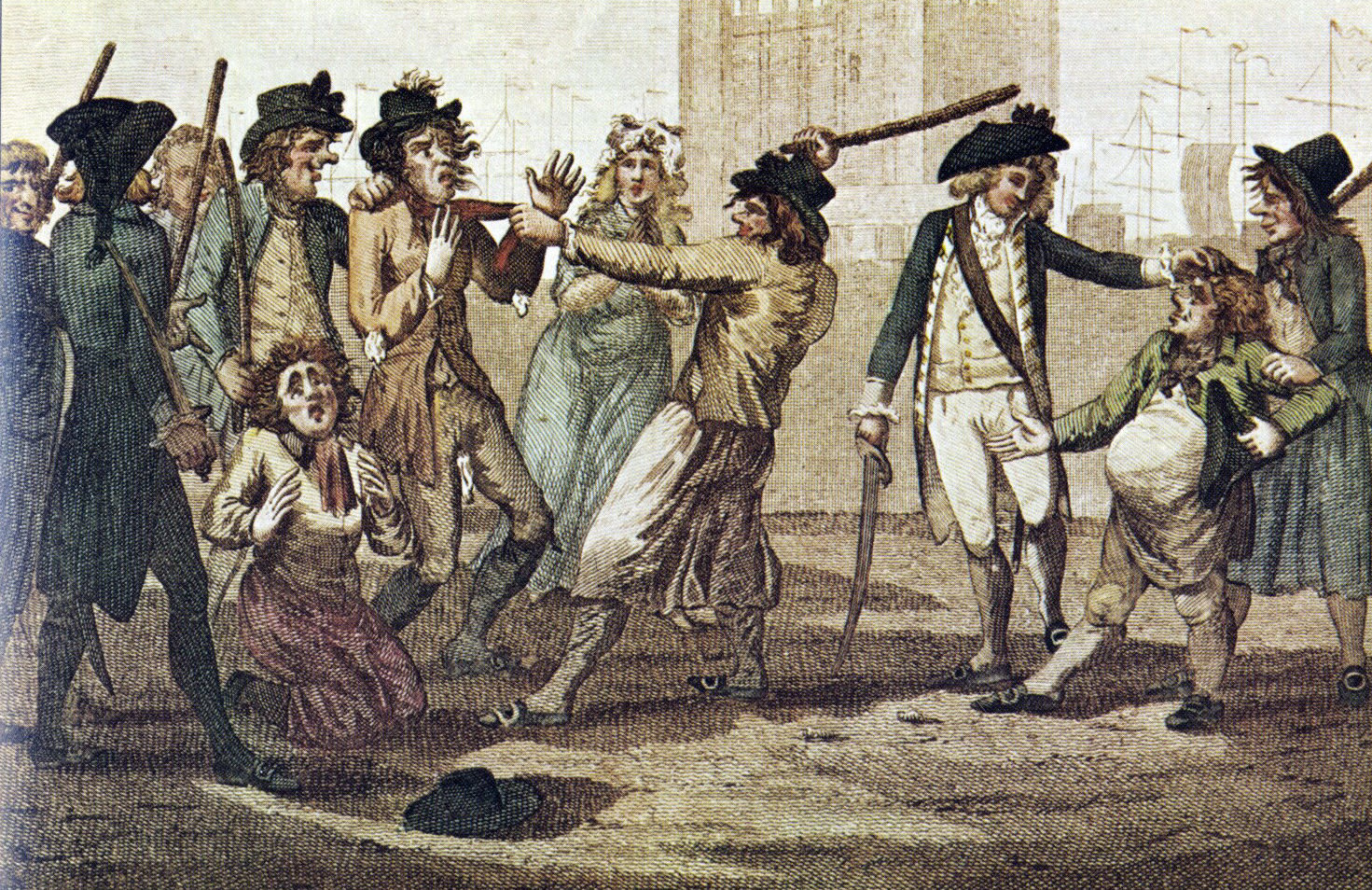
"عصابة التجنيد الإجباري وهي تمارس عملها"، كاريكاتير بريطاني عام 1780.

وقد واجه البرلمان صعوبات مزمنة في الحصول على ما يكفي من الجند. ووجد أنه من المستحيل سد النقص في الحصص التي حددوها. حيث كان العمل بالجيش مهنة لا تحظى بشعبية. ولعل من بين الأسباب هو الأجر الهزيل. كان جندي المشاة الخاص يتلقى أجرًا لا يتعدى 8 بنسات في اليوم. وهو نفس الراتب الذي كان يتلقاه سلاح المشاة في الجيش النموذجي الجديد منذ 130 عام ونيف. بيد أن معدل الأجور في الجيش كان غير كافٍ لتلبية نفقات المعيشة المتزايدة، وهو ما جعل المجندين المحتملين يصرفون النظر عن التطوع لاسيما وأن الخدمة كانت مدى الحياة.
وقد عرض البرلمان مكافأة قدرها 1.10 جنيه إسترليني لكل مجند لحث الناس على التطوع. ومع اندلاع الحرب كان البرلمان البريطاني متلهفًا لإيجاد القوى العاملة. حتى وصل به الأمر إلى أن يعرض على المجرمين التطوع للخدمة العسكرية لتجنب العقوبات القانونية. أما الفارين من الخدمة فكانوا يتلقون عفوًا إذا ما عادوا إلى وحداتهم. وبعد هزيمة ساراتوجا ضاعف البرلمان المكافأة لتصل إلى ثلاثة جنيهات إسترلينية  ثم رفعها مرة أخرى في العام التالي إلى 3.3 جنيهات إسترلينية، فضلًا عن زيادة المدى العمري للجنود من 17-45 إلى 16-50 سنة.
أما التجنيد الإجباري فكان يتم بشكل أساسي عن طريق جماعة تعرف «عصابة الضغط» والتي كانت طريقة التجنيد المفضلة، رغم أنها لم تلق قبولًا لدى العامة. ما دفع الكثيرون إلى التطوع في الميليشيات المحلية لتجنب الخدمة النظامية. وقد بُذلت محاولات عدة لتجنيد مثل هؤلاء المجندون وهو ما أثار غضب قادة الميليشيات. وقد تسببت المنافسة بين عصابات التجنيد في البحرية والجيش؛ بل وحتى بين السفن والأفواج المتنافسة في حدوث مشاحنات بين العصابات لتأمين أعداد كبيرة من المجندين لوحداتهم. ما دفع بعض الرجال إلى تشويه أنفسهم حتى يتجنبوا مثل هذه العصابات، بينما هرب الكثيرون عندما وجدوا الفرصة سانحة. وكان مثل أولئك الرجال غير موثوقين لدى الجيش لذلك كانت توزع الفرق التي تتألف من عدد كبير منهم في الحاميات العسكرية الموجودة في مناطق مثل جبل طارق وجزر الهند الغربية بغية تصعيب عملية الهروب عليهم.
في عام 1781 بلغ عدد الجنود في الجيش حوالي 121.000 رجل في جميع أنحاء المعمورة. من بينهم 48.000 جندي كانوا منتشرين في الأمريكتين. أما البحارة الذين خدموا في البحرية الملكية  خلال المعارك وبلغ عددهم 171.000 بحار فكان ما يقرب من ربعهم مجند تجنيدًا إجباريًا. وهي نفس النسبة -أي حوالي 42.000 رجل- الذين فروا أثناء القتال. كان لدى البحرية 94 سفينة خطية  و104 فرقاطة  و37 حراقة في الخدمة.

##### الموالون والهسن

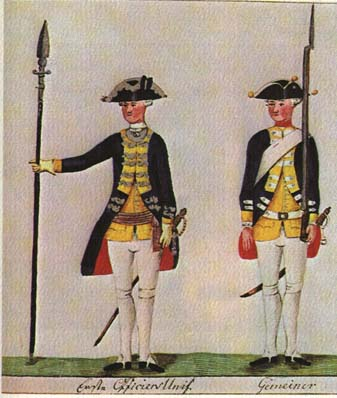
رسم توضيحي لجنود الهسن من الفوج الألماني في القرن الثامن عشر: زي الضابط الأول على اليسار والجندي على اليمين.

في عام 1775، حاولت بريطانيا تأمين 20.000 من المرتزقة من روسيا، واستخدام اللواء الإسكتلندي من الجمهورية الهولندية لمعالجة نقص العمالة ولكنها لم توفق في مساعيها. وقد نجح البرلمان في إبرام المعاهدات مع أمراء الدول الألمانية للحصول على مبالغ طائلة من الأموال في مقابل تأمين القوات الإضافية. وإجمالًا، عُين 29.875 جندي في الخدمة البريطانية من ست مدن ألمانية. وهي برونزويك (5.723) وهيس كاسل (16.992)، هيس هانو (2.422)، وأنسباخ بايرويت (2.353)، وفالديك بيرمونت (1.225) وآنهالت زيربست (1.160). وقد طلب البرلمان من الملك جورج الثالث -والذي حكم هانوفر أيضًا كأمير منتخب للإمبراطورية الرومانية المقدسة- أن يوفر للحكومة جنود هانوفر للخدمة في الحرب. وقد زودتهم هانوفر بنحو 2.365 رجلا في خمس كتائب، ولكن كان الاتفاق يقضي بتجنيدهم في أوروبا فقط.
في ظل غياب أي حلفاء رئيسيين لبريطانيا أصبح نقص القوى العاملة أمرًا مقلقًا لاسيما مع دخول فرنسا وإسبانيا الحرب. ما دفعها إلى تحويل قدر كبير من مواردها العسكرية من الأمريكتين. فضلًا عن أن تجنيد أعداد مناسبة من مليشيات الموالين في أمريكا صار عسيرا بسبب نشاط الوطنيين المكثف. وفي محاولة منها لزيادة عدد المجندين؛ وعدت بريطانيا العبيد بمنحهم صكوك العتق والأراضي إذا ما انضموا إلى الجيش البريطاني في حربها ضد الأمريكيين. وقد حارب ما يقرب من 25.000 من الموالين في الجيش البريطاني، وقدموا  بعضًا من خيرة الجنود في القوات البريطانية. وكان الفيلق البريطاني وهو فوج مختلط يضم 250 فارس و200 من المشاة. بقيادة باناستار تارلتون والذي طبقت سمعته المخيفة الآفاق لاسيما في الجنوب.

##### القيادة
جابهت بريطانيا وقتًا عصيبًا في تعيين قيادة عليا كفؤ للقوات البريطانية في أمريكا. وكان توماس غايج -القائد العام للقوات في أمريكا الشمالية عند اندلاع الحرب- قد تعرض لانتقادات لاذعة لأنه كان متساهلًا للغاية مع المستعمرات المتمردة. أما جيفري أمهيرست -والذي عُين قائدًا عامًا للقوات البريطانية عام 1778- فقد رفض تنفيذ أمرًا مباشرًا في أمريكا؛ لأنه كان غير مستعد للانحياز إلى أي طرف من الأطراف المتحاربة. وبالمثل عارض الأدميرال أوغستا كيبيل أمرًا بقوله: «لا يمكن أن أشهر سيفي للمحاربة من أجل هذه القضية.» في حين تقاعد إيرل إيفنغام وترك منصبه عندما أُرسل فوجه إلى أمريكا. أما ويليام هاو وجون بيرغوين فقد كانا يعارضان الحلول العسكرية لهذه الأزمة. وقد صرح كل من هاو وهنري كلينتون أنهما سيشاركان على مضض وأنهما فقط يتبعان الأوامر.
بيد أنه كان هناك ممارسة شائعة في ذلك الوقت في معظم الجيوش الأوروبية -فيما عدا الجيش البروسي- وهي دفع ضباط الجيش البريطاني العمولات للترقي في الرتب. ورغم المحاولات المتكررة التي كان يبذلها البرلمان لمحاربة مثل هذه الممارسات؛ إلا إنها كانت شائعة في الجيش البريطاني آنذاك. وقد تباينت قيم هذه العمولات، ولكنها كانت تتماشى عادةً مع المكانة الاجتماعية والعسكرية. على سبيل المثال، كانت الأفواج مثل الحرس تتطلب أعلى الأسعار. في حين كانت الرتب الأدنى لا تفتأ تنظر للمناصب الأعلى للضباط الأكثر ثراء على أنها «وظائف مغرية لإنهاكهم». وكان الأفراد الأثرياء الذين يفتقرون لأي تعليم عسكري أو ممارسة عملية دائمًا ما يتحسسون طريقهم للمناصب العليا ذات المسؤوليات الجلل؛ وهو ما أضعف كفاءة الفوج. وعلى الرغم من أن السلطة الملكية حظرت هذه الممارسة من عام 1711، إلا انه كان لا يزال مسموحًا للشباب اليافع بتقلد المناصب. وكان الشباب اليافعون -وغالبًا من أبناء الضباط الأثرياء الذين قضوا نحبهم- يتركون مدارسهم ويتقلدوا المناصب العليا داخل الفوج.

#### أوجه القصور الاستراتيجية
بعد أن اكتشفت القيادة البريطانية أنها بالغت في تقييم قدرات قواتها العسكرية، في حين بخست من قدرات قوات المستعمرين، بدأت في إعادة التفكير في مخططاتها العسكرية من جديد. بيد أن ردة الفعل الأولى المتخاذلة من جانب القوات البريطانية والمسؤولين المدنيين ردًا على انتفاضة المتمردين قد أفسحت المجال إلى أن تصبح الغلبة للمستعمرين، بعد أن فقدت السلطات البريطانية السيطرة على كل المستعمرات. ولعل معركة بانكر هيل نموذج مصغر على هذا القصور. فقد تطلب الأمر عشر ساعات حتى تستجيب القيادة البريطانية بعد رؤية الأمريكيين في شبه جزيرة تشارلزتاون، ما أعطى المستعمرين متسعًا من الوقت لتعزيز دفاعاتهم. بدلًا من شن هجوم بسيط كان يمكن أن ينجح بأقل الخسائر. وقد قرر البريطانيون شن هجمات متكررة على الجبهة. وكانت النتيجة كاشفة. حيث تكبد البريطانيون ما يربو عن 1.054 ضحية من قوة عسكرية قوامها 3.000 جندي بعد هذه الهجمات. ومع ذلك ظلت القيادة البريطانية متفائلة بشكل مبالغ فيه، معتقدة أن الفصيلين قادرين على قمع التمرد في ماساتشوستس.
واستمر الجدل حول ما إذا كانت الهزيمة البريطانية نتيجة مضمونة أم لا. حيث يجادل فرلينج بالقول أن فرص انتصار الأمريكيين كانت ضعيفة، ولم تكن هزيمة البريطانيين أكثر من مجرد معجزة. من جهة أخرى، يرى إليس أن احتمالات النصر كانت دائمًا في صالح الأمريكيين، ويشكك في وجود أي فرصة حقيقية لانتصار البريطانيين. ويؤمن إليس أن البريطانيين قد ضيعوا فرصتهم الوحيدة لإحراز نصر حاسم في عام 1777، وأن القرارات الإستراتيجية التي اتخذها ويليام هاو قد غضت الطرف عن التحديات التي يمثلها الأمريكيون. وقد خلص أيضًا إلى نتيجة مفادها أنه مع فشل هاو فإن الفرصة لإحراز نصر بريطاني :لم تتكرر مرة أخرى". وفي المقابل، جاء في المرجع الرسمي لجيش الولايات المتحدة أنه لو كان البريطانيون قد تمكنوا من حشد 10 آلاف جندي بريطاني للحرب في عام 1780، كان النصر البريطاني سيكون محتملًا.

##### ويليام هاو

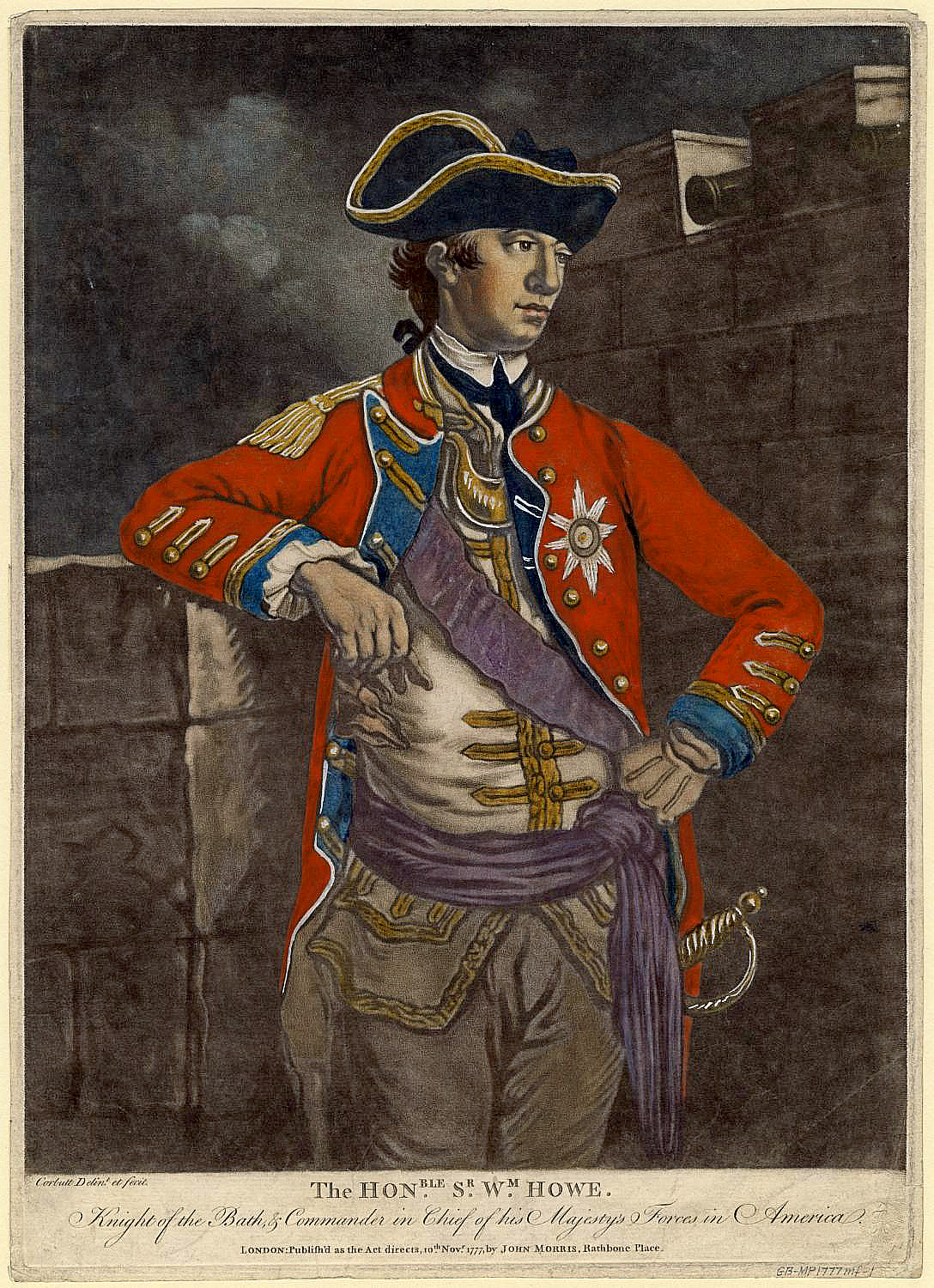
نقش تظليلي في عام 1777 للسير ويليام هاو، القائد العام للقوات المسلحة البريطانية في الفترة من 1775-1778.

لاحظ المؤرخون ومنهم إليس وستيوارت أن البريطانيين -تحت قيادة ويليام هاو- أهدروا فرصًا كثيرة لتحقيق نصر حاسم على الأمريكيين. فقد ارتكب هاو خلال حملتي نيويورك وفيلادلفيا أخطاء إستراتيجية جسيمة حرمت البريطانيين من الانتصار. وقد بلغ من فداحة الأمر أن هاو قد تقاعس عن محاولة تطويق جيش واشنطن في لونغ أيلاند، بل ومنع تابعيه من تعقب الجيش الأمريكي المهزوم وإلحاق الخسائر به. وفي وايت بلينز، رفض الاشتباك مع جيش واشنطن الضعيف، وبدلًا من ذلك كثف جهوده على تبة لم تكن لها أي مزية إستراتيجية للبريطانيين. كذلك عندما أحكم هاو قبضته على نيويورك أرسل هنري كلينتون للاستيلاء على نيوبورت، وهو الإجراء الذي كان يعارضه الأخير بشدة، على أساس أنه يمكن استغلال القوات بشكل أفضل في تعقب جيش واشنطن المنسحب. ورغم قتامة مشهد القضية الثورية  وتصاعد النشاط الموالي في أعقاب هزيمة واشنطن؛ إلا أن هاو لم يستغل الموقف ويحاول أن يشن أي هجوم على واشنطن لاسيما وأن الأمريكيين قد استقروا في مراكز الإيواء الشتوية (كانتون)، وهو ما أثار استغرابهم.
أثناء التخطيط لحملة ساراتوجا لم يكن أمام هاو سوى خيارين: إما إلزام جيشه بدعم بورغوين، أو الاستيلاء على فيلادلفيا.. تلك العاصمة الثورية. وقد فضل هاو الخيار الأخير، ربما لاعتقاده أن واشنطن يمثل خطرًا كبيرًا لابد من القضاء عليه. والغريب أنه عندما شن هجومه اتخذ طريقًا مختصرًا عن طريق خليج تشيسابيك، بدلا من الخيارات الأكثر منطقية إما برًا عن طريق ولاية نيوجيرسي، أو بحرًا عن طريق خليج ديلاوير. وهي الخطوة التي جعلته عاجزا عن نجدة بورغوين حتى لو طُلب منه ذلك. وهو القرار الي أغضب البرلمان. حتى وصل الأمر إلى أن يتهمه حزب الاحرار على جانبي الأطلسي بالخيانة.
وفي حملة فيلادلفيا فشل هاو في تعقب الجيش الأمريكي المهزوم وتدميره في مناسبتين. الأولى بعد معركة براندون، ومرة أخرى بعد معركة جيرمانتاون. وفي معركة وايت مارش؛ فشل هاو حتى في محاولة استغلال مؤخرة الجيش الأمريكي الضعيفة. ثم أصدر القرار الغير مبرر بالتراجع إلى فيلادلفيا بعد مناوشات طفيفة، وهو ما أدهش الجانبين. ذلك أن الأمريكيين كانوا يخيمون على بعد ميلين فقط. ولكن لم يبذل هاو أي محاولة للهجوم على معسكرهم. وهو ما كان يمكن أن ينهي الحرب حسب اعتقاد منتقديه. وقد عُزل هاو من منصبه بعد انتهاء هذه الحملة وحل محله هنري كلينتون في 24 مايو 1778.
ومع ذلك، فالبرغم من منتقدي هاو الأشد عدائية، إلا أنه من الإنصاف أن نذكر هنا أنه كان هناك عدة عوامل إستراتيجية حالت دون شن أي هجوم عدائي. فربما ما أثنى هاو عن شن أي هجوم هو ذكرى الخسائر الفادحة التي تكبدها البريطانيون في بانكر هيل. وأثناء الحملات الكبرى في نيويورك وفيلادلفيا، كان هاو لا يفتأ يكتب عن الموارد الشحيحة، والتي أعاقت قدرته على شن الحملات الناجحة. وربما يعزى السبب في تأخر هاو في إطلاق حملة نيويورك واحجامه عن إرسال كورنواليس لتعقب جيش واشنطن المهزوم إلى نقص الموارد الغذائية المتاحة.
خلال شتاء 1776-1777، قسّم هاو جيشه إلى معسكرات متفرقة، وهو القرار الذي عرّض القوات الفردية للخطر والهزيمة، حيث كانت المسافة بينها لا تسمح بتقديم الدعم المتبادل. بيد أن هذا الفشل الإستراتيجي قدم الفرصة على طبق من ذهب للأمريكيين لإحراز النصر في معركة ترينتون، ومعركة برينستون المتزامنة. في حين كان الخطأ الإستراتيجي الأكبر لتقسيم الجيش على هذا النحو؛ هو أن حجم الإمدادات الغذائية المتاحة في نيويورك كان شحيحًا للغاية، حتى أن هاو اُضطر لاتخاذ مثل هذا القرار. وكانت الحاميات متباعدة على مسافات كبيرة حتى لا تتدخل فرقها التي تبحث عن طعام في جهود الآخر. وازداد الوضع سوءا وتفاقمت الصعوبات التي كان يواجهها هاو أثناء حملة فيلادلفيا كبيرة للغاية بسبب رداءة نوعية المؤن المتاحة وضعف كميتها.

##### كلينتون وكورنواليس

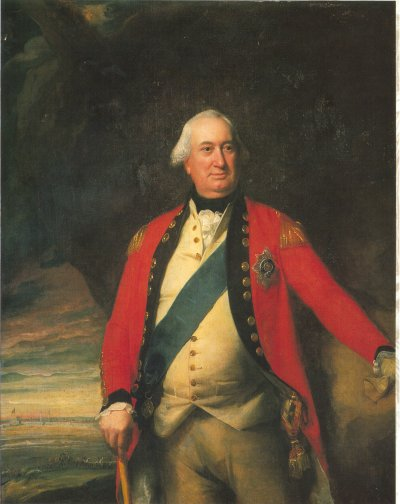
قاد الجنرال تشارلز كورنواليس القوات البريطانية في الحملة الجنوبية.

في عام 1780، كانت الإستراتيجية البريطانية تعتمد بالأساس على انتفاضة الموالين في الجنوب، والتي كان تشارلز كورنواليس مسؤولا عنها بشكل رئيسي. بعد النجاح المشجع في كامدن، تجهز كورنواليس لغزو ولاية كارولاينا الشمالية. ولكن تأتي الرياح بما لا تشتهي السفن؛ فقد انهار الدعم الموالي بالكامل في معركة كينج ماونتن، فضلًا عن هزيمة اللواء البريطاني -صفوة الجيش البريطاني- في معركة كاوبنز. في أعقاب كلتا الهزيمتين، تعرض كورنواليس لانتقادات قاسية كونه فصل قسم كبير من جيشه دون وجود أي دعم متبادل. ورغم تلك الهزائم، اختار كورنواليس أن يتقدم نحو ولاية كارولاينا الشمالية، معولًا على انتفاضة كبيرة يشنها الموالين لإنجاح تلك الحملة وهو ما لم يتحقق أبدًا على أرض الواقع. ونتيجة لذلك، كلفت الاشتباكات التالية كورنواليس قوات قيمة لم يستطع تعويضها، كما في معركة جيلفورد كورتهاوس. وقد تعرض جيش كورنواليس لحرب استنزاف منهكة قام بها الأمريكيون. وهكذا كان على كورنواليس أن يترك كارولاينا الشمالية والجنوبية يانعة لإعادة استعمارها مرة أخرى. وهو ما حققه الأمريكيون بنهاية عام 1781، وقد حصروا البريطانيين فعلًا في الساحل، وضيعوا كل التقدم الذي حققه البريطانيون في العام السابق.
في محاولة أخيرة للفوز في الحرب في الجنوب، عقد كورنواليس العزم على غزو فيرجينيا، لوقف الدعم من قاعدة الإمدادات الأمريكية لكارولاينا الشمالية والجنوبية. وقد عارض هنري كلينتون -القائد الأعلى لكورنواليس- هذه الخطة بشدة، مؤمنا بأنه لابد من خوض هذه المواجهات الحاسمة ضد جيش واشنطن في الشمال. ولكن وافقت لندن على خطة كورنواليس ولكنها لم تُشرك كلينتون في عملية اتخاذ القرار -رغم انه كان أعلى رتبة من كورنواليس- وهو ما تمخض عن قرار إستراتيجي متخبط. ثم قرر كورنواليس غزو فيرجينيا دون إخبار كلينتون بنواياه. ومع ذلك، فشل كلينتون تمامًا في وضع إستراتيجية متماسكة للحملات البريطانية في هذا العام. وربما يعزى السبب في ذلك إلى علاقته المضطربة بنظيره البحري ماريو أربوثنوت.
مع اقتراب الجيش الفرنسي-الأمريكي من كورنواليس في يوركتاون، لم يحاول أن ينشر أي وحدات عسكرية أو يقوم بطلعة  للاشتباك أمام قوات الحصار، رغم مناشدات ضباطه المرؤوسين المتكررة. وقد تخلى كورنواليس عن كل دفاعاته الخارجية متوقعا وصول النجدة من كلينتون في أقرب وقت ممكن. تلك الدفاعات التي سرعان ما احتلها المحاصرون، وهو ما عجّل بهزيمة بريطانيا. بيد أن كل هذه العوامل قد ساهمت في الاستسلام النهائي لجيش كورنواليس بكامله. مسطرًا بذلك نهاية العمليات الكبرى في أمريكا الشمالية.
وقد عانى كلينتون من مشاكل الإمدادات المزمنة أثناء الحملة شأنه في ذلك شأن هاو. في عام 1778، أرسل كلينتون رسالة لجيرمان يشكو فيها من نقص الإمدادات، حتى بعد وصول قافلة من ايرلندا. وفي ذلك الشتاء، تدهورت مشكلة الإمدادات بشدة، حتى أن كلينتون أعرب عن قلقه الشديد حول سبل إطعام القوات. وكان كلينتون غير فاعل بشكل كبير في الشمال طوال عام 1779، فقد كان عدد الحملات الرئيسية التي أطلقها في هذا العام لا يذكر. وربما يعزى السبب في هذا الخمول إلى حد ما إلى نقص الغذاء. وبحلول عام 1780، لم يتحسن الوضع. وبعث كلينتون رسالة محبطة أخرى لجيرمان، يعرب فيها عن قلقه من «العواقب الوخيمة التي على وشك الحدوث» إذا لم تتحسن الأمور. وفي شهر أكتوبر من نفس العام، كتب كلينتون رسالة أخرى لجيرمان، يبثه فيها شكواه من أن قواته في نيويورك لم تتلق ولو «أونصة» من الإمدادات المخصصة لذلك العام من بريطانيا.

##### مشاكل الحملة
لقد أدى قمع التمرد في أمريكا إلى أن يواجه البريطانيون مشكلات جسيمة. كانت المشكلة الأكبر هي: المسافة؛ فقد كان الأمر يتطلب ثلاثة أشهر لعبور المحيط الأطلسي، وهكذا أضحت الأوامر التي تصل من بريطانيا قديمة في أغلب الأحوال. لم تكن المستعمرات متوحدة بشكل رسمي قبل النزاع ولم يكن هناك أية مناطق مركزية ذات أهمية إستراتيجية قصوى. عادة يشير سقوط العاصمة على انتهاء الصراع،  ولكن استمرت الحرب بلا هوادة حتى بعد سقوط المستوطنات الكبرى مثل نيويورك وفيلادلفيا (والتي كانت عاصمة الوطنيين) وتشارلستون. تكمن قدرة بريطانيا على استعراض قوتها عبر البحار في قوة البحرية الملكية، ما مكنها من بسط نفوذها على المستوطنات الساحلية الرئيسية دون أدنى مقاومة وفرض حصار قوي على موانئ المستعمرات. ومع ذلك، كانت الأغلبية العظمى من السكان الأمريكيين من المجتمعات الزراعية، وليس الحضرية. ونتيجة لذلك، أثبت الاقتصاد الأمريكي أنه مرن بما يكفي لتحمل وطأة الحصار.

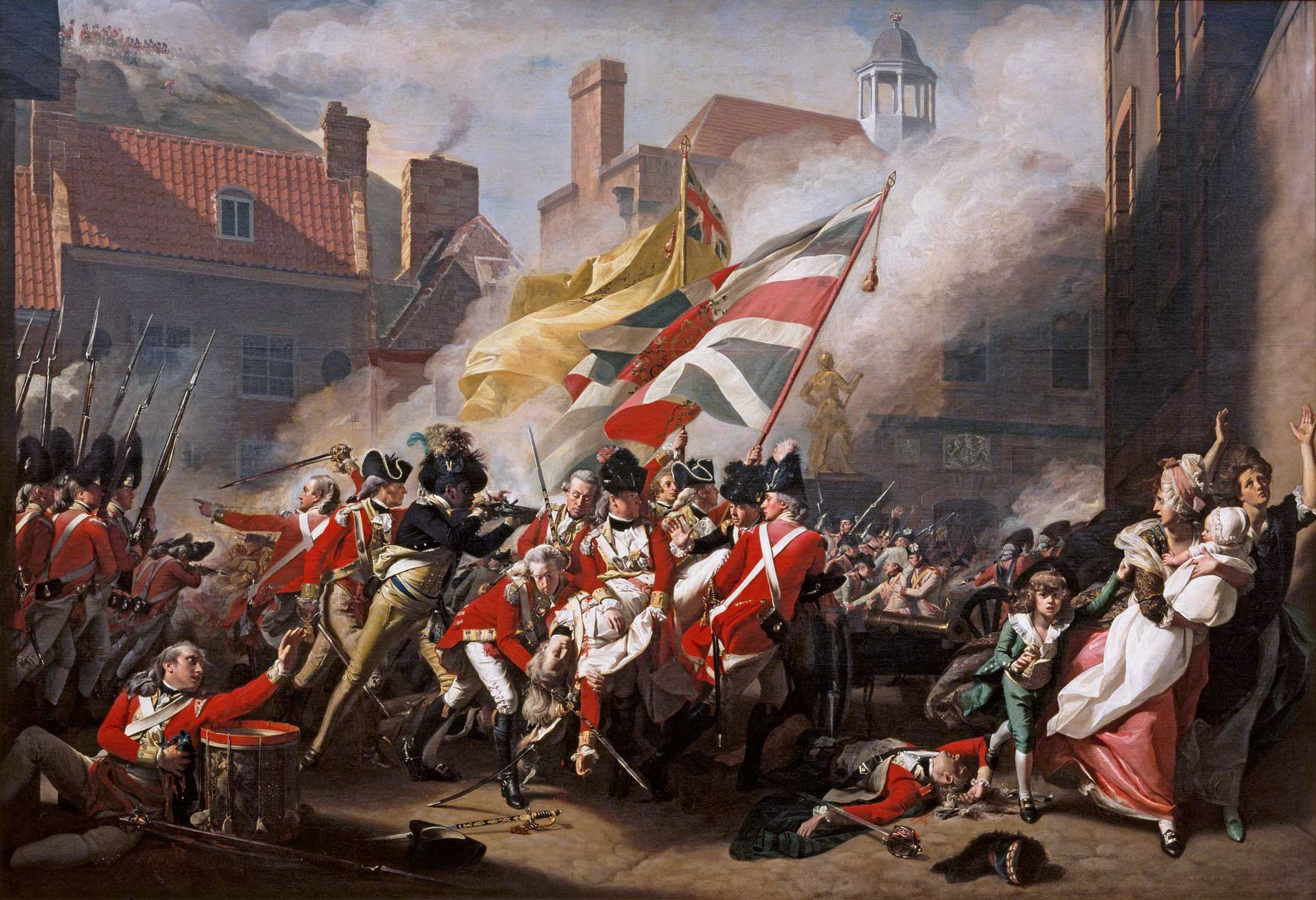
الجنود الموالون السود يقاتلون جنبًا إلى جنب مع القوات النظامية البريطانية في معركة جيرسي عام 1781، من لوحة بعنوان «وفاة الرائد بيرسون».

كانت الحاجة للحفاظ على دعم الموالين يحول دون استخدام البريطانيين للأساليب القمعية في إخماد الثورات والتي استخدموها في السابق في اسكتلندا وأيرلندا. ولعل أوضح مثال على ذلك هو النهب والسرقة التي تعرض لها السكان المحليين على يد البريطانيين في هجوم فاشل على تشارلستون في عام 1779، وهو ما أغضب الوطنيين والموالين على حد سواء. كانت المستعمرات المحايدة تنحاز في أغلب الأحيان إلى صفوف الوطنيين إذا ما اندلعت الاشتباكات الدامية بين المحافظين والأحرار حول ولايتي كارولاينا الشمالية والجنوبية في المراحل الأخيرة من الحرب. وعلى النقيض من ذلك، كان الموالون يزدادون جرأة عندما يرهب الوطنيون المحافظين المشتبه بهم إما بتدمير ممتلكاتهم أو بتعذيبهم بالقطران والترييش. كانت مساحات الريف الأمريكي الشاسعة ونقص اليد العاملة المتاحة يعنيان أن البريطانيين لا يمكنهم أبدًا هزيمة الأمريكيين واحتلال الأراضي التي استولوا عليها في وقت واحد. وقد وصف أحد رجال الدولة البريطانيين هذه المحاولة بأنها «أشبه بمحاولة احتلال خريطة».
تمتع الموالون الأثرياء بنفوذ كبير في لندن. ونجحوا في إقناع البريطانيين بأن وجهة النظر الغالبة في المستعمرات تتعاطف مع التاج. وبالتبعية، اعتمد المخططون البريطانيون في نجاح إستراتيجياتهم على الانتفاضات الشعبية للموالين. وقد قدّر المؤرخون أن الموالين يشكلون من 15 إلى 20% من السكان (في مقابل 40 إلى 45% من الوطنيين)  وأنهم استمروا في خداع أنفسهم  حول مستويات الدعم لهم حتى أواخر عام 1780. إلى أن اكتشف البريطانيون حقيقة مفادها أن أي زخم موالي لهم يتطلب استمرار وجود النظاميين البريطانيين. وهو ما كان بمثابة معضلة كبيرة لهم. بيد أن العمالة المتاحة لهم كانت غير كافية لحماية أراضي الموالين ومواجهة التقدم الأمريكي. كان ضعف الميليشيات الموالية  يظهر بشكل متكرر في الجنوب، حيث عانوا من سلسلة من الهزائم على يد جيرانهم الوطنيين. أما المنحنى الأخطر فكان في كنج ماونتن، وانتصار أنصار الوطنيين والذي قوض من قدرات الميليشيات الموالية في الجنوب بشكل لا رجعة فيه.
مع دخول فرنسا وإسبانيا الحرب، اُضطر البريطانيون إلى تحديد عدد القوات والسفن الحربية التي أرسلوها إلى أمريكا الشمالية بهدف حماية المناطق الحيوية الأخرى والأراضي البريطانية. ونتيجة لذلك، تخلى الملك جورج الثالث عن حلمه في إخضاع أمريكا عسكريًا في الوقت الذي كان عليه أن يخوض غمار حرب أوروبية. بيد أن حجم الجيش البريطاني الصغير جعله غير قادر على تكثيف موارده بشكل أساسي في مسرح واحد كما فعل في حرب السبعة أعوام. وهو ما جعله في موقف لا يحسد عليه. فقد اٌضطر البريطانيون إلى تفريق قواتهم من الأمريكيتين إلى أوروبا وجزر الهند الشرقية. ونتيجة لذلك، لم تتمكن هذه القوات من تقديم الدعم  لبعضها بعضا. وهو ما عرضها لخطر الهزيمة. في أمريكا الشمالية، تحولت أنظار الفرنسيين والإسبان والبريطانيين إلى جامايكا. والتي كانت صادراتها من السكر أكثر قيمة للبريطانيين من اقتصاد الثلاث عشرة مستعمرة مجتمعة.
وبعد أن وضعت الحرب اوزارها، كان البريطانيون قد خسروا أكثر المستعمرات المأهولة بالسكان. ولكن كانت آثار الحرب على الاقتصاد ضئيلة على المدى الطويل، وأصبحت بريطانيا قوة عظمى بعد 32 عامًا من انتهاء الحرب.

### الولايات المتحدة الأمريكية

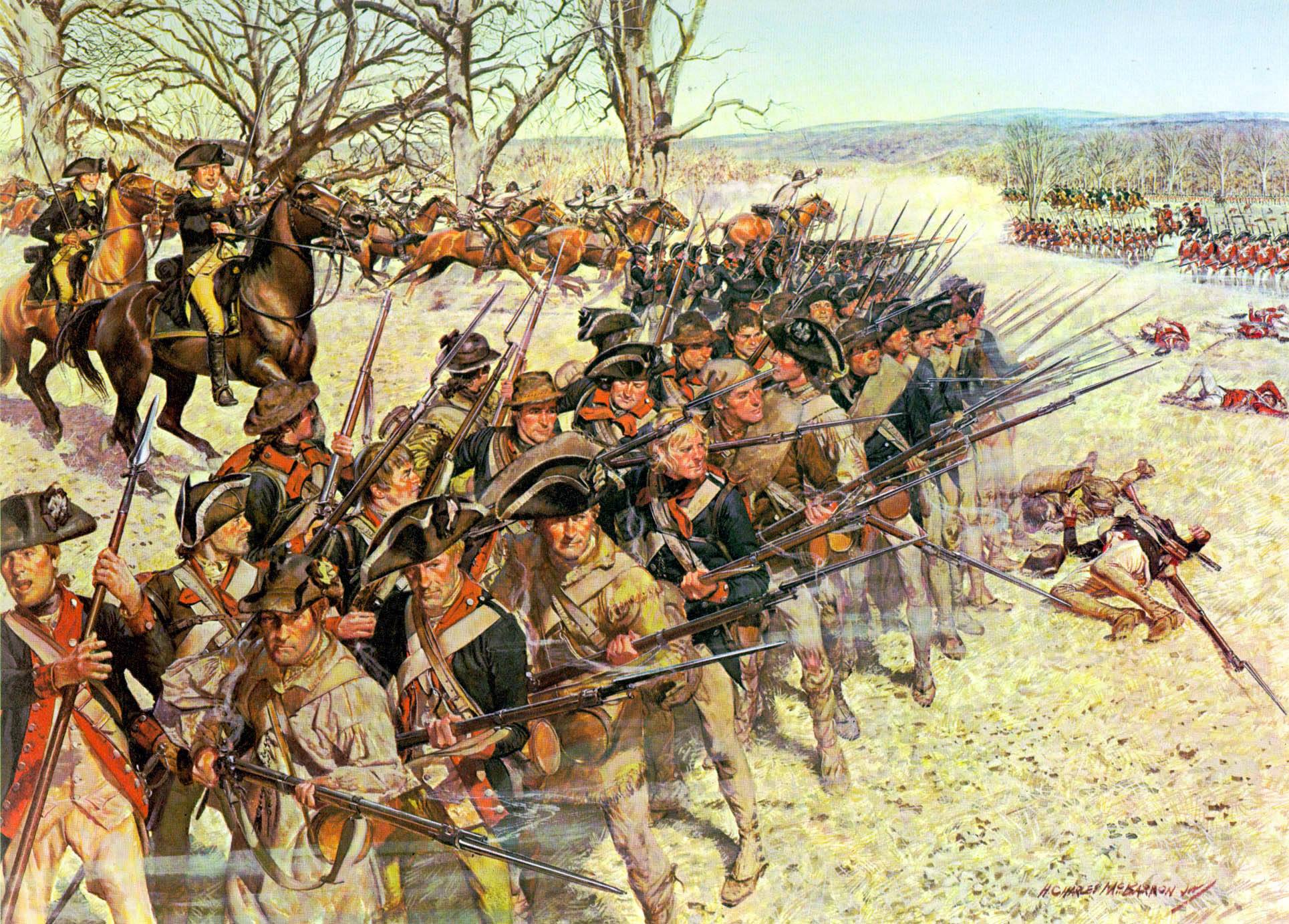
فوج ميريلاند الأول وهو يصطف في معركة غيلفورد.

عندما خاض الأمريكيون حربهم طلبًا للاستقلال كان وضعهم غير مؤاتٍ تمامًا بالمقارنة بالبريطانيين. فلم يكن لديهم حكومة وطنية، ولا جيش أو قوات بحرية وطنية، ولا نظام مالي أو بنوك أو ائتمان قوي، ولا حتى إدارات حكومية فعالة مثل الخزانة. وقد حاول الكونغرس جاهدًا أن يقيل البلاد من عثرتها وأن يتعامل مع الشؤون الإدارية من خلال اللجان التشريعية ولكنها أثبتت عدم جدواها. بيد أن حكومات الولايات نفسها كانت جديدة يرأسها مسؤولون بلا أية خبرات إدارية. وكانت المستعمرات تعتمد على السفر والشحن عبر المحيطات في أوقات السلم ولكن ولى هذا العهد مع الحصار الذي فرضته بريطانيا على السواحل الأمريكية ليجد الأمريكيون أنفسهم مضطرين للاعتماد على وسائل السفر البري البطيئة.
ومع ذلك، كان الأمريكيون يتمتعون بمزايا عديدة رجحت كفتها -على المدى الطويل- على السلبيات التي واجهوها في البداية. كان الأمريكيون شعب غني لا يعتمد على الواردات بل يعتمد على الإنتاج المحلي لطعامه ومعظم موارده، في حين اعتمد البريطانيون على شحن الواردات لهم عبر المحيطات من جميع أنحاء المعمورة. وقد وجد البريطانيون أنفسهم أمام أراضٍ شاسعة أكبر من مساحة لندن أو فرنسا، وتقع على مسافة بعيدة من الموانئ المحلية. وكان معظم الأمريكيون يعيشون في مزارع بعيدة عن الموانئ البحرية. وهكذا كان بإمكان البريطانيون أن يسيطروا على أي ميناء ولكن دون سيطرة حقيقية على المناطق النائية. لقد كان الأمريكيون يحاربون على أرضهم، ويتحركون بمهارة وفعالية فضلًا عن وجود نظام راسخ للحكومات المحلية، وامتلاكهم الجرائد، والطابعات، وخطوط الاتصالات الداخلية.؛ كانت كلها عوامل تصب في مصلحتهم وتقوي شوكتهم. كانت الولايات تتمتع أيضًا بنظام راسخ للمليشيات المحلية. والتي استخدمتها في السابق في قتالها ضد الفرنسيين والأمريكيين الأصليين. وكان لهذه الميلشيات فرق عسكرية وقائد فيلق قادر على تشكيل الميليشيات المحلية وتقديم التدريب العسكري المطلوب للجيش الوطني الذي أنشأه الكونغرس.

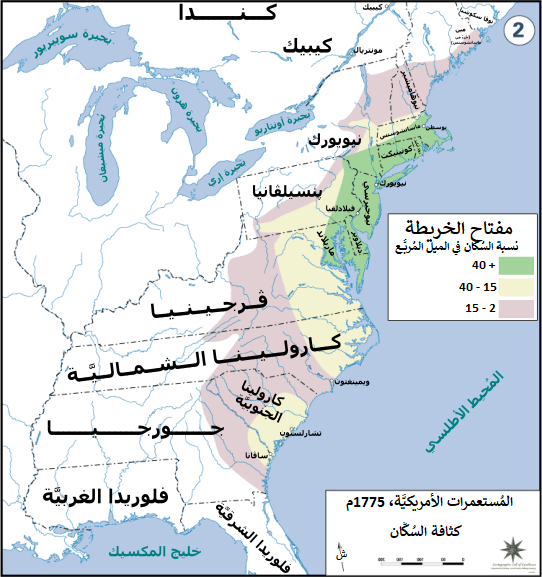
خريطة توضح الكثافة السكانية في المستعمرات الأمريكية عام 1775.

كان الحماس عاملًا حاسمًا أيضًا. ولما كان الوطنيون تحدوهم رغبة قوية في الانتصار، خاض ما يربو عن 200.000 منهم غمار المعارك. وقضى 25.000 رجلًا منهم نحبه. وقد توقع البريطانيون أن الموالين سيبلون بلاء حسنا في القتال إلى جانبهم، ولكن كان أدائهم أقل من توقعاتهم بكثير. وقد استعان الجيش البريطاني بقوات إضافية ألمانية لتقوم بأغلب الأعمال القتالية بالنيابة عنهم.
عندما اندلعت الحرب لم يكن لدى أمريكا حليف دولي قوي. إلا أن معارك خالدة مثل معركة بينينغتون، وساراتوجا، وحتى الهزائم،  مثل معركة جيرمانتاون كانت حاسمة في جذب انتباه ودعم دول أوروبية لها ثقل مثل فرنسا وإسبانيا، والتي تحولت على الفور من الدعم السري للأمريكيين بالعدة والعتاد إلى الدعم العسكري المُعلن،  لتنتقل الحرب إلى مرحلة عالمية.
بيد أن الجيش القاري الفتي كان يعانى من سلبيات عدة منها غياب نظام التدريب الفعال، ونقص خبرة وكفاءة الضباط والرقباء. ولكن تدارك أن بعض الضباط الكبار المحنكين هذا الأمر وعوضوا نقص الخبرة عند صغار الضباط. أما بالنسبة لمعضلة التدريب، فقد قام الجنرال المخضرم فريدريش فيلهلم فون شتاوبن -وهو محارب مخضرم في هيئة الأركان العام للجيش البروسي ذائع الصيت- بتدريب الضباط في المأوى الشتوي في فالي فورج تدريبًا مكثفًا. فقد علّم الجيش القاري أساسيات الانضباط العسكري والتكتيك والإستراتيجيات الحربية. ومن نافلة القول، أنه هو من ألف دليل التدريبات العسكرية في الحرب الثورية. وعندما خرج الجيش القاري من فالي فورج كان ندًا للقوات البريطانية وأظهر مهارة وحنكة في مواجهتها عندما خاضوا حربًا إستراتيجية ضروس في مونماوث.
عندما بدأت الحرب لم يكن لدى المستعمرات الثلاث عشرة جيش أو قوات بحرية محترفة، ولكن لكل مستعمرة مليشيا محلية. وكان رجال هذه الميلشيات لا تتجاوز أسلحتهم الأسلحة الخفيفة، ولم يتلقوا أي تدريب حقيقي ولا يرتدون زي عسكري رسمي. كانت وحداتهم تعمل لبضعة اسابيع أو أشهر قلائل في كل مرة. وكانوا يحجمون عن السفر بعيدًا عن أوطانهم ومن ثم لا يقدرون على شن عمليات موسعة، فضلًا عن افتقارهم إلى أي تدريب أو الانضباط الذي يتحلى به الضباط الأكثر خبرة. ولكن مع حسن التنظيم ساعدت أعدادهم الغفيرة على تفوق الجيوش القارية على القوات البريطانية الأقل عددًا. كما في معارك كونكورد وبيننتغون وساراتوجا، وحصار بوسطن. وقد استخدم كلا الجانبين حرب الأنصار إلا أن الأمريكيين نجحوا في اخماد نزعة الموالين بفعالية عندما غاب الجيش النظامي البريطاني عن المنطقة. لجأ الكونغرس القاري إلى تكوين جيشًا نظاميًا في 14 يونيو 1775 لتنسيق الجهود الحربية وعين جورج واشنطن قائدًا أعلى للقوات. كانت حركة تطوير الجيش القاري تتم على قدم وساق، واستخدم واشنطن قواته النظامية ومليشيات الدولة خلال الحرب.
إن الثلاثة فروع الحالية لقوات الولايات المتحدة الأمريكية ضاربة بجذورها التنظيمية حتى حرب الاستقلال الأمريكية. فقد خرج جيش الولايات المتحدة من رحم الجيش القاري. وأُنشئ بقرار من الكونغرس القاري في 14 يونيو عام 1775. أما القوات البحرية الأمريكية فقد أُنشئت رسميا في 13 أكتوبر 1775. وقد مرر الكونغرس القاري هذا القرار في فيلادلفيا حيث أُنشئت القوات البحرية القارية. في حين يرتبط تأسيس قوات مشاة البحرية الأمريكية بتاريخ 10 نوفمبر 1775 وهو التاريخ الذي أقر فيه الكونغرس القاري إنشاء سلاح البحرية القارية. ومع ذلك فقد سُرحت قوات البحرية القارية والجيش القاري في عام 1783.

### الجنود والبحارة
في مطلع عام 1776، تولى واشنطن قيادة نحو 20.000 رجل، كان ثلثيهم مسجل في الجيش القاري أما الثلث الباقي فكان من مليشيات الولاية. وقد خدم ما يربو عن 250.000 رجل كقوات نظامية أو رجال المليشيات دفاعًا عن القضية الثورية طيلة الحرب التي استغرقت ثمانية أعوام. ولكن لم يكن هناك أكثر من 90.000 رجل يحملون السلاح في نفس الوقت.
وقد عمل حوالي 55.000 بحار على متن سفن القرصنة الأمريكية خلال الحرب مستخدمين حوالي 1.700 سفينة،  واستولوا على 2.283 سفينة معادية. وقد أصبح جان بول جونز أول بطل للبحرية الأمريكية؛ والذي طبقت شهرته الآفاق بعد أن استولى على السفينة الحربية التابعة للبحرية الملكية إتش إم إس درايك في 24 أبريل عام 1778، وهو أول انتصار تحرزه سفينة عسكرية أمريكية في المياه البريطانية. على سبيل المثال في ما كان يُعرف باسم حرب الحيتان والتي هاجمت فيها سفن القرصنة الأمريكية -وبصفة أساسية من نيوجيرسي وبروكلين وكونتيكت- السفن التجارية البريطانية واستولت عليها ثم شنت غارات على المجتمعات الساحلية في لونغ آيلاند والتي عُرف عنها أنها ذات نزعة موالية.
كانت الجيوش صغيرة بالمقاييس الأوروبية لهذه الحقبة، ويعزى السبب في هذا بالنسبة للجانب الأمريكي إلى حد كبير إلى بعض القيود مثل نقص البارود وغيره من الامكانات اللوجستية. أما بالنسبة للجانب البريطاني، فيعزى السبب إلى صعوبة نقل القوات عبر المحيط الأطلسي، وكذلك الاعتماد على الإمدادات المحلية التي حاول الوطنيون قطعها عنهم. وكانت أكبر قوة يقودها واشنطن أقل من 17.000 وربما لا تتجاوز 13,000 في بعض الأحيان، وحتى القوات الأمريكية والفرنسية مجتمعة في حصار يوركتاون كانت لا تتجاوز 19.000 جندي. وبالمقارنة أشار دوفي إلى أنه في هذا العصر كان الحكام الأوروبيون يعدلون قواتهم نحو الانخفاض، حتى يسهل السيطرة على الجيوش (أما فكرة الجيوش الكبيرة والتجنيد الإجباري فقد عُممت لاحقا، أثناء الثورة الفرنسية والحروب النابليونية) أما أكبر الجيوش على الإطلاق فكان بقيادة فريدريش العظيم وقوامه 65.000 رجل (في براغ عام 1757)، وفي أوقات أخرى ما بين 23.000 و50.000 رجل، باعتبار الرقم الأخير هو الأكثر فعالية.

### أدوار جورج واشنطن
اضطلع جورج واشنطن بخمسة أدوار رئيسية خلال الحرب:
أولًا، وضع الإستراتيجية الشاملة للحرب بالتعاون مع الكونغرس. وقد وضع هدف الاستقلال نصب عينيه. وعندما دخلت فرنسا الحرب كان يعمل عن كثب مع الجنود الذين أرسلتهم فرنسا لمؤازرته،  وكانوا عاملًا حاسمًا في النصر العظيم في يوركتاون عام 1781.
ثانيًا، قاد واشنطن القوات الأمريكية في مواجهة القوات البريطانية الرئيسية في الفترة ما بين 1775-1777 ومرة أخرى في عام 1781. بيد أنه خسر الكثير من معاركه، ولكنه أبدًا لم يستسلم أثناء الحرب وواصل القتال بلا هوادة حتى وضعت الحرب أوزارها. وقد عمل واشنطن جاهدًا لتطوير منظومة تجسس ناجحة لتقصي مواقع القوات البريطانية وخططهم. وفي عام 1778 كوّن شبكة كولبر للتجسس على تحركات العدو في مدينة نيويورك. وفي عام 1780 اكتشف واشنطن خيانة بندكت ارنولد. بيد أن البريطانيين لم يقدروا قيمة الاستخبارات. وكانت عملياتهم متواضعة للغاية حتى عام 1780، عندما زرعوا بعض الجواسيس في الكونغرس وفي مركز قيادة واشنطن. وحتى ذلك الوقت لم يهتم القواد البريطانيون أو غضوا الطرف عن التهديدات التي كشفتها شبكتهم. أما أكبر الاخفاقات الاستخباراتية فقد حدث عام 1781 عندما لم يكتشف كبار القادة البريطانيين أن القوات الأمريكية والفرنسية تركوا الشمال الشرقي وتحركوا نحو يوركتاون حيث كانوا أكثر عددًا من  كورنواليس بمقدار الضعف.
ثالثًا، كان مسؤولا عن اختيار القادة وإصدار التعليمات لهم. في يونيو 1776، بذل الكونغرس محاولته الأولى في إدارة الجهود الحربية باللجنة التي عُرفت باسم «مجلس الحرب والذخائر» والتي خلفها مجلس الحرب في يوليو 1777، وهي لجنة ضمت أفراد الجيش. وكان هيكل قيادة القوات المسلحة عبارة عن مزيج من المعينين بالكونغرس (وكان الكونغرس يقوم أحيانًا بهذه التعيينات دون مشاركة واشنطن) مع تعيينات الولاية التي تشغل الرتب الأدنى. وكانت هيئة الأركان العامة مختلطة. حيث أن بعض من كان يفضلهم واشنطن لا يجيدون فن القيادة مثل جون سوليفان. ولكنه وجد في النهاية ضباطًا أكفاء مثل نثنائيل غرين ودانييل مورغان وهنري نوكس. (رئيس المدفعية) والكسندر هاملتون (رئيس الأركان). بيد أن الضباط الأمريكيين لم يكونوا على نفس مستوى خصومهم من حيث التكتيكات والمناورات لذا خسروا معظم معاركهم. ولكن كان النصر حليفهم في بوسطن (1776)، وساراتوجا (1777) ويوركتاون (1781) وذلك بعد أن نصب الأمريكيون كمينا للقوات البريطانية بعيدًا عن قاعدتهم العسكرية والتي تضم أعداد أكبر بكثير.
رابعًا، تولى مسؤولية تدريب الجيش وتوفير الإمدادات اللازمة من طعام وبارود وحتى الخيام. وقام بتجنيد الجنود النظاميين وعيّن لتدريبهم فريدريش فيلهلم فون شتاين؛ وهو محارب مخضرم في هيئة الأركان العامة للجيش البروسي. وقد أحدث فريدريش نقلة نوعية في جيش واشنطن ليحوله إلى قوة منظمة وفعالة. كانت الجهود الحربية وتوفير الإمدادات للقوات يتم  تحت إشراف الكونغرس إلا أن واشنطن مارس ضغوطًا على الكونغرس لتوفير الضروريات ولم يكن هناك أبدًا ما يكفي.
أما خامس الأدوار التي اضطلع بها واشنطن خلال الحرب وأهمها على الإطلاق؛ فهو أنه كان رمزًا للمقاومة المسلحة وممثلًا للثورة. كانت إستراتيجيته طويلة المدى تهدف إلى أن يبقى الجيش في ميدان المعركة طيلة الوقت، وقد أثمرت هذه الإستراتيجية في النهاية عن نتائج مبهرة. لقد كان لشخصيته الشخصية والسياسية الكاسحة فضلًا عن حنكته السياسية الفضل في أن تتجمع كل الأطراف من الكونغرس والجيش والفرنسيين والميليشيات والولايات حول هدف واحد وهو الاستقلال. والأدهى من ذلك، أنه أرسى مبدأ سيادة المدنيين في الشؤون العسكرية بأن قدم استقالته من رئاسة اللجنة طواعية وقام بتسريح جيشه عندما انتصر في الحرب، بدلًا من أن ينصب نفسه ملكا. كما أنه ساعد أيضًا على تجاوز أزمة الثقة في الجيش القائم من خلال تأكيده المستمر على أن الجندي المحترف والمنضبط هو أعلى قيمة ويعادل رجلين من رجال الميليشيات الغير مدربة.

### الأمريكيون من أصول أفريقية

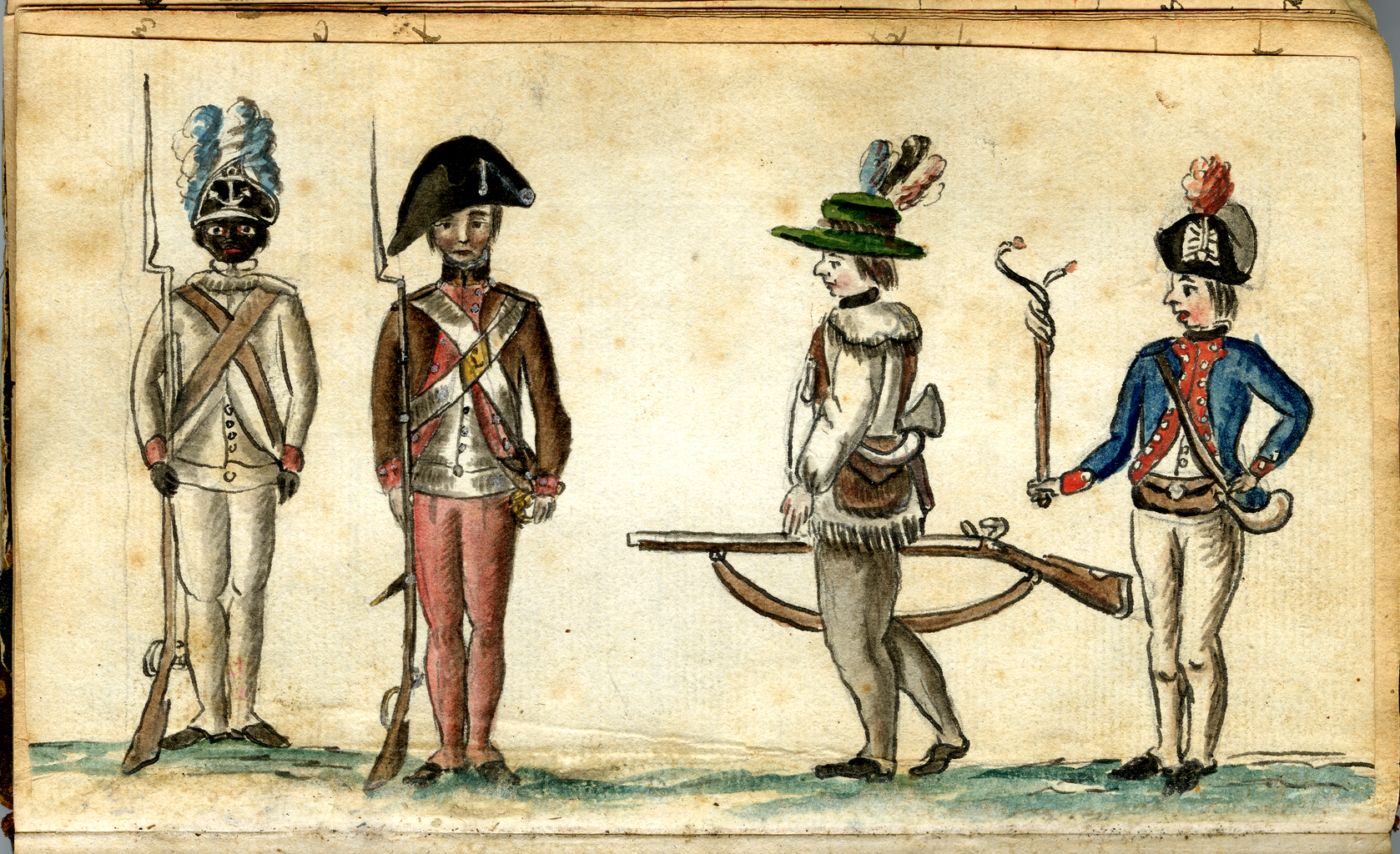
لوحة للجنود الأمريكيين في حملة يوركتاون عام 1780 تُظهر جندي أسود من فوج جزيرة رود آيلاند الأول.

خدم الأمريكيون الأفارقة -العبيد منهم والأحرار- في كلا المعسكرين في الحرب. فقد جند البريطانيون العبيد الذين كان سادتهم من الوطنيين وتعهدوا بمنح الحرية لأولئك الذين خدموا بإعلان اللورد دنمور. على الجانب الآخر، لجأ جورج واشنطن بسبب نقص العمالة إلى رفع الحظر المفروض على تجنيد ذوي البشرة السمراء في الجيش القاري في يناير 1776. وهكذا تشكلت وحدات صغيرة من السود في ولاية رود آيلاند وماساتشوستس. بيد أن عدد كبير من هؤلاء العبيد تلقوا وعودًا بالحرية مقابل الخدمة. ولكنهم أُعيدوا إلى سادتهم بعد الحرب بدافع الملائمة السياسية. في حين جاءت وحدة أخرى من السود من سانت دومينغو مع القوات الاستعمارية الفرنسية. وإجمالًاـ قاتل ما لا يقل عن 5.000 جندي أسود لنصرة القضية الثورية.
بيد أن عشرات الآلاف من العبيد قد فروا أثناء الحرب وانضموا للقوات البريطانية في حين هُجر البعض في أحداث الفوضى. فمثلًا في كارولاينا الجنوبية فر ما يقرب من 25.000 من العبيد (30% من السكان المستعبدين) أو هاجروا أو ماتوا أثناء الحرب. وهو ما عطل الإنتاج الزراعي أثناء الحرب وبعدها. عندما سحب البريطانيون قواتهم من السافانا وتشارلستون، جمعوا ما يربو عن 10.000 عبد ينتمي للموالين. وإجمالًا، أخلى البريطانيون نحو 20.000 من السود في نهاية الحرب. وقد تحرر أكثر من 3.000 منهم واستقر معظمهم في نوفا سكوتيا؛ أما العبيد الباقون فتم بيعهم في جزر الهند الغربية.

### الأمريكيون الأصليون

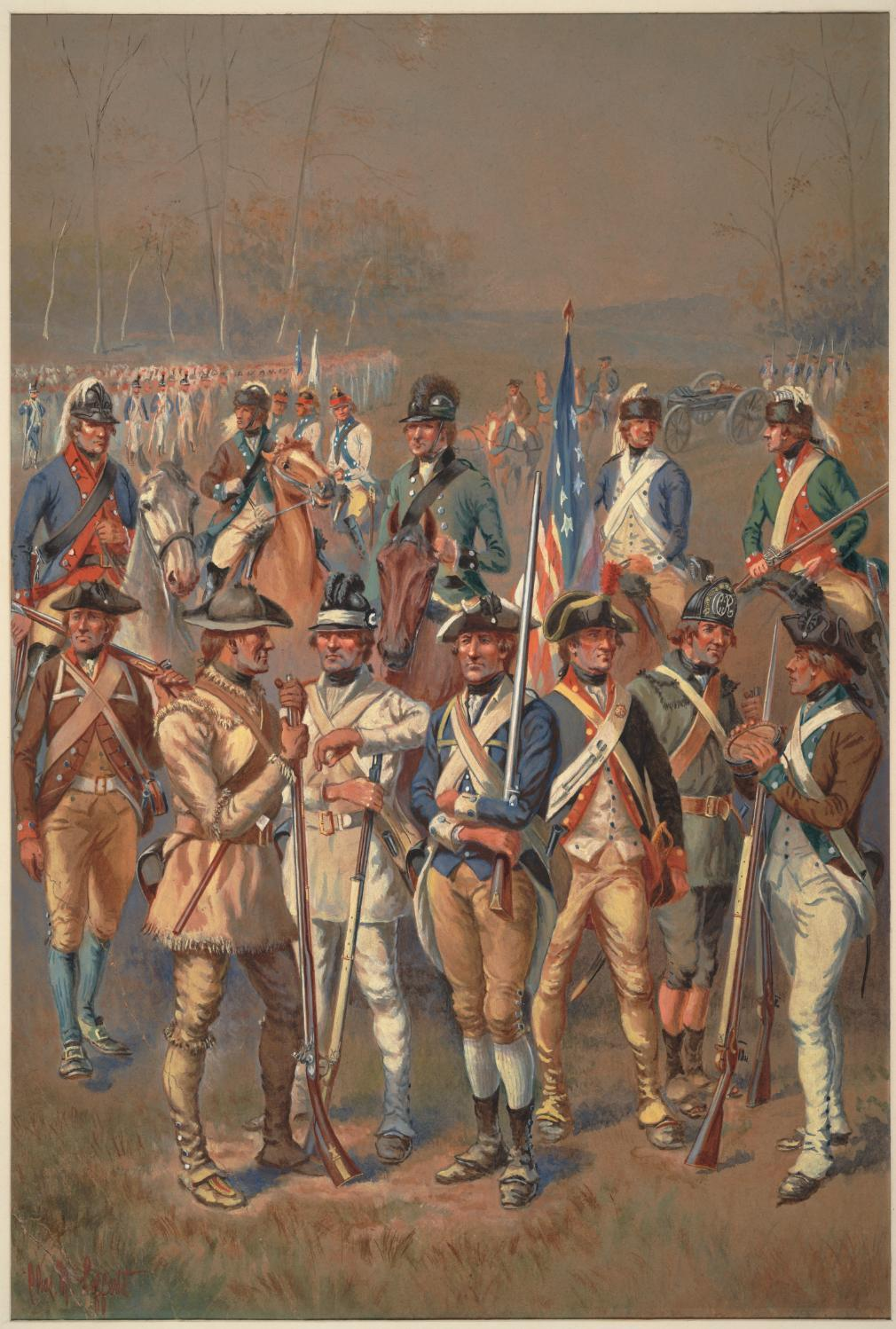
لوحة بالألوان المائية تصور مجموعة متنوعة من جنود الجيش القاري.

تأثر معظم الأمريكيين الأصليين في شرق نهر المسيسيبي بالحرب. وانقسمت العديد من القبائل حول مسألة الرد الأنسب على الصراع. كانت بعض القبائل ترتبط بعلاقة ودية مع الأمريكيين. ولكن معظم الهنود عارضوا اتحاد المستعمرات واعتبروه تهديدًا محتملًا لأراضيهم. في حين قاتل حوالي 13.000 هندي إلى جانب القوات البريطانية. وكان غالبيتهم من قبائل الإيروكو، والذين جمعوا نحو 1.500 رجلًا. بيد أن هذا الصراع ألقى بظلاله على كونفدرالية إيروكوا القوية وانقسمت بغض النظر عن المعسكر الذي انحازوا إليه. وقد وقفت قبائل السينيكا وأونونداغا والكايوغا مع البريطانيين. وحارب أفراد قبيلة الموهوك مع كلا المعسكرين. في حين انحاز معظم أفراد قبيلتي توسكارورا وأونيدا للأمريكين. وأرسل الجيش القاري حملة سوليفان لشن غارات في شتى أنحاء نيويورك لشل حركة الإيروكوا التي انحازت للبريطانيين. وقد وقف زعماء الموهوك جوزيف لويس كوك وجوزيف برانت مع الأمريكيين والبريطانيين بالتتابع وهو ما زاد الشقاق.
أما بالنسبة للمشهد في أقصى الغرب الأمريكي؛ فقد تمخضت المعارك بين المستوطنين والهنود عن زيادة الشقاق وانعدام الثقة بين الطرفين. في معاهدة باريس تنازلت بريطانيا العظمى عن الأراضي المتنازع عليها بين البحيرات العظمى ونهر أوهايو، ولكن لم يكن السكان الهنود طرفًا في مفاوضات السلام. وبعد أن تجمعت القبائل وتحالفت مع البريطانيين لمقاومة الاستيطان الأمريكي، استمر الصراع بين القبائل الهندية والأمريكيين بعد حرب الاستقلال وتحول إلى حرب معلنة بينهما في الحرب الهندية الشمالية الغربية.
في أوائل شهر يوليو من عام 1776، شن حلفاء البريطانيين من قبائل الشيروكي هجومًا على المناطق الحدودية الغربية لولاية كارولاينا الشمالية. وقد أسفرت هزيمتهم عن انقسام بين مستوطنات الشيروكي والناس وتمخضت عن ظهور ما عرف بجماعات الشيروكي تشيكاماجو، وهم العدو اللدود للمستوطنين الأمريكيين والذين شنوا حربًا على الحدود لعقود بعد نهاية الحرب مع بريطانيا. أما حلفاء البريطانيين من شعب المسكوكي والسيمنيول فقد حاربوا الأمريكيين في جورجيا وكارولاينا الجنوبية. في عام 1778، دمرت قوة قوامها 800 يوناني المستوطنات الأمريكية بطول نهر البرود في جورجيا. بل وانضم محاربو شعب المسكوكي إلى الهجمات التي شنها توماس براون في كارولاينا الجنوبية وساعدوا القوات البريطانية أثناء حصار السافانا. وقد شاركت معظم القبائل الهندية في الحرب ما بين البريطانيين والإسبان في ساحل الخليج وحتى نهر الميسيسبي وكان معظمها يحارب مع الجانب البريطاني. وهنا يجدر الإشارة إلى أن الآلاف من شعب المسكوكي والشيكاسو وتشوكتواس حاربوا في المعارك الكبرى مثل معركة فورت تشارلوت ومعركة موبيل وحصار بينساكولا.

### المرأة

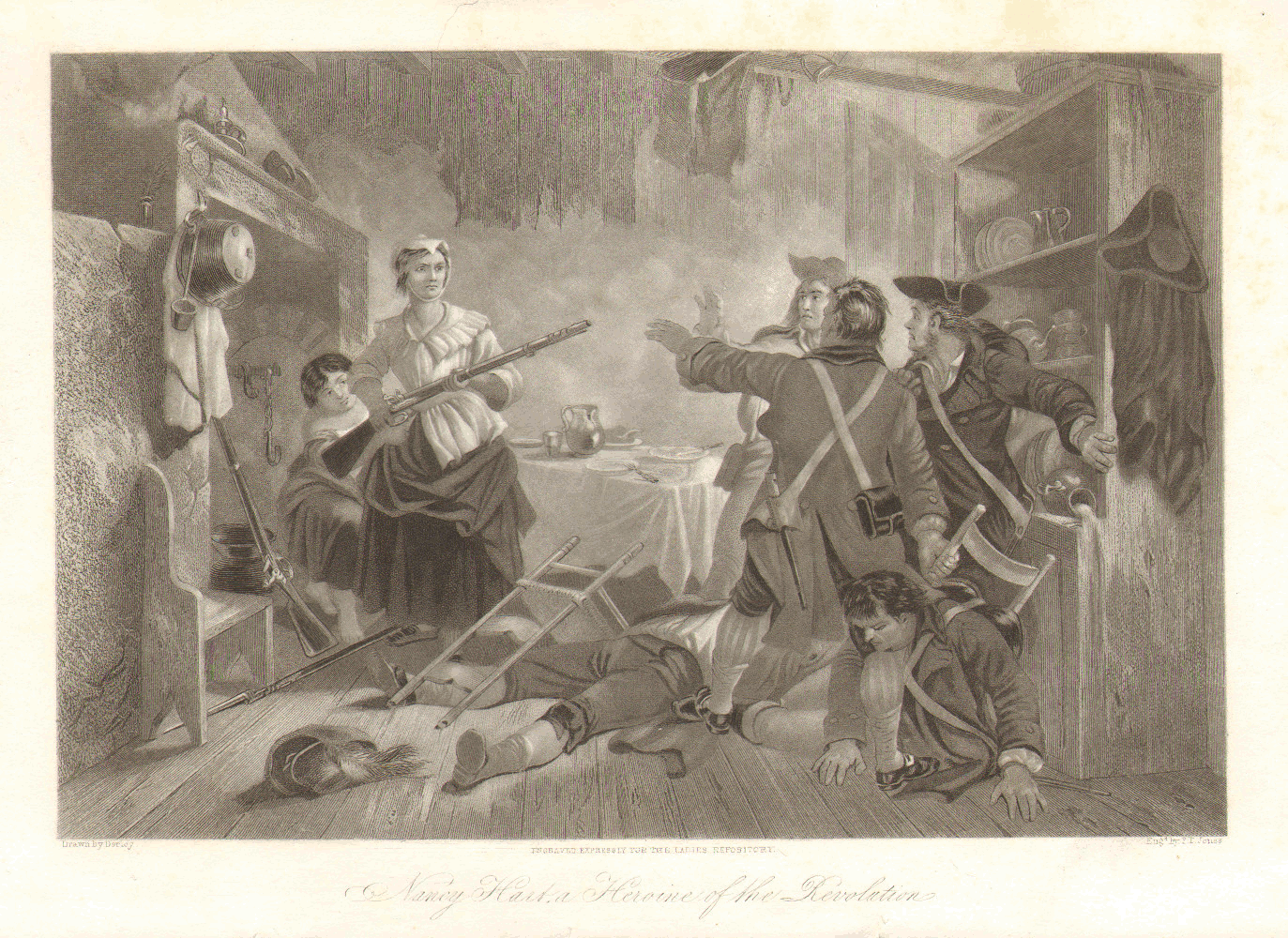
نانسي مورغان هارت وهي تحارب ستة جنود بريطانيين دخلوا منزلها عنوة.

انضمت بعض النسوة لصفوف الجيش الأمريكي وهن متنكرات في هيئة الرجال. من بين هؤلاء النسوة؛  ديبورا سامبسون والتي حاربت حتى كُشفت هويتها وسُرحت بعدها من الخدمة. وكذلك سالي سانت كلير والتي قُتلت في الحرب. وآنا ماريا لين والتي انضمت لزوجها في ميدان المعركة، وكانت ترتدي ملابس الرجال في معركة جيرمان تاون. وفي معرض تقرير صدر عن جمعية فيرجينيا العامة جاء فيه «أن لين أظهرت براعة منقطعة النظير في ميدان المعركة واستبسلت في القتال لتتلقى جروح عدة في معركة جيرمان تاون». فقد كانت ترتدي زي الرجال وتتمتع بشجاعة الجنود. في حين حاربت نساء أخريات أو دعمن القتال بشكل مباشر بينما كن يرتدين ملابسهن المعتادة مثل الأسطورة مولي بيتشر.
وقد رافقت المرأة الجيوش واضطلعت بعمل تابع المخيم، لتبيع السلع وتؤدي الخدمات الضرورية. كانت المرأة طرفًا أصيلًا وهام في جيوش القرن الثامن عشر. وقد وصلت أعدادهن للآلاف إبان حرب الاستقلال. وكان مسموح لبعض النساء أن يرافقن ازواجهن. فعلى سبيل المثال لا الحصر؛ اشتهرت مارثا واشنطن بزيارتها للمعسكر الأمريكي، كما وثقت فردريكا تشارلوت ريدسل حملة ساراتوجا. وقد لعبت المرأة دور الجاسوسة لكلا الجانبين في حرب الاستقلال الأمريكية.

### العرق والطبقات الاجتماعية
يقدر بايبس (2005) عدد العبيد الذين انشقوا عن الأمريكيين أو قبض عليهم الجيش البريطاني بنحو 20.000 رجل. منهم حوالي 8.000 رجل لقوا حتفهم إما بسبب المرض أو تأثرًا بجراحهم أو قبض عليهم الوطنيون مرة أخرى. وقد قبض البريطانيون على ما لا يقل عن 12.000 رجل مع نهاية الحرب، من بينهم 8.000 رجلًا ظلوا عبيدًا. في حين تراوح عدد العبيد الذين اُعتقوا من 8.000 إلى 10.000 من العبيد إذا ما جمعنا معهم الفارين من ميدان المعركة.. وقد أُعتق 4.000 عبد ذهب بعضهم إلى نوفا سكوتيا في حين ظل 1.200 رجل عبيد يرزحون تحت أغلال العبودية.
في حين درس بالر Baller (2006 ديناميات الأسرة وسبل حشد القوى والتعبئة للثورة في وسط ولاية ماساشوستس. وقد ذكر أن هناك غياب للتوافق بين الحرب والثقافة الزراعية في بعض الأحيان. بعد أن وجد رجال الميليشيات أن العيش في المزارع والقيام بالأعمال الزراعية لا يؤهلهم لخوض المعارك وتحمل حياة المخيمات القاسية. بيد أنه كان هناك تعارض بين النزعة الفردية ونظام العسكرية وما تفرضه من التزام وانضباط. وكان ترتيب الابن في العائلة يؤثر على تجنيده في العسكرية فالابن الأصغر يذهب للحرب في حين يبقى الابن الأكبر ليتولى أعمال المزرعة. وكانت مسؤوليات العائلة والنظام الأبوي الذي تكون فيه القوامة للرجل يعيق حشد القوى. فواجبات الحصاد والمهام الطارئة للعائلة كانت تستقطب الرجال للعودة لمنازلهم وعدم إطاعة أوامر قائدهم. فضلًا عن وجود بعض الأقارب من الموالين ما يخلق أجواء من التوتر والشحناء بين أفراد الأسرة الواحدة. وإجمالًا، خلص المؤرخون إلى نتيجة مفادها أن الثورة قد ألقت بظلالها على النظام الأبوي والمواريث السائد آنذاك وجعلته يرجح كفة المساواة.
أما ماكدونيل (2006) فقد سلط الضوء على تناقض كبير في حشد القوات في فيرجينيا من الطبقات الاجتماعية المميزة التي تضاربت مصالحها، والتي كانت تميل إلى تقويض الالتزام الموحد للقضية الوطنية. وقد لجأ المجلس للموازنة بين الطلبات المختلفة للنخبة من المزارعين مالكي العبيد، والفلاحون متوسطي الحال (بعضهم يملك عدد قليل من العبيد)، والخدم الذين لا يملكون أي أراضي، من بين مجموعات كثيرة. وقد لجأ المجلس إلى استخدام التأجيلات في التجنيد والضرائب والتجنيد العسكري وبدائل الخدمة العسكرية لتهدئة الأجواء المشحونة واحتواء الموقف. لكن الصراع الطبقي جعل هذه القوانين مجرد حبر على ورق. وكان هناك احتجاجات عنيفة وحالات تهرب وفرار من الجندية لذا كانت إسهامات فيرجينيا متواضعة إلى حد مخجل. ومع الغزو البريطاني للولاية في عام 1781، كانت فيرجينيا غارقة في الانقسام الطبقي حتى أن توسلات ابنها جورج واشنطن ومناشدته للقوات ذهبت أدراج الرياح.

## المُلاحظات
1. ↑  يُشير مصطلح "الإمبراطورية الفرنسية" بالعامية إلى الإمبراطورية الفرنسية الأولى، لكنه استخدم هنا إيجازاً للإشارة لفرنسا الأصلية والإمبراطورية الاستعمارية التي حكمتها مملكة فرنسا.

### فهرس المراجع
1. ↑  Brendan Simms, Three Victories and a Defeat: The Rise and Fall of the First British Empire, 1714–1783 (2008)
2. ↑  Hanover supplied troops per اتحاد شخصي treaty, not as mercenaries
3. ↑  Lowell, Edward J (1884), "The Hessians and the other German Auxiliaries of Great Britain in the Revolutionary War", Harper and Brothers Publishers, New York, Chapter II. Quote: "Five battalions of the Hanoverian subjects of George III were despatched to Gibraltar and Menorca"
4. 1 2 3 4  Duncan, Louis C. Medical Men in the American Revolution (1931). نسخة محفوظة 21 يونيو 2019 على موقع واي باك مشين.
5. ↑  Michael Lanning (2009). American Revolution 100: The Battles, People, and Events of the American War for Independence, Ranked by Their Significance. Sourcebooks. ص. 195–96. ISBN:978-1-4022-4170-3. مؤرشف من الأصل في 2020-01-03.
6. 1 2  Jack P. Greene and J. R. Pole. A Companion to the American Revolution (Wiley-Blackwell, 2003), p. 328.
7. ↑  Paullin، Charles Oscar (1906). The navy of the American Revolution: its administration, its policy and its achievements. The Burrows Brothers Co. مؤرشف من الأصل في 2020-02-16. {{استشهاد بكتاب}}: |archive-date= / |archive-url= timestamp mismatch (مساعدة)
8. ↑  "Privateers or Merchant Mariners help win the Revolutionary War". Usmm.org. مؤرشف من الأصل في 2019-06-04. اطلع عليه بتاريخ 2017-05-25.
9. ↑  Howarth 1991, p. 16
10. ↑  Montero, Francisco Maria (1860), Historia de Gibraltar y de su campo (بالإسبانية), Imprenta de la Revista Médica, p. 356
11. ↑  Chartrand & Courcelle 2006، صفحة 79.
12. 1 2  Jonathan Dull, A Diplomatic History of the American Revolution (Yale University Press, 1985), p. 110.
13. ↑  "Red Coats Facts – British Soldiers in the American Revolution". totallyhistory.com. أبريل 2012. مؤرشف من الأصل في 2019-05-18.
14. ↑  "The British Army 1775–1783" (PDF). orbat. مؤرشف من الأصل (PDF) في سبتمبر 27, 2013. اطلع عليه بتاريخ سبتمبر 23, 2013.
15. ↑  Chartrand & Courcelle 2006، صفحة 63: "Of 7,500 men in the Gibraltar garrison in September (including 400 in hospital), some 3,430 were always on duty"
16. ↑  Winfield, Rif, British Warships in the Age of Sail: 1714–1792 (Seaforth Publishing, 2007) (ردمك 9781844157006)
17. ↑  Winfield, Rif, British Warships in the Age of Sail 1714–1792: Design, Construction, Careers and Fates (Seaforth Publishing, 2007)
18. 1 2 3  Mackesy (1964), pp. 6, 176 (British seamen).
19. ↑  Savas and Dameron (2006), p. xli
20. 1 2  Knesebeck, Ernst von dem (1845), "Geschichte de churhannoverschen Truppen in Gibraltar, Menorca und Ostindien", Published by Im Verlage der Helwingschen Hof-Buchhandlung. Note: The strength of a Hanoverian battalion is listed as 473 men
21. ↑  Lowell, Edward J (1884), "The Hessians and the other German Auxiliaries of Great Britain in the Revolutionary War", Harper and Brothers Publishers, New York, Chapter II
22. 1 2  Greene and Pole (1999), p. 393; Boatner (1974), p. 545.
23. 1 2  Howard H. Peckham, ed., The Toll of Independence: Engagements and Battle Casualties of the American Revolution (Chicago: University of Chicago Press, 1974).
24. ↑  See أسرى الحرب الثورية الأمريكية
25. ↑  Burrows، Edwin G. (Fall 2008). "Patriots or Terrorists". American Heritage. 58 ع. 5. مؤرشف من الأصل في March 23, 2013. اطلع عليه بتاريخ November 29, 2014.
26. ↑  Dawson، Warrington. "The 2112 Frenchmen who died in the United States from 1777 to 1783 while fighting for the American Independence". Washington-Rochambeau Revolutionary Route. Journal de la societe des Americanistes. مؤرشف من الأصل في يونيو 5, 2017. اطلع عليه بتاريخ يونيو 4, 2017.
27. 1 2 3 4 5 6 7 8  Clodfelter، Micheal (2017). Warfare and Armed Conflicts: A Statistical Encyclopedia of Casualty and Other Figures, 1492–2015, 4th ed. McFarland. ص. 133. ISBN:978-0786474707.
28. 1 2  "Spanish casualties in The American Revolutionary war". Necrometrics. مؤرشف من الأصل في 2019-06-10.
29. ↑  Otfinoski، Steven (2008). The New Republic. Marshall Cavendish. ISBN:9780761429388. {{استشهاد بكتاب}}: تحقق من التاريخ في: |سنة= لا يطابق |تاريخ= (مساعدة)
30. ↑  Archuleta، Roy A. (2006). Where We Come from. ص. 69. ISBN:9781424304721. مؤرشف من الأصل في 2020-01-03.
31. ↑  Annual Register, 1783 (1785), pp. 199–200. نسخة محفوظة 3 يناير 2020 على موقع واي باك مشين.
32. ↑  Parliamentary Register (1781), pp. 263–65. نسخة محفوظة 12 يناير 2020 على موقع واي باك مشين.
33. ↑  "Eighteenth Century Death Tolls". necrometrics.com. مؤرشف من الأصل في 2019-06-10. اطلع عليه بتاريخ 2016-01-07.
34. ↑  Parliamentary Register (1781), p. 269. نسخة محفوظة 3 يناير 2020 على موقع واي باك مشين.
35. ↑  Mackesy (1964), pp. 6, 176 (British seamen)
36. ↑  Burrows, Edwin. "Forgotten Patriots: The Untold Story of American Prisoners During the Revolutionary War." Basic Books. New York, 2008. p. 203.
37. ↑  Modern British writers generally favor "American War of Independence", rather than "American Rebellion" or "War of American Independence". "National Curriculum England". Retrieved April 21, 2016.
38. ↑  The colony of Georgia joined later.
39. ↑  Brooks, Richard (editor). Atlas of World Military History. HarperCollins, 2000, p. 101 "Washington's success in keeping the army together deprived the British of victory, but French intervention won the war."
40. 1 2  Chartrand, René (2006). Gibraltar 1779–83: The Great Siege. Osprey Publishing. ISBN 978-1-84176-977-6., p. 9
41. ↑  Colin Bonwick, The American Revolution, 1991, pp. 71-72 ISBN 0-8139-1346-2
42. ↑  Gladney, Henry M. (2014). No Taxation without Representation: 1768 Petition, Memorial, and Remonstrance (PDF). Archived from the original (PDF) on May 13, 2015.
43. ↑  Dickinson, H. T (1977). Liberty and Property: Political Ideology in Eighteenth-century Britain – H.T. Dickinson. p. 218. ISBN 978-0-416-72930-6. Retrieved January 7, 2015 – via Books.google.com.
44. ↑  Charles Howard McIlwain (1938). The American Revolution: A Constitutional Interpretation. p. 51. ISBN 978-1-58477-568-3.
45. ↑  Paul Boyer; et al. (2014). The Enduring Vision: A History of the American People. Cengage Learning. p. 142. ISBN 978-1-285-19339-7.
46. ↑  Knollenberg, Growth, 48; Thomas, Duties Crisis, 76
47. ↑  Knollenberg, Growth, 69
48. ↑  "What was the Boston Massacre?". Boston Massacre Society.
49. ↑  "Boston Tea Party". History.com.
50. ↑  "Avalon Project – Great Britain : Parliament – The Massachusetts Government Act; May 20, 1774". avalon.law.yale.edu.
51. ↑  Ian R. Christie and Benjamin W. Labaree, Empire or Independence, 1760–1776 (New York: Norton, 1976) p. 188.
52. ↑  Ammerman, David (1974). In the Common Cause: American Response to the Coercive Acts of 1774. New York: Norton., p. 9
53. ↑  Ammerman points out that the act only permitted soldiers to be quartered in unoccupied buildings—although they were still private property. (Ammerman, In the Common Cause, 10)
54. ↑  Ammerman, In the Common Cause, 15.
55. ↑  Gary B. Nash; Carter Smith (2007). Atlas Of American History. Infobase Publishing. p. 64. ISBN 978-1-4381-3013-2.
56. ↑  Peter Knight (2003). Conspiracy Theories in American History: An Encyclopedia. ABC-CLIO. pp. 184–85. ISBN 978-1-57607-812-9.
57. ↑  Georgia did not attend
58. ↑  Ferling, John. (2003). A Leap in the Dark. Oxford University Press. p. 112.
59. ↑  Kindig, Thomas E. (1995). "Galloway's Plan for the Union of Great Britain and the Colonies". Declaration of Independence. Philadelphia, Pennsylvania, USA: Independence Hall Association, publishing electronically as ushistory.org. Archived from the original on April 2, 2015. Retrieved March 14, 2015. The plan was considered very attractive to most of the members, as it proposed a popularly elected Grand Council which would represent the interests of the colonies as a whole, and would be a continental equivalent to the English Parliament. After a sincere debate, it was rejected by a six to five vote on October 22, 1774. It may have been the arrival of the Suffolk County (Boston) resolutions that killed it.
60. ↑  Kramnick, Isaac (ed); Thomas Paine (1982). Common Sense. Penguin Classics. p. 21.
61. ↑  "Resolved, 4. That the foundation of English liberty, and of all free government, is a right in the people to participate in their legislative council: and as the English colonists are not represented, and from their local and other circumstances, cannot properly be represented in the British parliament, they are entitled to a free and exclusive power of legislation in their several provincial legislatures, where their right of representation can alone be preserved, in all cases of taxation and internal polity, subject only to the negative of their sovereign, in such manner as has been heretofore used and accustomed: But, from the necessity of the case, and a regard to the mutual interest of both countries, we cheerfully consent to the operation of such acts of the British parliament, as are bonfide, restrained to the regulation of our external commerce, for the purpose of securing the commercial advantages of the whole empire to the mother country, and the commercial benefits of its respective members; excluding every idea of taxation internal or external, for raising a revenue on the subjects, in America, without their consent." quoted from the Declarations and Resolves of the First Continental Congress October 14, 1774.
62. ↑  Cogliano, Francis D. Revolutionary America, 1763–1815: A Political History. Routledge, 1999. p. 47
63. ↑  Cogliano, Revolutionary America, 47–48
64. ↑  Alan Axelrod, The Real History of the American Revolution: A New Look at the Past, p. 83
65. ↑  Fischer, p. 76
66. ↑  Fischer, p. 85
67. ↑  Chidsey, p. 6. This is the total size of Smith's force.
68. ↑  Ketchum, pp. 18, 54
69. ↑  Ketchum, pp. 2–9
70. ↑  Ketchum pp. 110–11
71. ↑  Adams, Charles Francis, "The Battle of Bunker Hill", in American Historical Review (1895–1896), pp. 401–13.
72. ↑  Higginbotham (1983), pp. 75–77.
73. ↑  Ketchum, pp. 183, 198–209
74. ↑  Hugh F. Rankin, ed. (1987). Rebels and Redcoats: The American Revolution Through the Eyes of Those who Fought and Lived it. Da Capo Press. p. 63. ISBN 978-0-306-80307-9.
75. ↑  Lecky, William Edward Hartpole, A History of England in the Eighteenth CentuIry (1882), pp. 449–50.
76. ↑  McCullough, p. 53
77. ↑  Frothingham, pp. 100–01
78. ↑  John R. Alden (1989). A History of the American Revolution. Da Capo Press. pp. 188–90. ISBN 978-0-306-80366-6.
79. ↑  Smith (1907), vol 1, p. 293
80. ↑  Glatthaar (2006), p. 91
81. ↑  Glatthaar (2006), p. 93
82. ↑  Quebec was officially ceded in 1763
83. ↑  Smith (1907), vol 1, p. 242
84. ↑  Gabriel, Michael P. (2002). Major General Richard Montgomery: The Making of an American Hero. Fairleigh Dickinson Univ Press. ISBN 978-0-8386-3931-3., p. 141
85. ↑  Mark R. Anderson, The Battle for the Fourteenth Colony: America's War of Liberation in Canada, 1774–1776 (University Press of New England; 2013).
86. ↑  Alden, The American Revolution (1954) p. 206
87. ↑  Willard Sterne Randall, "Benedict Arnold at Quebec", MHQ: Quarterly Journal of Military History, Summer 1990, Vol. 2, Issue 4, pp. 38–49.
88. ↑  Davies, Blodwen (1951). Quebec: Portrait of a Province. Greenberg. p. 32. Carleton's men had won a quick and decisive victory
89. ↑  Lanctot (1967), pp. 141–46
90. ↑  Thomas A. Desjardin, Through a Howling Wilderness: Benedict Arnold's March to Quebec, 1775 (2006).
91. ↑  Stanley, pp. 127–28
92. ↑  Watson (1960), p. 203
93. ↑  Arthur S. Lefkowitz, Benedict Arnold's Army: The 1775 American Invasion of Canada during the Revolutionary War (2007).
94. ↑  Smith (1907), volume 2, pp. 459–552
95. ↑  Selby and Higginbotham, p. 2
96. ↑  Levy, Andrew (January 9, 2007). The First Emancipator: Slavery, Religion, and the Quiet Revolution of Robert Carter. Random House Trade Paperbacks. p. 74. ISBN 978-0-375-76104-1.
97. ↑  Scribner, Robert L. (1983). Revolutionary Virginia, the Road to Independence. University of Virginia Press. p. xxiv. ISBN 978-0-8139-0748-2.
98. ↑  Russell, p. 73
99. ↑  McCrady, p. 89
100. ↑  Landrum, John Belton O'Neall (1897). Colonial and Revolutionary History of Upper South Carolina. Greenville, SC: Shannon. OCLC 187392639., pp. 80–81
101. ↑  Wilson, David K (2005). The Southern Strategy: Britain's Conquest of South Carolina and Georgia, 1775–1780. Columbia, SC: University of South Carolina Press. ISBN 978-1-57003-573-9. OCLC 56951286., p. 33
102. ↑  Hibbert, C: Rebels and Redcoats, p. 106
103. ↑  Kepner, F, "A British View of the Siege of Charleston, 1776", The Journal of Southern History, Vol. 11, No. 1. (Feb. 1945), p. 94 Jstor link
104. ↑  Bicheno, H: Rebels and Redcoats, pp. 154, 158
105. ↑  Field, Edward (1898). Esek Hopkins, commander-in-chief of the continental navy during the American Revolution, 1775 to 1778. Providence: Preston & Rounds. OCLC 3430958., p. 104
106. ↑  McCusker, John J (1997). Essays in the economic history of the Atlantic world. London: Routledge. ISBN 978-0-415-16841-0. OCLC 470415294., pp. 185–87
107. ↑  Riley, pp. 101–02
108. ↑  Field, pp. 117–18
109. ↑  Field, pp. 120–25
110. ↑  "Declaration of Taking Up Arms: Resolutions of the Second Continental Congress". Constitution Society. Retrieved September 23, 2013.
111. ↑  Ketchum, p. 211
112. ↑  Maier, American Scripture, 25. The text of the 1775 king's speech is online, published by the American Memory project.
113. ↑  Middlekauff, Glorious Cause, 168; Ferling, Leap in the Dark, 123–24.
114. ↑  Maier, American Scripture, 25
115. ↑  Andrew Jackson O'Shaughnessy, The Men who Lost America: British Leadership, the American Revolution, and the Fate of the Empire (Yale UP, 2013).
116. ↑  Frank A. Biletz (2013). Historical Dictionary of Ireland. Scarecrow Press. p. 8. ISBN 978-0-8108-7091-8.
117. ↑  Lecky (1891). A History of England. pp. 162–65.
118. ↑  Vincent Morley (2002). Irish Opinion and the American Revolution, 1760–1783. Cambridge UP. pp. 154–57. ISBN 978-1-139-43456-0.
119. 1 2  Ketchum, pp. 208–09
120. 1 2  Frothingham (1903), p. 298
121. 1 2  John C. Miller (1959). Origins of the American Revolution. Stanford UP. pp. 410–12. ISBN 978-0-8047-0593-6.
122. 1 2  Scheer, p. 64
123. ↑  Jackson, Lowell, Edward (July 23, 1884). "The Hessians and the other German auxiliaries of Great Britain in the revolutionary war". library.si.edu.
124. ↑  David Smith (2012). New York 1776: The Continentals' First Battle. Osprey Publishing. pp. 21–23. ISBN 978-1-78200-443-1.
125. ↑  Christie and Labaree, Empire or Independence, 270; Maier, American Scripture, 31–32.
126. ↑  Maier, American Scripture, 33–34
127. ↑  Boyd, Evolution, 19
128. ↑  Maier, American Scripture, 160–61
129. ↑  Fischer (2004), p. 29
130. ↑  Maier, American Scripture, 156–57
131. ↑  Encyclopedia of the American Revolution Mark M. Botner III, (1974) p. 1094.
132. ↑  Liberty's Exiles; American Loyalists & the Revolutionary World. Maya Jasanoff (2011)
133. ↑  The American Revolution; Colin Bonwick (1991) p. 152
134. ↑  Encyclopedia of American History. Richard B. Morris and Jeffrey B. Morris, eds., 6th Edition (New York: Harper & Row Publishers, 1982), p. 130.
135. ↑  Flight of the Tories from the Republic, The Tories of the American Revolution. North Callahan (1967) p. 120.
136. ↑  Land confiscation Records of north Carolina, Vol. 1 (1779–1800) Stewart Dunaway, p. 9
137. ↑  Fischer, pp. 76–78
138. ↑  Fischer, pp. 89, 381
139. ↑  Ketchum (1973), p. 104
140. 1 2  Adams, Charles Francis, "Battle of Long Island", in American Historical Review (1895–1896), p. 657.
141. ↑  Fischer, pp. 88–102
142. ↑  Ketchum (1973), p. 117
143. ↑  Thomas J. McGuire (2011). Stop the Revolution: America in the Summer of Independence and the Conference for Peace. Stackpole Books. pp. 165–66. ISBN 978-0-8117-4508-6.
144. ↑  Fischer, pp. 102–07
145. 1 2  Fischer (2004), pp. 102–11.
146. 1 2  Barnet Schecter, The battle for New York: The city at the heart of the American Revolution (2002).
147. ↑  Ketchum pp. 111, 130
148. ↑  Fischer, pp. 109–25
149. 1 2  Ridpath, John Clark (1915). The new complete history of the United States of America, Volume 6. Cincinnati: Jones Brothers. OCLC 2140537., p. 2531
150. 1 2  David McCullough (2006). 1776. p. 122. ISBN 978-1-4516-5825-5.
151. 1 2  Stedman, Charles, The History of the Origin, Progress and Termination of the American War Volume I (1794), p. 221.
152. ↑  Larry Lowenthal, Hell on the East River: British Prison Ships in the American Revolution (2009).
153. ↑  Mary Tucker (March 1, 2002). Washington Crossing the Delaware. Lorenz Educational Press. pp. 22–23. ISBN 978-0-7877-8564-2.
154. ↑  Stedman, Charles, The History of the Origin, Progress and Termination of the American War Volume I (1794), p. 223.
155. ↑  Schecter, pp. 266–67
156. ↑  Fischer, pp. 138–42
157. ↑  Lecky (1891). A History of England. pp. 70–78.
158. ↑  McCullough 2006, p. 195.
159. ↑  Ketchum (1973), pp. 191, 269
160. ↑  Charles Francis Adams, "The Battle of Long Island," American Historical Review Vol. 1, No. 4 (Jul. 1896), pp. 650–70 in JSTOR
161. ↑  Schecter, pp. 259–63
162. ↑  Fischer p. 254. Casualty numbers vary slightly with the Hessian forces, usually between 21–23 killed, 80–95 wounded, and 890–920 captured (including the wounded).
163. ↑  Fischer (2004), pp. 206–59.
164. ↑  Wood, W. J (1995). Battles of the Revolutionary War, 1775–1781. Da Capo Press. ISBN 978-0-306-80617-9. ISBN 0-306-81329-7 (2003 paperback reprint), pp. 72–74
165. ↑  Fischer p. 307
166. ↑  Ketchum p. 286
167. ↑  Ketchum (1973), pp. 388–89
168. ↑  Schecter, p. 268
169. ↑  McCullough p. 290
170. ↑  Lengel p. 208
171. ↑  Fischer (2004), pp. 345–58.
172. 1 2  Lecky, William, A History of England in the Eighteenth Century, Vol. IV (1891), p. 57.
173. ↑  Ketchum (1997), p. 84
174. ↑  Ketchum (1997), p. 84.
175. ↑  Ketchum (1997), pp. 244–49
176. ↑  Gabriel, Michael P. (2012). The Battle of Bennington: Soldiers and Civilians. The History Press.
177. ↑  Ketchum (1997), p. 283
178. ↑  Ketchum (1997), pp. 337–78.
179. ↑  Ketchum (1997), pp. 403–25.
180. ↑  Edmund Morgan, The Birth of the Republic: 1763–1789 (1956) pp. 82–83
181. ↑  Higginbotham (1983), pp. 188–98
182. ↑  Stedman, Charles, The History of the Origin, Progress and Termination of the American War Volume I (1794), pp. 287–89.
183. 1 2  Adams, Charles Francis. Campaign of 1777 Proceedings of the Massachusetts Historical Society, Volume 44 (1910–11) pp. 25–26
184. 1 2  Higginbotham, The War of American Independence, pp. 181–86
185. 1 2  Adams, Charles Francis. "Campaign of 1777", Massachusetts Historical Society, Vol. 44 (1910–11), p. 43.
186. ↑  Ward, Christopher. The War of the Revolution. (2 volumes. New York: Macmillan, 1952.) History of land battles in North America. p. 362
187. ↑  Stephen R. Taaffe, The Philadelphia Campaign, 1777–1778 (2003), pp. 95–100 except and text search.
188. 1 2  Rose, Michael (2007), Washington's War: From Independence to Iraq, [1], Retrieved on May 24, 2017
189. 1 2  McGuire, p. 254
190. 1 2  Cadwalader, Richard McCall (1901). Observance of the One Hundred and Twenty-third Anniversary of the Evacuation of Philadelphia by the British Army. Fort Washington and the Encampment of White Marsh, November 2, 1777. pp. 20–28. Retrieved January 7, 2016.
191. ↑  Freedman, 2008, pp. 1–30
192. 1 2  Noel Fairchild Busch, Winter Quarters: George Washington and the Continental Army at Valley Forge (Liveright, 1974).
193. 1 2  "A Concluding Commentary" Supplying Washington's Army (1981).
194. 1 2  "The Winning of Independence, 1777–1783" American Military History Volume I (2005).
195. ↑  Paul Douglas Lockhart, The Drillmaster of Valley Forge: The Baron de Steuben and the Making of the American Army (2008).
196. 1 2  Frances H. Kennedy (2014). The American Revolution: A Historical Guidebook. Oxford UP. p. 163. ISBN 978-0-19-932422-4.
197. ↑  Text incorporated from Valley Forge National Historical Park website, which is in the public domain.
198. ↑  Freedman, 2008, pp. 70–83
199. ↑  Reid, Authority to Tax, 51.
200. ↑  Stockley (2001), pp. 11–12
201. ↑  Terry M. Mays (2009). Historical Dictionary of the American Revolution. Scarecrow Press. p. 7. ISBN 978-0-8108-7503-6.
202. ↑  Jones, Howard (2002). Crucible of Power: A History of American Foreign Relations to 1913. Scholarly Resources Inc. p. 5. ISBN 978-0-8420-2916-2.
203. ↑  Hoffman, Ronald, and Peter J. Albert, eds. Diplomacy and Revolution: The Franco-American Alliance of 1778 (United States Capitol Historical Society, 1981)
204. ↑  Journal of the American Revolution, The Gunpowder shortage (September 9, 2013).[2]
205. ↑  James Brown Scott, Historical Introduction, pp. 8–9 in Samuel Flagg Bemis, Ed. The American Secretaries of State and their diplomacy V.1–2, 1963.
206. ↑  "Springfield Armory". Nps.gov. April 25, 2013. Retrieved May 8, 2013.
207. ↑  Georges Édouard Lemaître (2005). Beaumarchais. Kessinger Publishing. p. 229. ISBN 978-1-4179-8536-4.
208. ↑  Thomas G. Paterson; et al. (2009). American Foreign Relations, Volume 1: A History to 1920. Cengage Learning. pp. 13–15.
209. ↑  Perkins, James Breck, France In The Revolution (1911).
210. ↑  Corwin, Edward Samuel, French Policy and the American Alliance (1916), pp. 121–48.
211. ↑  Morris, Richard B. (1983) [1965]. The Peacemakers: The Great Powers and American Independence., p. 15
212. ↑  Renaut, Francis P. (1922). Le Pacte de famille et l'Amérique: La politique coloniale franco-espagnole de 1760 à 1792. Paris., p. 290
213. ↑  Caughey, John W. (1998). Bernardo de Gálvez in Louisiana 1776–1783. Gretna: Pelican Publishing Company. ISBN 978-1-56554-517-5., p. 87
214. ↑  Mitchell, Barbara A. (Autumn 2012). "America's Spanish Savior: Bernardo de Gálvez". MHQ (Military History Quarterly). pp. 98–104., p. 99
215. ↑  E. Chavez, Thomas (1997). Spain's Support Vital to United States Independence, 1777–1783. United States. Dept. of Defense. pp. United States.
216. ↑  Sparks, Jared (1829–1830). The Diplomatic Correspondence of the American Revolution. Boston: Nathan Hale and Gray & Bowen., p. 1:408
217. ↑  Fernández y Fernández, Enrique (1885). Spain's Contribution to the independence of the United States. Embassy of Spain: United States of America., p. 4
218. ↑  Clarfield, Gerard. United States Diplomatic History: From Revolution to Empire. New Jersey: Prentice-Hall, 1992.
219. ↑  Stockley, Andrew (January 1, 2001). Britain and France at the Birth of America: The European Powers and the Peace Negotiations of 1782–1783. University of Exeter Press. p. 19. ISBN 978-0-85989-615-3. Retrieved August 28, 2015.
220. ↑  Chartrand, René (2006). Gibraltar 1779–83: The Great Siege. Osprey Publishing. p. 9. ISBN 978-1-84176-977-6.
221. ↑  John Ferling (2007). Almost a Miracle: The American Victory in the War of Independence. Oxford UP. p. 294. ISBN 978-0-19-975847-0.
222. ↑  Syrett (1998), p. 17
223. ↑  Scott, Hamish M. (1990). British Foreign Policy in the Age of the American Revolution. Clarendon Press. ISBN 978-0-19-820195-3., pp. 264–72
224. ↑  Cf. Richard Pares, (1936): 429–65
225. ↑  Syrett, David (1998). The Royal Navy in European Waters During the American Revolutionary War. Univ of South Carolina Press. ISBN 978-1-57003-238-7., p. 18
226. 1 2  Ketchum (1997), pp. 405–48
227. 1 2  Higginbotham (1983), pp. 175–88
228. ↑  Trevelyan (1912), vol. 1, pp. 4–5.
229. 1 2  Alfred Thayer Mahan, The Influence of Sea Power upon History, 1660–1783 (Boston:Little, Brown, 1890), p. 534
230. 1 2  Edler 2001, pp. 28–32
231. ↑  Edler 2001, pp. 42–62
232. ↑  Edler 2001, pp. 95–138
233. ↑  Edler 2001, pp. 62–69
234. ↑  Edler 2001, pp. 88–91, 151–152, 164
235. ↑  Nickerson, Hoffman (1967) [1928]. The Turning Point of the Revolution. Port Washington, NY: Kennikat. OCLC 549809., p. 412
236. ↑  Harvey, Robert (2001), A Few Bloody Noses: The American War of Independence, London, ISBN 978-0-7195-6141-2, OCLC 46513518, pp. 385–87
237. ↑  Chartrand, René (2006). Gibraltar 1779–83: The Great Siege. Osprey Publishing. ISBN 978-1-84176-977-6., p. 37
238. ↑  Selig, Robert A; et al. (1999), "5, sect 3", Rochambeau in Connecticut, Connecticut Historical Commission, retrieved December 7, 2007[permanent dead link].
239. ↑  Patterson, Alfred Temple (1960), The Other Armada: The Franco-Spanish attempt to invade Britain in 1779, Manchester, UK: Manchester University Press, p. 3
240. ↑  "Bonhomme Richard". Dictionary of American Naval Fighting Ships. Navy Department, Naval History and Heritage Command. Retrieved June 2, 2017.
241. ↑  Black, Jeremy (1992). "Naval Power, Strategy and Foreign Policy, 1775–1791". In Michael Duffy (ed.). Parameters of British Naval Power, 1650–1850. Exeter, UK: University of Exeter Press. pp. 95–120, here: p.&nbsp, 105. ISBN 978-0-85989-385-5. Retrieved April 12, 2013.
242. ↑  Volo, M. James. Blue Water Patriots: The American Revolution Afloat, Rowman & Littlefield Publishers, Inc. (2008) ISBN 978-0-7425-6120-5, p. 77
243. ↑  Campbell, Thomas. Annals of Great Britain from the ascension of George III to the peace of Amiens, Printed by Mundell and co., for Silvester Doig and Andrew Stirling (1811). p. 56
244. ↑  Gordon, William. The history of the rise, progress, and establishment of the Independence of the United States of America, Books for Libraries Press (1969) ISBN 978-0-8369-5024-3, p. 4
245. ↑  Campbell p. 36
246. ↑  Syrett, p. 136
247. ↑  Parkinson N, C. The Trade Winds: A Study of British Overseas Trade during the French wars, 1793–1815. Routledge; Reprint edition. ISBN 978-0-415-38191-8, p. 38
248. ↑  The encyclopaedia of London, p. 483
249. ↑  Guthrie, William. A New Geographical, Historical And Commercial Grammar And Present State Of The World. Complete With 30 Fold Out Maps – All Present. J. Johnson Publishing (1808), p. 354, OCLC 222956803
250. ↑  Ramsay, David. Universal History Americanized, or an Historical View of the World from the Earliest Records to the Nineteenth Century, with a Particular Reference to the State of Society, Literature, Religion, and Form of Government of the United States of America. Vol. VI (1819), p. 184
251. ↑  Mirza, Rocky M. (2007). The Rise and Fall of the American Empire: A Re-Interpretation of History, Economics and Philosophy: 1492–2006. Trafford Publishing. ISBN 978-1-4251-1383-4. Retrieved November 14, 2015., p. 185
252. ↑  Boromé, Joseph (January 1969). "Dominica during French Occupation, 1778–1784". The English Historical Review. 84 (Volume 884, No. 330): 36–58. JSTOR 562321.
253. ↑  Mirza, p. 185
254. ↑  Mahan, pp. 429–32
255. ↑  Colomb, Philip (1895). Naval Warfare, its Ruling Principles and Practice Historically Treated. London: W. H. Allen. OCLC 2863262., pp. 388–89
256. ↑  Colomb, 389–391
257. ↑  Castex, Jean-Claude (2004). Dictionnaire des batailles navales franco-anglaises. Presses Université Laval. ISBN 978-2-7637-8061-0., pp. 196–99
258. ↑  Mahan, pp. 438–39
259. ↑  James W. Raab (2007). Spain, Britain and the American Revolution in Florida, 1763–1783. p. 135. ISBN 978-0-7864-3213-4.
260. ↑  "General Bernardo Galvez in the American Revolution".
261. ↑  Chávez, Thomas E (2004). Spain and the Independence of the United States: An Intrinsic Gift. UNM Press. ISBN 978-0-8263-2794-9. OCLC 149117944., p. 151
262. ↑  Chávez, p. 152
263. ↑  Chávez, p. 153
264. ↑  Chávez, p. 158
265. ↑  Southey, Robert (2007). The Life of Horatio Lord Nelson. Teddington, UK: Echo Library. ISBN 978-1-4068-3003-3., p. 9
266. ↑  Southey p. 10
267. ↑  de Saavedra de Sangronis, Francisco; Francisco Morales Padrón (2004). Diario de don Francisco de Saavedra. Madrid, Spain: Universidad de Sevilla. ISBN 978-84-472-0782-4., p. 73
268. ↑  Coleman, Terry (2004). The Nelson Touch: The Life and Legend of Horatio Nelson. London: Oxford University Press. ISBN 978-0-19-517322-2., p. 32
269. ↑  Linebaugh, Peter; Rediker, Marcus (2005). La hidra de la revolución: marineros, esclavos y campesinos en la historia oculta del Atlántico. Editorial Critica. ISBN 978-84-8432-601-4., p. 307
270. ↑  Sudgen, John (2004). Nelson: A Dream of Glory, 1758–1797. New York: Holt. ISBN 978-0-224-06097-4., p. 173
271. ↑  Riddick, John F. (2006). The History of British India: A Chronology. Greenwood Publishing Group., pp. 23–25
272. ↑  Barua, Pradeep (2005). The State at War in South Asia. University of Nebraska Press. ISBN 978-0-8032-1344-9., p. 79
273. ↑  "History of Mahé". Archived from the original on December 30, 2013. Retrieved June 2, 2017.
274. ↑  Almon, John; Deberett, John; Stockdale, John (1793). The Parliamentary Register; or History of the Proceedings and Debates of the House of Commons. New York Public Library., p. 56
275. ↑  Cust, Eduard. (1862). "Annals of the Wars of the Eighteenth Century, Compiled from the Most Authentic Histories of the Period" Volume 3, University of Lausanne. p. 222
276. ↑  Dalrymple, William (October 1, 2005). "Assimilation and Transculturation in Eighteen-Century India: A Response to Pankaj Mishra". Common Knowledge. 11 (3): 445–85. doi:10.1215/0961754X-11-3-445. As late as 1780, following the disastrous British defeat by Tipu Sultan of Mysore at the Battle of Pollilur, 7,000 British men, along with an unknown number of women, were held captive by Tipu in his sophisticated fortress of Seringapatam.
277. ↑  Ramaswami, N.S. (1984). Political History of Carnatic under the Nawabs. New Delhi: Abhinav Publications. p. 225
278. ↑  Barua, p. 80
279. ↑  Morrissey, p. 77
280. ↑  Daughan, George (2011) [2008]. If By Sea: The Forging of the American Navy – from the Revolution to the War of 1812. Basic Books. ISBN 978-0-465-02514-5. OCLC 701015376., pp. 174–75
281. 1 2  Morrissey, p. 78
282. ↑  Dearden, Paul F (1980). The Rhode Island Campaign of 1778. Providence, RI: Rhode Island Bicentennial Federation. ISBN 978-0-917012-17-4. OCLC 60041024., pp. 102–06
283. ↑  Hazard's Register of Pennsylvania: Devoted to the Preservation of Facts and Documents, and Every Kind of Useful Information Respecting the State of Pennsylvania, Volume 4. W.F. Geddes. 1829. p. 54.
284. ↑  Eaton, Harry (1899). Jersey City and its historic sites. Jersey City, NJ: The Woman's Club. OCLC 6340873.
285. ↑  Nelson, Paul David (1990). William Tryon and the course of empire: a life in British imperial service. UNC Press. ISBN 978-0-8078-1917-3., p. 170
286. ↑  Bicheno, Hugh (2003). Redcoats and Rebels: The American Revolutionary War. London: Harper Collins. ISBN 978-0-00-715625-2. OCLC 51963515., p. 149
287. ↑  Fischer, Joseph R. (2007). A Well Executed Failure: The Sullivan campaign against the Iroquois, July–September 1779. Columbia, SC: University of South Carolina Press. ISBN 978-1-57003-837-2.
288. ↑  Alfred Creigh (1871). History of Washington County. B. Singerly. p. 49.
289. ↑  Tolson, Jay (July 7–14, 2008). "How Washington's Savvy Won the Day". U.S. News & World Report.
290. ↑  Jonathan Chandler, "‘To become again our brethren’: desertion and community during the American Revolutionary War, 1775–83." Historical Research 90#248 (2017): 363–80.
291. ↑  Fleming, Thomas (1973). The Forgotten Victory: The Battle for New Jersey – 1780. New York: Reader's Digest Press. ISBN 978-0-88349-003-7., pp. 174–75
292. ↑  Fleming, pp. 232, 302
293. ↑  "July 15, 1780 – Benedict Arnold to John André (Code)", Spy Letters of the American Revolution – from the Collection of the Clements Collection, archived from the original on April 8, 2013, retrieved May 30, 2017
294. ↑  Willard M. Wallace, Traitorous Hero: The Life and Fortunes of Benedict Arnold (New York: Harper & Brothers, 1954), pp. 263, 270
295. ↑  Downes, Council Fires, 211; Nester, Frontier War, 194; Nelson, Man of Distinction, 101.
296. ↑  James, James Alton, ed. George Rogers Clark Papers. 2 vols. Originally published 1912–1926. Reprinted New York: AMS Press, 1972. ISBN 0-404-01556-5, pp. 144–48
297. ↑  Lowell Hayes Harrison, George Rogers Clark and the War in the West (2001).
298. ↑  Grenier, John. The First Way of War: American War Making on the Frontier, 1607–1814. Cambridge University Press, 2005. ISBN 0-521-84566-1, p. 159. Grenier argues that "The slaughter the Indians and rangers perpetrated was unprecedented."
299. ↑  Nelson, Larry L. A Man of Distinction among Them: Alexander McKee and the Ohio Country Frontier, 1754–1799. Kent, Ohio: Kent State University Press, 1999. ISBN 0-87338-620-5 (hardcover). p. 118
300. ↑  Gaff, Alan D. (2004). Bayonets in the Wilderness. Anthony Waynes Legion in the Old Northwest. Norman: University of Oklahoma Press. ISBN 978-0-8061-3585-4.
301. ↑  Scaggs, David Curtis, ed. The Old Northwest in the American Revolution: An Anthology. Madison: The State Historical Society of Wisconsin, 1977. ISBN 0-87020-164-6, p. 132
302. ↑  Henry Lumpkin, From Savannah to Yorktown: The American Revolution in the South (2000).
303. ↑  Morrill, Dan (1993). Southern Campaigns of the American Revolution. Nautical & Aviation Publishing., pp. 46–47
304. ↑  Morrill (1993), pp. 48–50
305. ↑  Wilson, David K (2005). The Southern Strategy: Britain's Conquest of South Carolina and Georgia, 1775–1780. Columbia, SC: University of South Carolina Press. ISBN 978-1-57003-573-9. OCLC 232001108., p. 112
306. ↑  John W. Gordon and John Keegan, South Carolina and the American Revolution: A Battlefield History (2007).
307. ↑  Peterson, 1970, pp. 234–38.
308. ↑  Meacham, 2012, pp. 133–35; Ellis, 1996, p. 66; Gordon-Reed, 2008, pp. 136–37.
309. ↑  "From Thomas Jefferson to Sampson Mathews, 12 January 1781 Founders Online, National Archives," last modified July 11, 2019, https://founders.archives.gov/documents/Jefferson/01-04-02-0417. [Original source: The Papers of Thomas Jefferson, vol. 4, 1 October 1780 – 24 February 1781, ed. Julian P. Boyd. Princeton: Princeton University Press, 1951, p. 343] نسخة محفوظة 20 مارس 2020 على موقع واي باك مشين. [وصلة مكسورة]
310. ↑  Bryan, Charles (October 25, 2014). "Richmond's Benedict Arnold". Richmond Times Dispatch. Richmond, Virginia. Retrieved July 11, 2019.
311. ↑  Hugh F. Rankin, North Carolina in the American Revolution (1996).
312. ↑  Buchanan, John (1997). The Road To Guilford Court House: The American Revolution in the Carolinas. New York: John Wiley & Sons. ISBN 978-0-471-32716-5., p. 202
313. 1 2  Buchanan, p. 241
314. ↑  Buchanan, p. 275
315. 1 2  Clinton, H.; The American Rebellion; 1783
316. ↑  Buchanan, p. 326
317. ↑  McGrath, Nick. "Battle of Guilford Courthouse". George Washington’s Mount Vernon: Digital Encyclopedia. Mount Vernon Ladies’ Association. Retrieved January 26, 2017.
318. 1 2  Lumpkin, From Savannah to Yorktown: The American Revolution in the South (2000).
319. ↑  Greene, Francis Vinton D. General Greene, Appleton and Company 1893, p. 241
320. ↑  Pancake, John (1985). This Destructive War. University of Alabama Press. ISBN 978-0-8173-0191-0.
321. ↑  C. Cate, Alan (2006). Founding Fighters: The Battlefield Leaders who Made American Independence. Greenwood Publishing Group., p. 162
322. ↑  Reynolds, Jr., William R. (2012). Andrew Pickens: South Carolina Patriot in the Revolutionary War. Jefferson, NC: McFarland & Company, Inc. ISBN 978-0-7864-6694-8.
323. ↑  Pancake, John (1985). This Destructive War. University of Alabama Press. ISBN 978-0-8173-0191-0., p. 221
324. 1 2  Bicheno, H: Rebels and Redcoats: The American Revolutionary War, London, 2003
325. 1 2  Cornwallis; An Answer to Sir Henry Clinton's Narrative. Note: Cornwallis wrote this pamphlet shortly after the war in explanation of his actions.
326. 1 2  Cornwallis Correspondence, Public Record Office
327. ↑  Clinton, H.; The American Rebellion. Note: This lack of notification was one of Clinton's main arguments in his own defense in the controversy which followed the surrender at Yorktown.
328. 1 2  Grainger, John (2005). The Battle of Yorktown, 1781: a Reassessment. Woodbridge, NJ: Boydell Press. ISBN 978-1-84383-137-2. OCLC 232006312., p. 29
329. 1 2  Billias, George (1969). George Washington's Generals and Opponents: their Exploits and Leadership. New York: Da Capo Press. ISBN 978-0-306-80560-8. OCLC 229206429., pp. 267–75
330. ↑  Dull, Jonathan R (1975). The French Navy and American Independence: A Study of Arms and Diplomacy, 1774–1787. Princeton, NJ: Princeton University Press. ISBN 978-0-691-06920-3. OCLC 1500030., pp. 247–48
331. ↑  Grainger, p. 40
332. ↑  Dull, p. 241
333. ↑  Ketchum, p. 139
334. ↑  Grainger, pp. 43–44
335. ↑  Michael Cecere, Great Things are Expected from the Virginians: Virginia in the American Revolution (2009).
336. ↑  Johnston, Henry Phelps (1881). The Yorktown Campaign and the Surrender of Cornwallis, 1781. New York: Harper & Bros. OCLC 426009., p. 101
337. ↑  Middleton, Richard (2014). "Naval Resources and the British Defeat at Yorktown, 1781". The Mariner's Mirror. 100 (1): 29–43. doi:10.1080/00253359.2014.866373.
338. ↑  Duffy, Michael (1992). Parameters of British Naval Power, 1650–1850. University of Exeter Press. ISBN 978-0-85989-385-5. Retrieved February 8, 2016., p. 110
339. 1 2  Ketchum, p. 205
340. ↑  Ketchum, p. 214
341. ↑  Lengel, Edward (2005). General George Washington. New York: Random House Paperbacks. ISBN 978-0-8129-6950-4., p. 337
342. ↑  Davis, Burke (2007). The Campaign that Won America. New York: HarperCollins. ISBN 978-0-8368-5393-3., p. 237
343. ↑  Fleming, Thomas (1970). The Perils of Peace. New York: The Dial Press. ISBN 978-0-06-113911-6., p. 16
344. ↑  Greene, pp. 307–08
345. ↑  Ketchum, p. 241
346. ↑  Richard Ferrie, The World Turned Upside Down: George Washington and the Battle of Yorktown (1999).
347. ↑  Lewis Namier and John Brooke (1985). The House of Commons 1754–1790. p. 246. ISBN 978-0-436-30420-0.
348. ↑  Mackesy, p. 435.
349. 1 2  Greene, p. 325
350. ↑  Dirks, J. J. B. (1871), De Nederlandsche Zeemagt in Hare verschillende Tijdperken Geschetst. Deel 3 (in Dutch), Rotterdam: H. Nijgh, p. 291
351. ↑  Edler, pp. 169–76
352. ↑  Edler, F. (2001) [1911], The Dutch Republic and The American Revolution, Honolulu, Hawaii: University Press of the Pacific, ISBN 978-0-89875-269-4, pp. 193–98
353. ↑  Edler, pp. 200–03
354. ↑  Davies, Charles Maurice. The history of Holland and the Dutch nation, Volume 3
355. ↑  Syrett p. 131
356. ↑  Maj Gen Porter. History of the Corps of Royal Engineers. p. 208.
357. ↑  Chartrand, Rene. The French Army in the American War of Independence (1994), pp. 54–56
358. ↑  Stockley, p. 19
359. ↑  "Bajas españolas de las baterías flotantes del ataque a Gibraltar el 13 de septiembre de 1782", Gaceta de Madrid (in Spanish), Todo a Babor, retrieved March 11, 2010.
360. ↑  Chartrand p. 84
361. ↑  Fernández Duro, Cesáreo (1901). Armada Española desde la unión de los reinos de Castilla y Aragón. VII. Madrid, Spain: Sucesores de Rivadeneyra. p. 329
362. ↑  (3 years, 7 months and 2 weeks)
363. ↑  Syrett (2006), p. 105
364. ↑  Chartrand, René; Courcelle, Patrice (2006), Gibraltar 1779–1783: The Great Siege, Gibraltar: Osprey, ISBN 978-1-84176-977-6, archived from the original on September 27, 2007, p. 86
365. ↑  Edler, p. 184
366. ↑  Edler, F. (2001) [1911]. The Dutch Republic and The American Revolution. Honolulu, Hawaii: University Press of the Pacific. ISBN 0-89875-269-8.
367. ↑  Nester, William R (2004). The frontier war for American independence. Mechanicsburg, PA: Stackpole Books. ISBN 978-0-8117-0077-1, p. 291
368. ↑  Nester, p. 291
369. ↑  Bense, Judith Ann (1999). Archaeology of colonial Pensacola. Gainesville, FL: University Press of Florida. ISBN 978-0-8130-1661-0, p. 36
370. ↑  Dupuy, R. Ernest; Hammerman, Gay; Hayes, Grace P (1977). The American Revolution: A Global War. New York: David McKay. ISBN 0-679-50648-9, p. 151
371. ↑  Caughey pp. 209–11
372. ↑  Chavez, Thomas E. Spain and the Independence of the United States: An Intrinsic Gift, University of New Mexico Press, 2003. p. 208
373. ↑  Marley, David. Wars of the Americas: A Chronology of Armed Conflict in the New World, 1492 to the Present, ABC-CLIO (1998). ISBN 0-87436-837-5, p. 346
374. ↑  Castex, Jean-Claude (2004). Dictionnaire des batailles navales franco-anglaises. Presses Université Laval. ISBN 978-2-7637-8061-0. pp. 175–76
375. ↑  De Grasse, François Joseph Paul. The Operations of the French fleet under the Count de Grasse in 1781–2
376. ↑  Henry, Dalton G. (1855) The History of British Guiana: Comprising a General Description of the Colony: A narrative of some of the principal events from the earliest period of products and natural history. p. 239
377. ↑  David F. Marley. Wars of the Americas: A Chronology of Armed Conflict in the New World, 1492 to the Present ABC-CLIO (1998) ISBN 0-87436-837-5, p. 182
378. ↑  Jaques, Hood arrived and repulsed de Grasse with victory at sea off Basseterre p. 881
379. ↑  Black p. 59
380. ↑  Dull, Jonathan. (1985) "A diplomatic history of the American Revolution", ISBN 978-0-300-03886-6, p. 244
381. ↑  O'Shaughnessy p. 208
382. ↑  Trew, Peter. (2005), "Rodney and the Breaking of the Line", Published by Leo Cooper Ltd. ISBN 978-1-84415-143-1, pp. 154–55
383. ↑  Trew pp. 157–62
384. ↑  Mahan, Alfred T. (1898). Major Operations of the Royal Navy, 1762–1783: Being Chapter XXXI in The Royal Navy. A History. Boston: Little, Brown. OCLC 46778589., pp. 205–26
385. ↑  Black, Jeremy (1999). Warfare in the Eighteenth Century. London: Cassell. p. 141. ISBN 978-0-304-35245-6.
386. ↑  O'Shaughnessy p. 314
387. ↑  Mahan, pp. 225–26
388. ↑  Chávez, p. 151
389. ↑  Chávez, p. 163
390. ↑  Chávez, p. 165
391. ↑  Jay, Mike, The Unfortunate Colonel Despard, Bantam Press, 2004 ISBN 0-593-05195-5, p. 93
392. 1 2  Chavez, p. 165
393. ↑  Lohuizen, Jan (1961). The Dutch East India Company and Mysore, 1762–1790. 's-Gravenhage: M. Nijhoff, p. 117
394. ↑  Nicolas, Paul Harris (1845). Historical record of the Royal Marine Forces, Volume 2. London: Thomas and William Boone., p. 124
395. ↑  Castex (2004), pp. 340–44
396. ↑  Castex (p. 315) calls this a French victory, on account of more severe damage to Hughes' fleet. Mahan (p. 566) does not explicitly designate a victor.
397. ↑  Castex (2004), pp. 269–272
398. ↑  Sweetman, Jack (1997). The Great Admirals: Command at Sea, 1587–1945. Naval Institute Press. ISBN 978-0-87021-229-1. p. 176
399. ↑  Fredriksen, John C (2006). Revolutionary War Almanac Almanacs of American wars Facts on File library of American history. Infobase Publishing. ISBN 978-0-8160-7468-6. p. 229
400. ↑  Malleson, George Bruce (1884). Final French Struggles in India and on the Indian Seas. W.H. Allen.
401. ↑  Vibart, H. M (1881). The military history of the Madras engineers and pioneers, from 1743 up to the present time, Volume 1
402. ↑  Naravane, M.S. (2014). Battles of the Honorourable East India Company. A.P.H. Publishing Corporation. p. 174. ISBN 978-81-313-0034-3.
403. ↑  Wilks, Mark. "Historical Sketches of the South of India, in an Attempt to Trace the History of Mysoor" (PDF). Retrieved June 4, 2017.
404. ↑  Singh, Sarbans (1993). Battle Honours of the Indian Army 1757–1971. New Delhi: Vision Books. pp. 102–03. ISBN 81-7094-115-6.
405. ↑  Vibart, H.M. (1881). The Military History of the Madras Engineers and Pioneers, from 1743 up to the present time (Volume 1). London: W.H. Allen & Co. pp. 158–159. Retrieved November 3, 2013.
406. 1 2  Naravane, M.S. (2014). Battles of the Honorourable East India Company. A.P.H. Publishing Corporation. pp. 173–75. ISBN 978-81-313-0034-3.
407. ↑  Lohuizen, p. 115
408. ↑  Hasan, Mohibbul (2005). History of Tipu Sultan. Aakar Books. p. 21. ISBN 978-81-87879-57-2. Retrieved January 19, 2013.
409. ↑  Hasan, Mohibbul (2005). History of Tipu Sultan. Aakar Books. p. 24. ISBN 978-81-87879-57-2. Retrieved January 19, 2013.
410. ↑  Fortescue, John (1902). A history of the British army. Volume 3. pp. 483–89.
411. ↑  Fortescue, Sir John William (1902), A history of the British army, 3, Macmillan, pp. 481–85
412. ↑  Paine, Lincoln P. (2000). Warships of the world to 1900. Houghton Mifflin Harcourt. ISBN 978-0-395-98414-7. p. 75
413. ↑  Mahan, p. 416
414. ↑  Hagan, Kenneth J. (October 16, 2009). "The birth of American naval strategy". In Hagan, Kenneth J.; McMaster, Michael T.; Stoker, Donald (eds.). Strategy in the American War of Independence: A Global Approach. Routledge. ISBN 978-1-134-21039-8., p. 51
415. ↑  Fortescue, p. 483–89
416. ↑  Jerome R. Reich (1997). British friends of the American Revolution. M.E. Sharpe. p. 121. ISBN 978-0-7656-3143-5.
417. ↑  Dwight L. Smith, "A North American Neutral Indian Zone: Persistence of a British Idea." Northwest Ohio Quarterly 61#2–4 (1989): 46–63.
418. ↑  William E. Lass (1980). Minnesota's Boundary with Canada: Its Evolution Since 1783. Minnesota Historical Society. pp. 63–70.
419. ↑  Jonathan R. Dull (1987). A Diplomatic History of the American Revolution. pp. 144–51.
420. ↑  Quote from Thomas Paterson, J. Garry Clifford and Shane J. Maddock, American foreign relations: A history, to 1920 (2009) vol 1 p. 20
421. ↑  Benn (1993), p. 17.
422. ↑  Francis M. Carroll (2001). A Good and Wise Measure: The Search for the Canadian-American Boundary, 1783–1842. U of Toronto Press. p. 24. ISBN 978-0-8020-8358-6.
423. ↑  Dwight L. Smith, "A North American Neutral Indian Zone: Persistence of a British Idea" Northwest Ohio Quarterly 1989 61(2–4): 46–63.
424. ↑  Frances G, Davenport and Charles O. Paullin, European Treaties Bearing on the History of the United States and Its Dependencies (1917) vol 1 p. vii
425. ↑  Dull, p. 321
426. ↑  Dull, pp. 327–31
427. ↑  Lawrence S. Kaplan, "The Treaty of Paris, 1783: A Historiographical Challenge", International History Review, September 1983, Vol. 5, Issue 3, pp. 431–42.
428. ↑  Stone, Bailey. The Genesis of the French Revolution: A Global-historical Interpretation, UK, Cambridge University Press (1994).
429. ↑  Gerald Newman and Leslie Ellen Brown, Britain in the Hanoverian age, 1714–1837 (1997) p. 533
430. ↑  Edler 2001, 181–89
431. ↑  W., Francis (2002). Gazetteer of South India, Volume 1. Mittal Publications., p. 161
432. ↑  Dwight L. Smith, "Josiah Harmar, Diplomatic Courier." Pennsylvania Magazine of History and Biography 87.4 (1963): 420–430.
433. ↑  A ceasefire in America was proclaimed by Congress on April 11, 1783 in response to a ceasefire agreement between Great Britain and France on January 20, 1783. The final peace treaty was signed on September 3, 1783 and ratified in the U.S. on January 14, 1784, with final ratification exchanged in Europe on May 12, 1784. Hostilities in India continued until July 1783.
434. ↑  Richard Morris, The Peacemakers: The Great Powers and American Independence (1983).
435. ↑  Ellis (2004), p. 87.
436. ↑  Burrows, Edwin G. (Fall 2008). "Patriots or Terrorists". American Heritage. 58 (5). Archived from the original on March 23, 2013. Retrieved November 29, 2014.
437. 1 2 3 4  Duncan, Louis C. Medical Men in the AmericanRevolution (1931).
438. ↑  American dead and wounded: Shy, pp. 249–50. The lower figure for number of wounded comes from Chambers, p. 849.
439. ↑  Dawson, Warrington. "The 2112 Frenchmen who died in the United States from 1777 to 1783 while fighting for the American Independence". Washington-Rochambeau Revolutionary Route. Journal de la societe des Americanistes. Archived from the original on June 5, 2017. Retrieved June 4, 2017.
440. ↑  "Spanish casualties in The American Revolutionary war". Necrometrics.
441. ↑  Annual Register, 1783 (1785), pp. 199–200.
442. ↑  Parliamentary Register (1781), pp. 263–65.
443. ↑  The Pennsylvania Magazine of History and Biography, Volume 27 (1903), p. 176.
444. ↑  Parliamentary Register (1781), p. 269.
445. ↑  "Scurvy". GARD. June 5, 2017. Retrieved September 26, 2016.
446. ↑  Vale, Brian (2008). "The Conquest of Scurvy in the Royal Navy 1793–1800: a Challenge to Current Orthodoxy". The Mariner's Mirror. 94: 160–175.
447. ↑  Conway (1995) p. 191
448. 1 2  John Pike (October 18, 1907). "Privateers". Globalsecurity.org. Retrieved May 8, 2013.
449. ↑  Marston, Daniel. The American Revolution 1774–1783. Osprey Publishing (2002) ISBN 978-1-84176-343-9. p. 82
450. ↑  Whaples, Robert (March 1995). "Where Is There Consensus Among American Economic Historians? The Results of a Survey on Forty Propositions". The Journal of Economic History. 55 (1): 144. CiteSeerX 10.1.1.482.4975. doi:10.1017/S0022050700040602. JSTOR 2123771. There is an overwhelming consensus that Americans' economic standard of living on the eve of the Revolution was among the highest in the world.
451. 1 2  Greene and Pole, eds., A Companion to the American Revolution (2004) chapters 42, 48
452. ↑  Curtis P. Nettels, The Emergence of a National Economy, 1775–1815 (1962) pp. 23–44
453. ↑  "Not worth a continental Archived July 9, 2012, at the Wayback Machine", "Creating the United States", Library of Congress. Retrieved 14 January 2012.
454. ↑  Trescott, Paul. "Federal-State Financial Relations, 1790–1860". 15: 227–45.
455. ↑  David Kennedy; et al. (2011). The Brief American Pageant: A History of the Republic, Volume I: To 1877. Cengage Learning. p. 136. ISBN 978-0-495-91535-5.
456. ↑  Robert Tombs and Isabelle Tombs (2006). That Sweet Enemy: The French and the British from the Sun King to the Present. Knopf Doubleday. p. 179. ISBN 978-1-4000-4024-7.
457. ↑  Conway, Stephen. The War of American Independence 1775–1783. Publisher: E. Arnold (1995) ISBN 0-340-62520-1. 280 pp.
458. ↑  Schiff, Stacy (2006). A Great Improvisation: Franklin, France, and the Birth of America. Macmillan. p. 5. ISBN 978-1-4299-0799-6.
459. ↑  Conway (1995) p. 242
460. ↑  Paul Kennedy, The Rise and Fall of the Great Powers (1987) pp. 81, 119
461. ↑  Tombs (2007) p. 179
462. ↑  Stacy Schiff (2006). A Great Improvisation: Franklin, France, and the Birth of America. Macmillan. p. 5. ISBN 978-1-4299-0799-6.
463. ↑  Lynch, John. Bourbon Spain 1700–1808. Publisher: Oxford (1989) ISBN 978-0-631-19245-9. p. 326
464. ↑  Castillero Calvo, Alfredo (2004). Las Rutas de la Plata: La Primera Globalización. Madrid: Ediciones San Marcos. ISBN 84-89127-47-6. p. 193
465. ↑  Mulhall, Michael G., Mulhall's Dictionary of Statistics (1884), p. 357.
466. ↑  Colonial and Pre-Federal Statistics U.S. Census Bureau.
467. ↑  Clode, Charles Matthew (1869), "The Military Forces of the Crown: Their Administration and Government", London, J Murray, p. 268. Note: Figures include the 41st regiment of invalids, but not the 20 independent companies on garrison duty. Troops in India were under the control of the East India Company, and did not become part of the British Army until 1858.
468. ↑  Plant, David, Rule of the Major-Generals, British Civil Wars and Commonwealth website, retrieved June 9, 2017
469. ↑  Rodger, N.A.M (2004). The Command of the Ocean: A Naval History of Britain 1649–1815. Penguin Group. ISBN 978-0-393-06050-8, p. 137
470. ↑  "The March of the Guards to Finchley; 18th Century Recruitment". Umich education.
471. ↑  Belcher, Henry (1911), "The First American Civil War; First Period, 1775–1778, with chapters on the Continental or Revolutionary army and on the forces of the Crown", Volume 1, London Macmillan, pp. 250, 258
472. ↑  War Office Papers, Manuscripts in the Public Record Office, 1:992–1008, passim
473. ↑  War Officer Papers, 4:275, Jenkinson to Clinton, 5 Dec. 1780
474. ↑  9th Report on Public Accounts (1783) in 39 House of Commons Journal, H.M. Stationery Office, 1803, pp. 325–44
475. ↑  Plant, David, "The New Model Army", BCW Project, http://bcw-project.org/military/new-model-army, Retrieved 9 June 2017 نسخة محفوظة 2019-09-17 على موقع واي باك مشين.
476. ↑  Fortescue, Volume III, p. 41
477. ↑  Owen, Captain Wheeler (1914), "The War Office Past and Present", Methuen & Co. London, p. 90
478. ↑  War Office Papers, 3:5, Harvey to Elliot, 10 March 1775
479. ↑  Clode, Volume II, pp. 13–14
480. ↑  Statutes at Large, Ruffhead's Edition (London, 1763–1800), Volume XIII, pp. 273–80
481. ↑  Statutes at Large, Ruffhead's Edition, Volume XIII, pp. 316–17
482. ↑  War Office Papers, 4:966, Jenkinson to John Livesey and E. Brewer, 13 Apr. 1779
483. ↑  War Office Papers, 1:996, Sir William Codrington to Barrington, December 1778
484. ↑  War Office Papers. 1:998, Lieutenant General Parker to Barrington, 19 June 1778.
485. ↑  War Office Papers, 1:1005, Oughton to Jenkinson, 27 May 1779
486. ↑  Andrews, Charles McLean (1912), "Guide to the materials for American history, to 1783, in the Public record office of Great Britain", Washington, D.C., Carnegie institution of Washington, Volume II, p. 32
487. ↑  War Office Papers, 4:966, Jenkinson to Amherst, 26 Oct. 1779
488. ↑  "The British Army 1775–1783" (PDF). orbat. Archived from the original (PDF) on September 27, 2013. Retrieved September 23, 2013.
489. ↑  "Red Coats Facts – British Soldiers in the American Revolution". totallyhistory.com. April 2012.
490. 1 2  Jonathan Dull, A Diplomatic History of the American Revolution (Yale University Press, 1985), p. 110.
491. 1 2  Winfield, Rif, British Warships in the Age of Sail: 1714–1792 (Seaforth Publishing, 2007) ISBN 978-1-84415-700-6
492. 1 2  Winfield, Rif, British Warships in the Age of Sail 1714–1792: Design, Construction, Careers and Fates (Seaforth Publishing, 2007)
493. ↑  Colonial Office Papers. Manuscripts in the Public Record Office, 5:92, Dartmouth to Howe, 5 Sept. 1775
494. 1 2  Black (2001), p. 59. On militia see Boatner (1974), p. 707, and Weigley (1973), ch. 2.
495. ↑  "Lord Dunmore's Proclamation". Digital History. October 18, 2007. Archived from the original on April 22, 2008. Retrieved October 18, 2007.
496. ↑  Buchanan, 327
497. ↑  Babits, p/ 46, "British Legion Infantry strength at Cowpens was between 200 and 271 enlisted men". However, this statement is referenced to a note on pp. 175–76, which says, "The British Legion infantry at Cowpens is usually considered to have had about 200–250 men, but returns for the 25 December 1780 muster show only 175. Totals obtained by Cornwallis, dated 15 January, show that the whole legion had 451 men, but approximately 250 were dragoons". There would therefore appear to be no evidence for putting the total strength of the five British Legion Light Infantry companies at more than 200.
498. ↑  Review by: Hugh F. Rankin; Reviewed Work: The Green Dragoon: The Lives of Banastre Tarleton and Mary Robinson by Robert D. Bass, The North Carolina Historical Review, Vol. 34, No. 4 (October, 1957), pp. 548–50
499. ↑  Bass, Robert.D (August 1957). "The Green Dragoon: The Lives of Banastre Tarleton and Mary Robinson ". The North Carolina Historical Review. 34 (4): 548–550. JSTOR 23517100.
500. ↑  Agniel, Lucien (June 1972). "The Late Affair Has Almost Broke My Heart: The American Revolution in the South, 1780–1781". Chatham Press. Retrieved November 18, 2015.
501. ↑  Ketchum (1997), p. 76
502. ↑  Ketchum (1997), p. 77
503. ↑  Duffy, Christopher. The Military Experience in the Age of Reason. p. 61. ISBN 1-85326-690-6.
504. ↑  Forteseue, The British Army, 1783–1802, p. 34
505. ↑  Armatys, John; Cordery, Robert George (2005). "The Purchase of Officers' Commissions in the British Army". Colonial Wargames. Archived from the original on July 28, 2012. Retrieved June 10, 2017.
506. ↑  Belcher, Volume I, p. 270
507. ↑  Michael Lanning (2009). American Revolution 100: The Battles, People, and Events of the American War for Independence, Ranked by Their Significance. Sourcebooks. pp. 193–96. ISBN 978-1-4022-4170-3.
508. ↑  Duncan, Volume II, p. 15
509. ↑  French, pp. 263–65
510. ↑  Frothingham, p. 155
511. ↑  Frothingham pp. 191, 194
512. ↑  Frothingham, p. 156
513. ↑  Ferling, 2015, pp. 127–29
514. ↑  John E. Ferling, Almost A Miracle: The American Victory in the War of Independence (2009), pp. 562–77.
515. 1 2  Joseph J. Ellis (2013). Revolutionary Summer: The Birth of American Independence. Random House. ISBN 978-0-307-70122-0.
516. 1 2  Richard W. Stewart, ed., American Military History Volume 1 The United States Army And The Forging Of A Nation, 1775–1917" (2005) ch 4 "The Winning of Independence, 1777–1783" (2005), p. 103.
517. ↑  Adams, Charles Francis, "Battle of Long Island", in American Historical Review (1895–1896), pp. 668–669.
518. ↑  Fischer, pp. 138–142
519. ↑  Frothingham pp. 152–53
520. ↑  Jackson, Kenneth T; Dunbar, David S (2005). Empire City: New York Through the Centuries. Columbia University Press. ISBN 978-0-231-10909-3,p. 20
521. ↑  Colonial Office Papers, Manuscripts in the Public Record Office, 5:93, Howe to Dartmouth, 1st December 1775
522. ↑  Colonial Office Papers, 5:93, Howe to Germain, 7 June and 7 July 1776
523. ↑  A View of the Evidence (London, 1783), p. 13
524. ↑  Correspondence of George III with Lord North, Volume II, p. 57
525. ↑  Colonial Office Papers, 5:93, Howe to Germain, 30 Nov 1776
526. ↑  Stedman, American War, Volume I, p. 287
527. ↑  Pancake, John (1985). This Destructive War. University of Alabama Press. p. 221
528. ↑  Clinton, H.; The American Rebellion. Note: This lack of notification was one of Clinton's main arguments in his own defense in the controversy that followed the surrender at Yorktown.
529. ↑  Lengel, Edward (2005). General George Washington. New York: Random House Paperbacks. ISBN 0-8129-6950-2. p. 337
530. ↑  Fleming, Thomas (1970). The Perils of Peace. New York: The Dial Press. ISBN 978-0-06-113911-6, p. 16
531. ↑  Colonial Office Papers, 5:96, Clinton to Germain, 15 September 1778
532. ↑  Colonial Office Papers, 5:97, Clinton to Germain, 15 December 1778
533. ↑  Colonial Office Papers, 5:98, Haldimand to Clinton, 19 July and 29 August 1779
534. ↑  Colonial Office Papers, 5:100, Clinton to Germain, 31st October 1780
535. ↑  Black (2001), p. 39; Greene and Pole (1999), pp. 298, 306
536. ↑  Rossman, Vadim (2016), "Capital Cities: Varieties and Patterns of Development and Relocation", Taylor & Francis, ISBN 1-317-56285-2, p. 2
537. ↑  Edward E. Curtis, The Organization of the British Army in the American Revolution, Conclusion, (Yale U.P. 1926), [3] Retrieved 10 June 2017
538. ↑  Black (2001), p. 14.
539. ↑  Wilson, David K (2005). The Southern Strategy: Britain's Conquest of SouthCarolina and Georgia, 1775–1780. Columbia, SC: University of South Carolina Press. ISBN 1-57003-573-3. OCLC 232001108. p. 112
540. ↑  Black (2001), pp. 14–16 (Harsh methods), pp. 35, 38 (slaves and Indians), p. 16 (neutrals into revolutionaries).
541. ↑  Leonard Woods Larabee, Conservatism in Early American History (1948) pp 164–65
542. ↑  Calhoon, Robert M. The Loyalists in Revolutionary America, 1760–1781 (1973)
543. ↑  Curtis, "The Organization of the British Army in the American Revolution, Conclusion
544. ↑  C. Ritcheson, "Loyalist Influence on British Policy Toward the United States After the American Revolution"; Eighteenth-Century Studies; (1973) 7#1 p. 6. Jstor link
545. ↑  Greene and Pole (1999), p. 235
546. ↑  William Edward Hartpole Lecky (1891). A History of England: In the Eighteenth Century. p. 139.
547. ↑  Black (2001), p. 12.
548. ↑  Black (2001), pp. 13–14.
549. ↑  Ferling (2007), p. 294
550. ↑  Dull, (1985) p. 244
551. ↑  Tellier, L.-N. (2009). Urban World History: an Economic and Geographical Perspective. Quebec: PUQ. p. 463. ISBN 2-7605-1588-5.
552. ↑  Pole and Greene, eds. Companion to the American Revolution, ch. 36–39.
553. ↑  Michael Lanning (2009). American Revolution 100: The Battles, People, and Events of the American War for Independence, Ranked by Their Significance. Sourcebooks. pp. 195–96. ISBN 978-1-4022-4170-3.
554. ↑  Trevelyan, p. 249.
555. ↑  David Allison, The American Revolution: A World War (2018)
556. ↑  Ketchum (1997), pp. 405–48.
557. ↑  Philander D. Chase. "Steuben, Friedrich Wilhelm von"; American National Biography Online (2000). Accessed January 29, 2015.
558. ↑  Ferling, John (2007), pp. 294–95"
559. ↑  Higginbotham (1983), pp. 331–46.
560. ↑  Nathaniel Philbrick, "Valiant Ambition: George Washington, Benedict Arnold and the Fate of the American Revolution," (New York: Penguin Books, 2016), p. 237
561. ↑  Davies, Wallace Evan (1939). "PRIVATEERING AROUND LONG ISLAND DURING THE REVOLUTION". New York History. 20 (3): 283–294. ISSN 0146-437X. JSTOR 23134696.
562. ↑  "The whaleboat war". www.doublegv.com. Retrieved July 7, 2019.
563. ↑  Boatner (1974), p. 264.
564. 1 2  Duffy, Christopher (2005). Military Experience in the Age of Reason. London: Routledge. ISBN 0-203-97685-1. p. 13. In the original 1987 edition, p. 17.
565. ↑  R. Don Higginbotham, George Washington and the American Military Tradition (1985) ch 3
566. ↑  Robert Selig, March to victory: Washington, Rochambeau, and the Yorktown Campaign of 1781 (2005) online.
567. ↑  Alexander Rose, Washington's Spies (2006) pp. 258–61.
568. ↑  Roger Kaplan, "The Hidden War: British Intelligence Operations during the American Revolution." William and Mary Quarterly (1990) 47#1: 115–38. online
569. ↑  William Gardner Bell (2005). Commanding Generals and Chiefs of Staff, 1775–2005: Portraits & Biographical Sketches of the United States Army's Senior Officer. pp. 3–4. ISBN 978-0-16-087330-0.
570. ↑  Douglas S. Freeman, and Richard Harwell, Washington (1968) p. 42.
571. ↑  Higginbotham, George Washington and the American Military Tradition (1985) ch 3
572. ↑  Arnold Whitridge, "Baron von Steuben, Washington's Drillmaster." History Today (July 1976) 26#7 pp. 429–36.
573. ↑  E. Wayne Carp, To Starve the Army at Pleasure: Continental Army Administration and American Political Culture, 1775–1783 (1990) p. 220.
574. ↑  Edward G. Lengel, General George Washington: A Military Life (2005) pp. 365–71.
575. ↑  Leslie Alexander (2010). Encyclopedia of African American History. ABC-CLIO. p. 356. ISBN 978-1-85109-774-6.
576. ↑  Kaplan and Kaplan (1989), pp. 64–69.
577. ↑  Peter Kolchin, American Slavery: 1619–1877, New York: Hill and Wang, 1994, p. 73
578. ↑  Kolchin, p. 73
579. ↑  Pybus, Cassandra (2005). "Jefferson's Faulty Math: The Question of Slave Defections in the American Revolution". The William and Mary Quarterly. 62 (2): 243–264. doi:10.2307/3491601. JSTOR 3491601.
580. ↑  William Weir (2004). The Encyclopedia of African American Military History. Prometheus Books. pp. 31–32. ISBN 978-1-61592-831-6.
581. ↑  Reid, Darren R. (June 19, 2017). "Anti-Indian Radicalisation in the Early American West, 1774-1795". Journal of the American Revolution. Retrieved August 22, 2019.
582. ↑  "Native American Resilience and Violence in the West". UShistory.org. Retrieved August 22, 2019.
583. ↑  Downes, Randolph C. (1940). Council Fires on the Upper Ohio: A Narrative of Indian Affairs in the Upper Ohio Valley until 1795. Pittsburgh: University of Pittsburgh Press. p. 276. ISBN 0-8229-5201-7.
584. ↑  Waxman, Matthew (November 4, 2018). "Remembering St. Clair's Defeat". Lawfare. Retrieved August 22, 2019.
585. ↑  John Finger, Tennessee Frontiers: Three Regions in Transition (Bloomington, Ind.: Indiana University Press, 2001), pp. 43–64.
586. ↑  Ward, Harry M. (1999). The war for independence and the transformation of American society. Psychology Press. p. 198. ISBN 978-1-85728-656-4. Retrieved March 25, 2011.
587. ↑  O'Brien, Greg (April 30, 2008). Pre-removal Choctaw history: exploring new paths. University of Oklahoma Press. pp. 123–26. ISBN 978-0-8061-3916-6. Retrieved March 25, 2011.
588. 1 2 3 4  "Women's Service with the Revolutionary Army : The Colonial Williamsburg Official History & Citizenship Site". History.org. November 5, 2009. Retrieved August 9, 2015.
589. ↑  "Education & Resources – National Women's History Museum". NWHM. Archived from the original on July 11, 2017. Retrieved August 9, 2015.
590. ↑  "Molly Pitcher Biography (c. 1754–1832)". A&E Television Networks. August 13, 2019. Retrieved August 26, 2019.
591. ↑  Dunkerly, Robert M. (April 2, 2014). "8 Fast Facts about Camp Followers". Journal of the American Revolution. Retrieved August 23, 2019.
592. ↑  Berkin, Carol (2005). Revolutionary Mothers. Women in the Struggle for America's Independence. New York: Alfred A. Knopf. p. 84. ISBN 1-4000-4163-5.
593. ↑  Howat, Kenna (November 9, 2017). "Revolutionary Spies. Women Spies of the American Revolution". Retrieved August 23, 2019.
594. ↑  James W. St. G. Walker, The Black Loyalists: The Search for a Promised Land in Nova Scotia and Sierra Leone, 1783–1870 (1992).
595. ↑  Grant, John N. (1973). "Black Immigrants into Nova Scotia, 1776-1815". The Journal of Negro History. 58 (3): 253–270. doi:10.2307/2716777. JSTOR 2716777.
596. ↑  William Baller, "Farm Families and the American Revolution," Journal of Family History (2006) 31(1): 28–44. ISSN 0363-1990. Fulltext: online in EBSCO.
597. ↑  Michael A. McDonnell, "Class War: Class Struggles During the American Revolution in Virginia", William and Mary Quarterly 2006 63(2): 305–44. ISSN 0043-5597 Fulltext: online at History Cooperative.

### معلومات المراجع كاملة
- جيريمي بلاك. War for America: The Fight for Independence, 1775–1783. 2001. Analysis from a noted British military historian.
- Benn, Carl Historic Fort York, 1793–1993. Toronto: Dundurn Press Ltd. 1993. (ردمك 0920474799).
- Boatner, Mark Mayo, III. Encyclopedia of the American Revolution. 1966; revised 1974. (ردمك 0811705781). Military topics, references many مصدر ثانويs.
- Calloway, Colin G. The American Revolution in Indian Country: Crisis and Diversity in Native American Communities (Cambridge UP, 1995).
- Chambers, John Whiteclay II, ed. in chief. The Oxford Companion to American Military History. دار نشر جامعة أكسفورد، 1999. (ردمك 0195071980).
- Conway, Stephen. The British Isles and the War of American Independence (2002) دُوِي:10.1093/acprof:oso/9780199254552.001.0001 online
- Crocker III، H. W. (2006). Don't Tread on Me. New York: Crown Forum. ISBN:978-1-4000-5363-6. مؤرشف من الأصل في 2022-10-03.
- Curtis, Edward E. The Organization of the British Army in the American Revolution (Yale U.P. 1926) online
- Duffy, Christopher. The Military Experience in the Age of Reason, 1715–1789 Routledge, 1987. (ردمك 9780710210241).
- Edler, Friedrich. The Dutch Republic and The American Revolution. University Press of the Pacific, 1911, reprinted 2001. (ردمك 0898752698).
- Ellis, Joseph J. His Excellency: George Washington. (2004). (ردمك 1400040310).
- ديفيد هاكيت فيشر. Washington's Crossing  [لغات أخرى]‏. New York: Oxford University Press, 2004. (ردمك 0195170342).
- Fletcher, Charles Robert Leslie. An Introductory History of England: The Great European War, Volume 4. E.P. Dutton, 1909. 12063427.
- Greene, Jack P. and Pole, J.R., eds. The Blackwell Encyclopedia of the American Revolution. Malden, Massachusetts: Blackwell, 1991; reprint 1999. (ردمك 1557865477). Collection of essays focused on political and social history.
- Gilbert, Alan. Black Patriots and Loyalists: Fighting for Emancipation in the War for Independence. Chicago: University of Chicago Press, 2012. (ردمك 9780226293073).
- دون هيغينبوثمان. The War of American Independence: Military Attitudes, Policies, and Practice, 1763–1789. Northeastern University Press, 1983. (ردمك 0930350448). Overview of military topics; online in ACLS History E-book Project.
- Morrissey, Brendan. Monmouth Courthouse 1778: The Last Great Battle in the North. Osprey Publishing, 2004. (ردمك 1841767727).
- Jensen, Merrill. The Founding of a Nation: A History of the American Revolution 1763–1776. (2004)
- Kaplan, Sidney and Emma Nogrady Kaplan. The Black Presence in the Era of the American Revolution. Amherst, Massachusetts: The University of Massachusetts Press, 1989. (ردمك 0870236636).
- Ketchum, Richard M. Saratoga: Turning Point of America's Revolutionary War. Henry Holt, 1997. (ردمك 080504681X).
- Mackesy, Piers  [لغات أخرى]‏. The War for America: 1775–1783 نسخة محفوظة 24 مايو 2012 على موقع واي باك مشين.. London, 1964. Reprinted University of Nebraska Press, 1993. (ردمك 0803281927). Highly regarded examination of British strategy and leadership.
- ديفيد ماكولوغ. 1776. New York: Simon & Schuster, 2005.
- Middleton, Richard, The War of American Independence, 1775–1783. London: Pearson, 2012. (ردمك 9780582229426)
- Reynolds, Jr.، William R. (2012). Andrew Pickens: South Carolina Patriot in the Revolutionary War. Jefferson, NC: McFarland & Company, Inc. ISBN:978-0-7864-6694-8.
- Riddick, John F. The History of British India: a Chronology. Greenwood Publishing Group, 2006. (ردمك 9780313322808).
- Savas, Theodore P. and Dameron, J. David. A Guide to the Battles of the American Revolution. New York: Savas Beatie LLC, 2006. (ردمك 193271412X).
- سيمون شاما. Rough Crossings: Britain, the Slaves, and the American Revolution, New York, NY: Ecco/HarperCollins, 2006
- O'Shaughnessy, Andrew Jackson. The Men who Lost America: British Leadership, the American Revolution, and the Fate of the Empire (Yale UP, 2014).
- Shy, John. A People Numerous and Armed: Reflections on the Military Struggle for American Independence. New York: Oxford University Press, 1976 ((ردمك 0195020138)); revised University of Michigan Press, 1990 ((ردمك 0472064312)). Collection of essays.
- Stephenson, Orlando W. "The Supply of Gunpowder in 1776", American Historical Review, 30#2 (1925), pp. 271–81 online free.
- Taylor, Alan. American Revolutions: A Continental History, 1750–1804 (WW Norton & Company, 2016).
- Tombs, Robert and Isabelle. That Sweet Enemy: The French and the British from the Sun King to the Present Random House, 2007. (ردمك 9781400040247).
- Trevelyan, George Otto. George the Third and Charles Fox: the concluding part of The American revolution Longmans, Green, 1912.
- Watson, J. Steven. The Reign of George III, 1760–1815 نسخة محفوظة 24 مايو 2012 على موقع واي باك مشين.. 1960. Standard history of British politics.
- Weigley, Russell F. The American Way of War. Indiana University Press, 1977. (ردمك 9780253280299).
- Weintraub, Stanley. Iron Tears: America's Battle for Freedom, Britain's Quagmire: 1775–1783. New York: Free Press, 2005 (a division of Simon & Schuster). (ردمك 0743226879). An account of the British politics on the conduct of the war.

### قراءة موسعة
- Billias, George Athan. George Washington's Generals and Opponents: Their Exploits and Leadership (1994) scholarly studies of key generals on each side.
- Black, Jeremy. "Could the British Have Won the American War of Independence?."  Journal of the Society for Army Historical Research. (Fall 1996), Vol. 74 Issue 299, pp 145–154. online video lecture, uses Real Player
- Conway, Stephen. The War of American Independence 1775–1783. Publisher: E. Arnold, 1995. (ردمك 0340625201). 280 pp.
- Lowell, Edward J. The Hessians in the Revolution  Williamstown, Massachusetts, Corner House Publishers, 1970, Reprint
- جورج بانكروفت. History of the United States of America, from the discovery of the American continent. (1854–78), vol. 7–10.
- Bobrick, Benson. Angel in the Whirlwind: The Triumph of the American Revolution. Penguin, 1998 (paperback reprint).
- Fremont-Barnes, Gregory, and Ryerson, Richard A., eds. The Encyclopedia of the American Revolutionary War: A Political, Social, and Military History (ABC-CLIO, 2006) 5 volume paper and online editions; 1000 entries by 150 experts, covering all topics
- Frey, Sylvia R. The British Soldier in America: A Social History of Military Life in the Revolutionary Period (University of Texas Press, 1981).
- Hibbert, Christopher. Redcoats and Rebels: The American Revolution through British Eyes. New York: Norton, 1990. (ردمك 039302895X).
- Kwasny, Mark V. Washington's Partisan War, 1775–1783. Kent, Ohio: 1996. (ردمك 0873385462). Militia warfare.
- Middlekauff, Robert  [لغات أخرى]‏. The Glorious Cause: The American Revolution, 1763–1789. Oxford University Press, 1984; revised 2005. (ردمك 0195162471). online edition نسخة محفوظة 24 مايو 2012 على موقع واي باك مشين.
- Savas, Theodore؛ J. David Dameron (2006). Guide to the Battles of the American Revolution. Savas Beatie. ISBN:978-1-61121-011-8. مؤرشف من الأصل في 2020-02-16.  Contains a detailed listing of American, French, British, German, and Loyalist regiments; indicates when they were raised, the main battles, and what happened to them. Also includes the main warships on both sides, And all the important battles.
- Simms, Brendan. Three Victories and a Defeat: The Rise and Fall of the First British Empire, 1714–1783 (2008) 802 pp. detailed coverage of diplomacy from London viewpoint
- Symonds, Craig L. A Battlefield Atlas of the American Revolution (1989), newly drawn maps emphasizing the movement of military units
- Ward, Christopher. The War of the Revolution. (2 volumes. New York: Macmillan, 1952.) History of land battles in North America.
- Wood, W. J. Battles of the Revolutionary War, 1775–1781. (ردمك 0306813297) (2003 paperback reprint). Analysis of tactics of a dozen battles, with emphasis on American military leadership.
- Men-at-Arms series: short (48pp), very well illustrated descriptions:
  - Zlatich, Marko; Copeland, Peter. General Washington's Army (1): 1775–78 (1994)
  - Zlatich, Marko. General Washington's Army (2): 1779–83 (1994)
  - Chartrand, Rene. The French Army in the American War of Independence (1994)
  - May, Robin. The British Army in North America 1775–1783 (1993)
- The Partisan in War, a treatise on light infantry tactics written by Colonel Andreas Emmerich in 1789.

## وصلات خارجية
- خرائط الحرب الثورية من أكاديمية الولايات المتحدة العسكرية. نسخة محفوظة 15 أبريل 2023 على موقع واي باك مشين.
- دليل مكتبة الكونجرس للثورة الأمريكية.
- قوائم مراجع حرب الاستقلال الأمريكية التي جمعها مركز جيش الولايات المتحدة للتاريخ العسكري.
- مراجع سياسية من معهد أوموهوندرو للتاريخ والثقافة الأمريكية المبكرة.